# Lương Tài (huyện)
Lương Tài là một huyện thuộc tỉnh Bắc Ninh, Việt Nam.

## Địa lý
Huyện Lương Tài nằm ở phía nam tỉnh Bắc Ninh, nằm cách thành phố Bắc Ninh khoảng 30 km về phía nam, cách trung tâm thủ đô Hà Nội khoảng 52 km, có vị trí địa lý:
- Phía đông giáp thành phố Chí Linh và huyện Nam Sách, tỉnh Hải Dương
- Phía tây giáp thị xã Thuận Thành
- Phía nam giáp huyện Cẩm Giàng, tỉnh Hải Dương
- Phía bắc giáp huyện Gia Bình.

Huyện Lương Tài có các trục giao thông huyết mạch nhằm phát triển kinh tế xã hội là tỉnh lộ 280, 281, 284, 285 nối Lương Tài với Gia Bình, Thuận Thành (Bắc Ninh), Lương Tài với Cẩm Giàng (Hải Dương).

### Điều kiện tự nhiên
Huyện có địa hình đồng bằng. Sông Thái Bình chảy qua phía đông huyện. Kinh tế huyện thuần nông, chuyên trồng lúa, ngô, cây ăn quả, hoa màu, dâu nuôi tằm, chăn nuôi bò, gia cầm. Nghề thủ công truyền thống là dệt lụa, đúc đồng.

## Hành chính
Huyện Lương Tài có 12 đơn vị hành chính cấp xã trực thuộc, bao gồm thị trấn Thứa (huyện lỵ) và 11 xã: An Tập, An Thịnh, Bình Định, Lâm Thao, Phú Hòa, Phú Lương, Quang Minh, Quảng Phú, Tân Lãng, Trung Chính, Trung Kênh.

## Lịch sử
Theo tài liệu Đại Việt Quốc Tổng Lãm Đồ (大越國總覽圖), thì cái tên Lương Tài (良才) đã có từ trước năm 1424.
Thời kỳ thuộc Minh, vùng này thuộc huyện Thương Tài, thuộc châu Gia Lâm, phủ Bắc Giang. Đến thời Hậu Lê, đổi tên thành Thiện Tài, rồi lại đổi là Lang Tài.
Đời Gia Long, thuộc phủ Thuận An, trấn Kinh Bắc. Năm 1822, Minh Mạng đổi trấn Kinh Bắc thành trấn Bắc Ninh, năm 1831 thì đổi thành tỉnh Bắc Ninh. Lang Tài thuộc phủ Thuận Thành, tỉnh Bắc Ninh.
Không rõ vì sao có sự biến âm Lang Tài và Lương Tài. Tài liệu Đại Nam Nhất Thống Chí tập 4, trang 60, vẫn chép là Lang Tài (莨才). Tuy nhiên, đến tháng 8 năm 1950, huyện sáp nhập với huyện Gia Bình thành huyện Gia Lương thuộc tỉnh Hà Bắc.
Từ 9 tháng 8 năm 1999, huyện được tái lập trên cơ sở chia huyện Gia Lương thành huyện Gia Bình và Lương Tài.
Huyện Lương Tài khi đó gồm có thị trấn Thứa (xã Phá Lãng cũ) và 13 xã: An Thịnh, Bình Định, Lai Hạ, Lâm Thao, Minh Tân, Mỹ Hương, Phú Hòa, Phú Lương, Quảng Phú, Tân Lãng, Trung Chính, Trung Kênh, Trừng Xá.
Ngày 24 tháng 10 năm 2024, Ủy ban Thường vụ Quốc hội ban hành Nghị quyết số 1255/NQ-UBTVQH15 về việc sắp xếp đơn vị hành chính cấp xã của tỉnh Bắc Ninh giai đoạn 2023–2025 (nghị quyết có hiệu lực từ ngày 1 tháng 12 năm 2024). Theo đó:
- Thành lập xã An Tập trên cơ sở xã Lai Hạ và xã Mỹ Hương.
- Thành lập xã Quang Minh trên cơ sở xã Trừng Xá và xã Minh Tân.

Huyện Lương Tài có 1 thị trấn và 11 xã như hiện nay.

## Kinh tế

### Làng nghề
Lương Tài là huyện có rất ít làng nghề. Nghề tại địa phương chủ yếu là sản xuất nông nghiệp. Ngoài cấy lúa huyện đã hình thành một số vùng trồng cây màu vùng bãi cây vụ đông như hành, tỏi, cà rốt, rau vụ đông. Hàng chục hộ nuôi cá lồng trên sông nhiều nhất là khúc sông Thái Bình ở xã Trung Kênh. Một số tỉnh, huyện lân cận hiện đã hình thành nhiều khu và cụm công nghiệp cũng đã thu hút, tạo được nhiều việc làm cho nhiều lao động của huyện tới làm, công nghiệp hóa tại vùng đồng bằng sông Hồng nên xuất khẩu lao động tại huyện cũng giảm dần. Các làng nghề và làng có nghề:
- Làng đúc đồng Quảng Bố (Quảng Phú)
- Làng nghề mộc Lĩnh Mai (Quảng Phú)
- Làng mì bánh đa Tử Nê (Tân Lãng)
- Làng vận tải thủy Hoàng Kênh (Trung Kênh).

### Nông nghiệp
Sản xuất nông nghiệp ở một số xã trên địa bàn huyện Lương Tài:

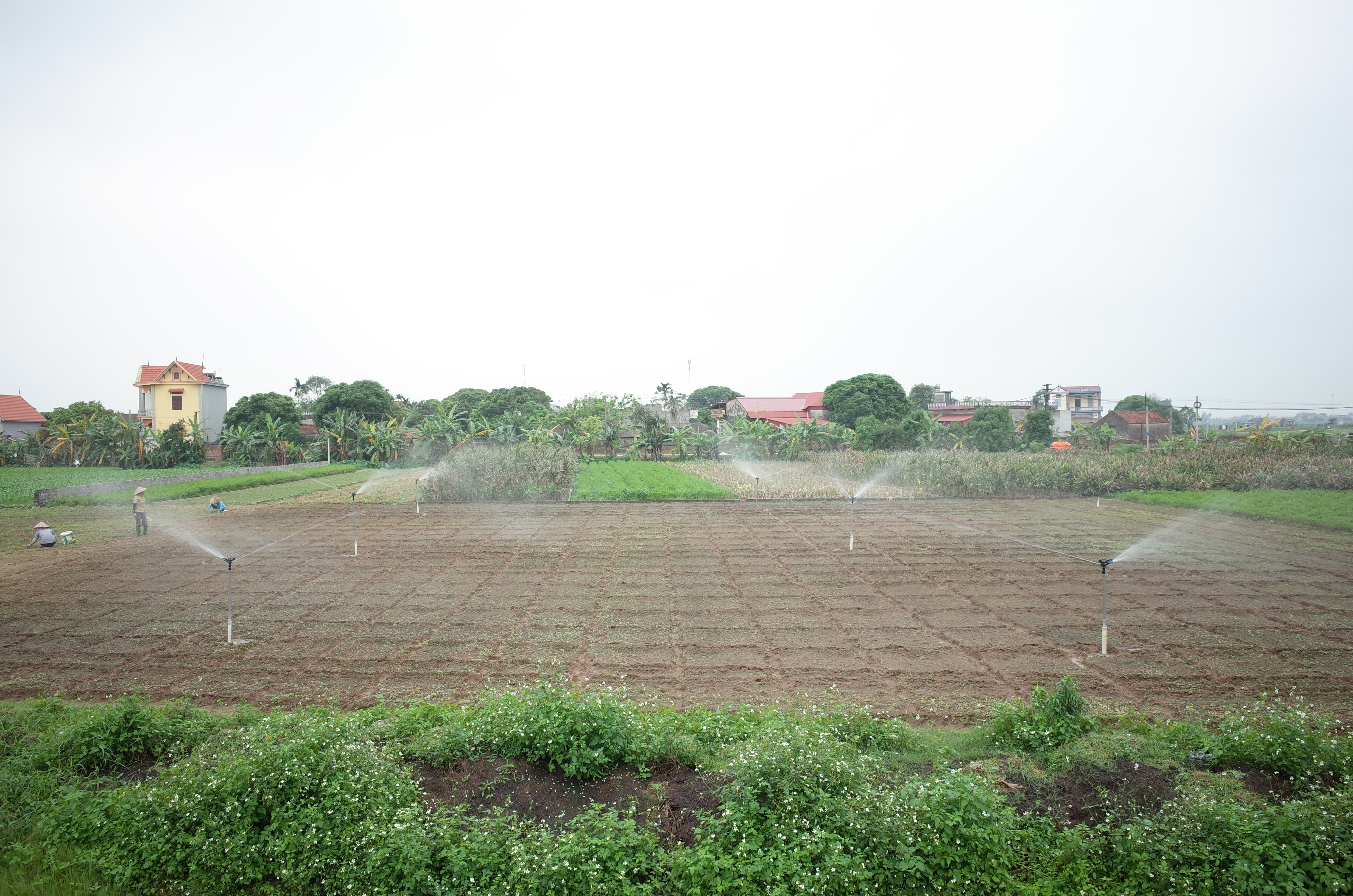
Một ruộng trồng cà rốt có lắp máy tưới ở thôn Nhất Trai, xã Minh Tân
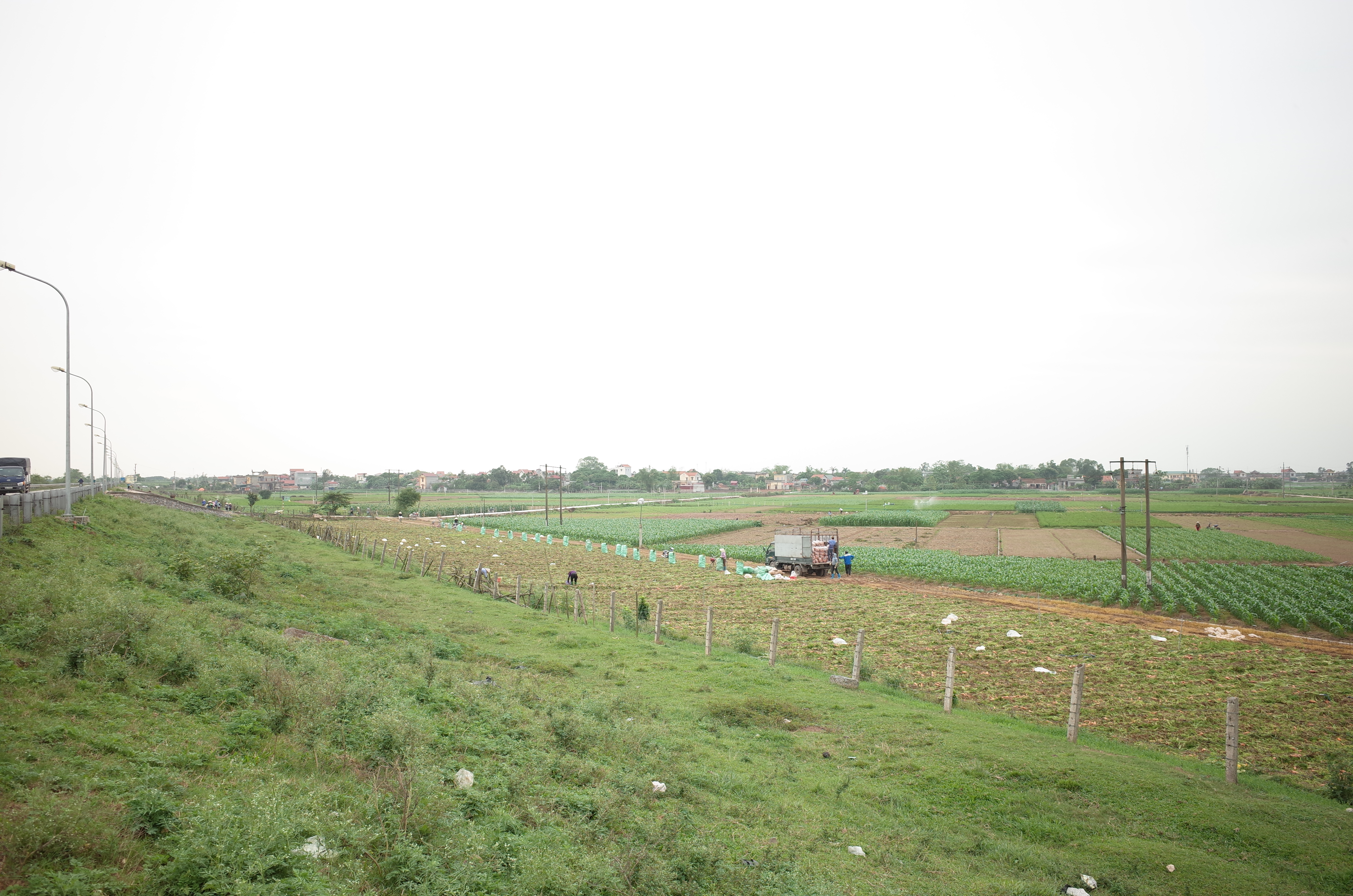
Thu mua cà rốt tại ruộng ven đê sông Thái Bình, thôn Bồng Lai, xã Lai Hạ
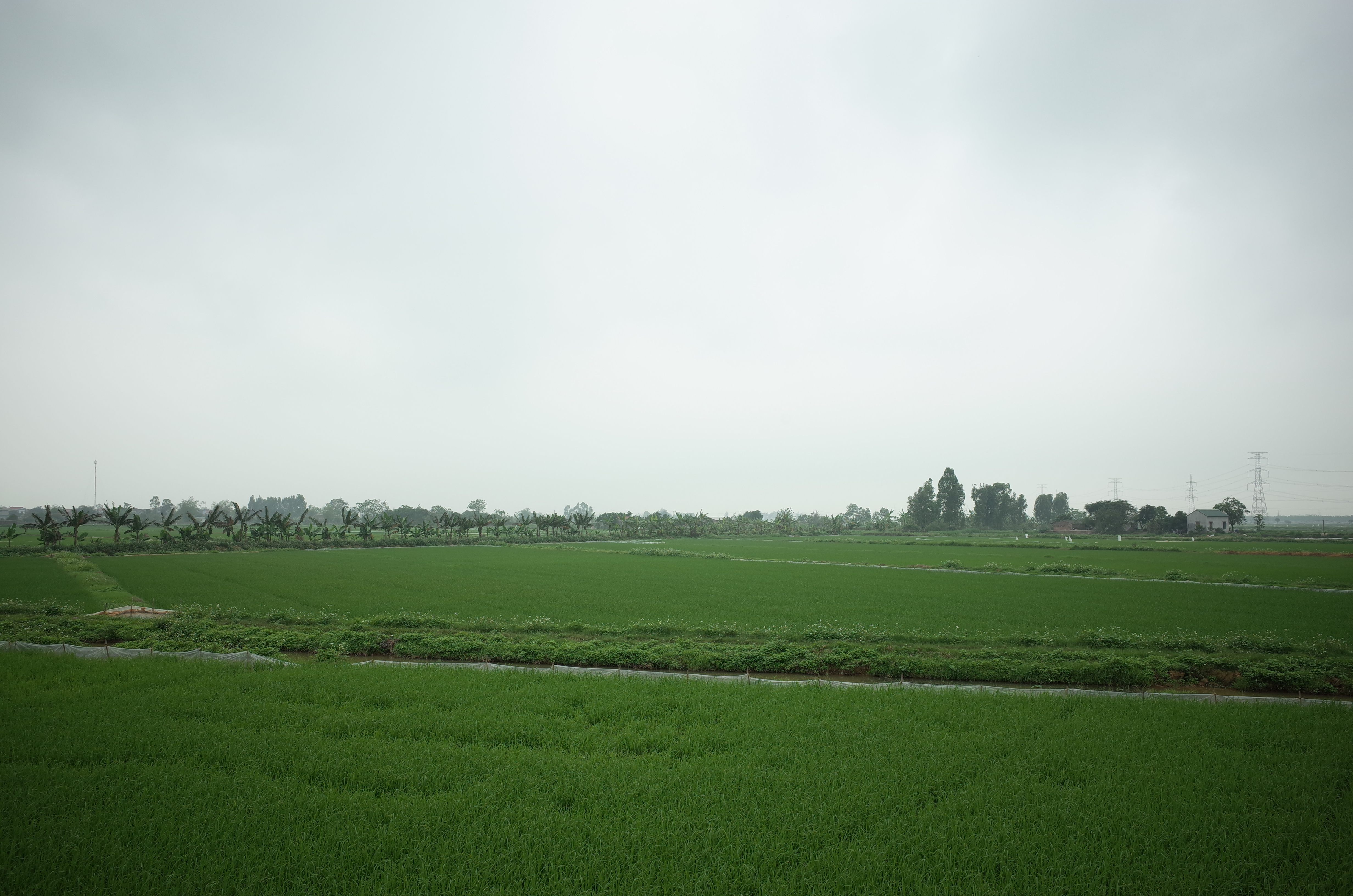
Một cánh đồng lúa ở thôn Lương Xá, xã Phú Lương
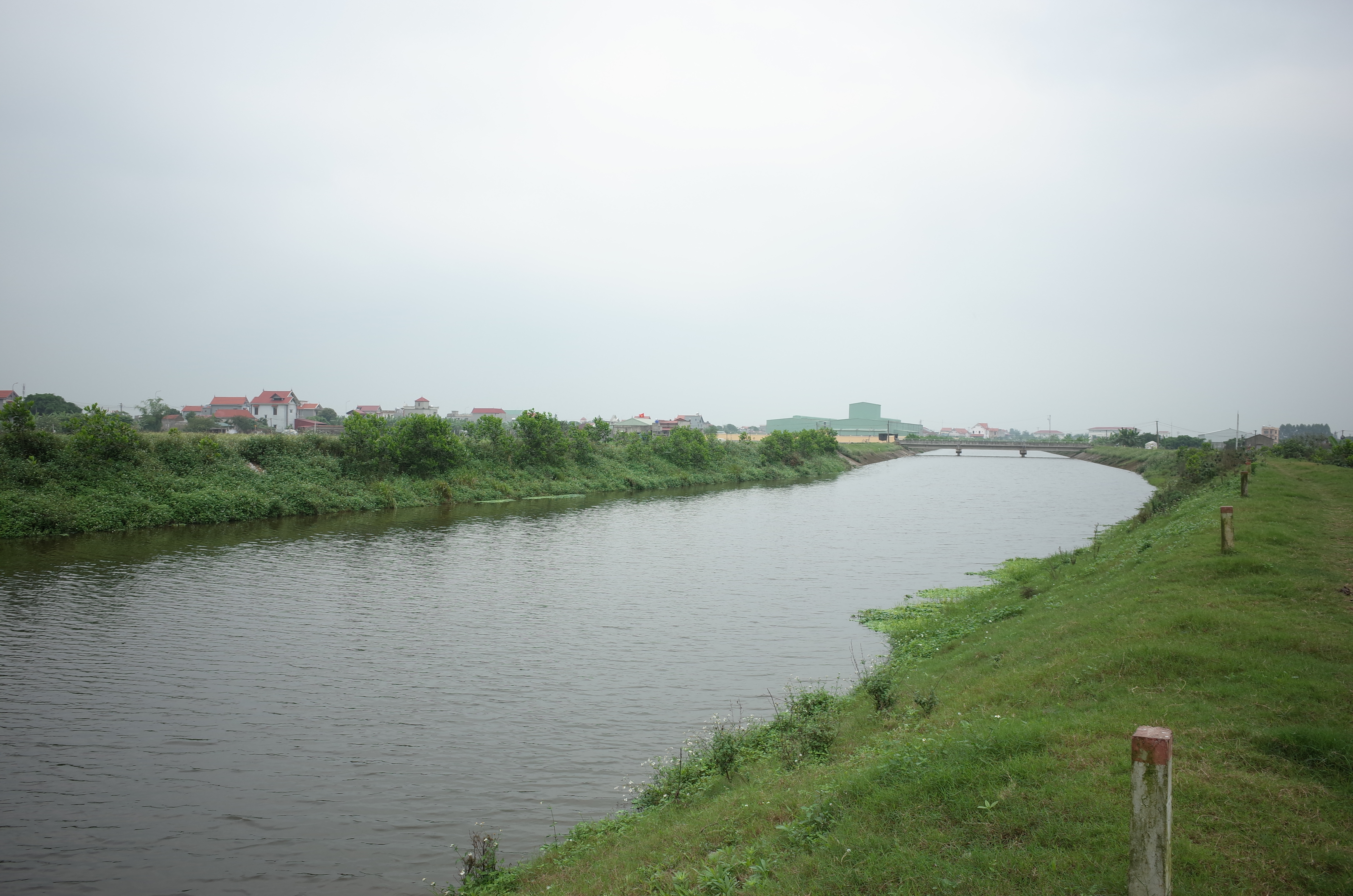
Kênh thủy lợi đoạn qua thôn Nhất Trai, xã Minh Tân
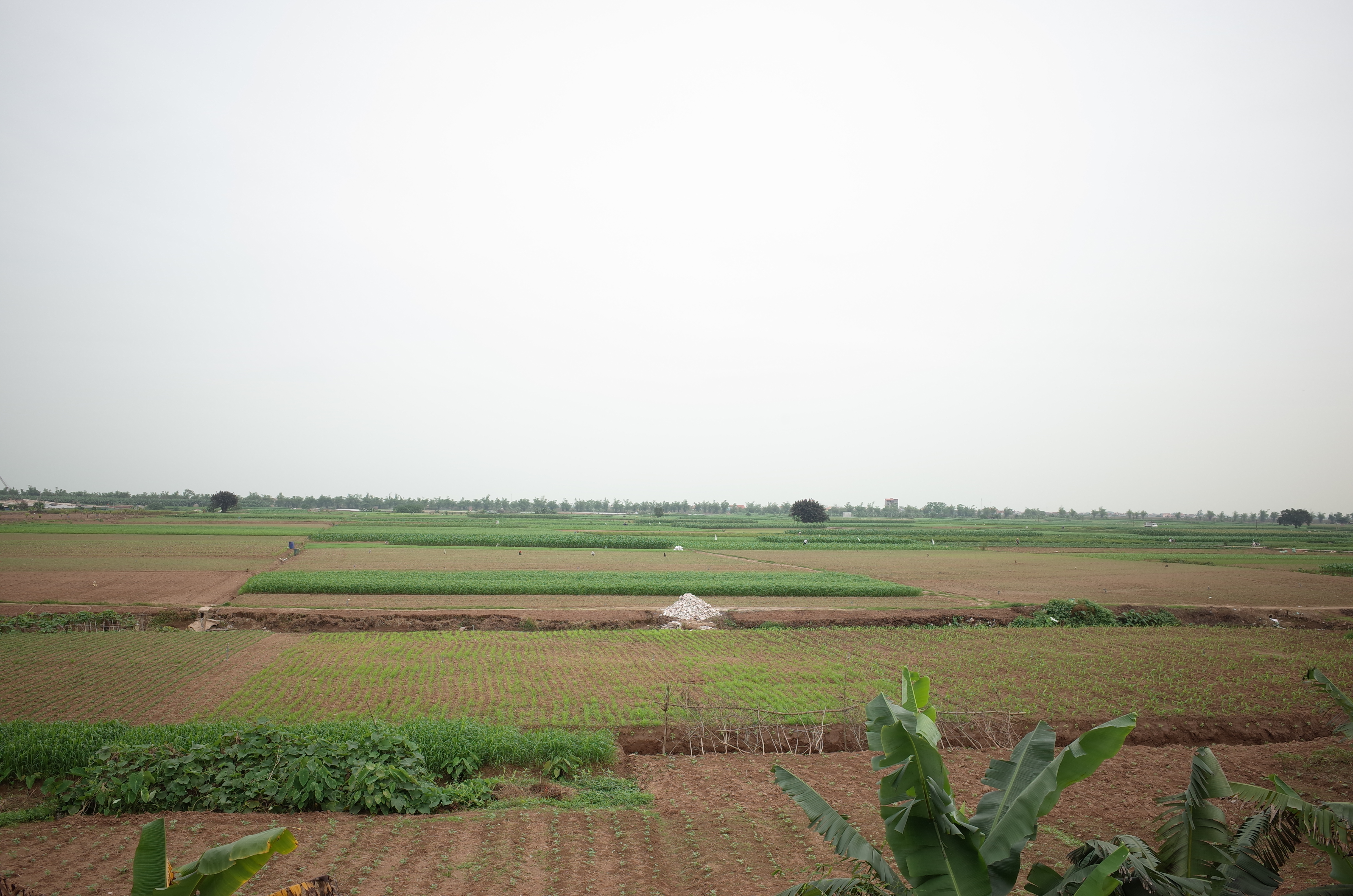
Ruộng đồng ven sông Thái Bình, đoạn thuộc thôn Quan Kênh, xã Trung Kênh

Ngoài nghề trồng lúa nước, từ xưa Lương Tài cũng đã có một số nghề phụ truyền thống chủ yếu phục vụ nhu cầu của địa phương và các huyện lân cận. Nhiều xã, xóm, nơi đồng bãi ở ven đê, trồng khá nhiều dâu và tận dụng các vườn, bờ rào phân cách các nhà để trồng dâu, nuôi tằm, ươm tơ, dệt vải. Ở các chợ trong huyện có bán các loại vải: vải dương, lụa, tơ tằm. Tiêu biểu cho nghề "dâu, tằm tơ…" bấy giờ là tổng Ngọc Trì (gọi là Lung Bền) nay là thôn Ngọc Trì, xã Bình Định. Nghề bện thừng ở thị trấn Thứa (xã Phá Lãng cũ); nghề đan lưới đánh cá ở xã Phú Lương, nghề đan võng ở An Trụ (xã An Thịnh), nghề làm bánh đa ở Tử Nê (xã Tân Lãng) và nghề đúc đồng ở thôn Quảng Bố, tổng Quảng Bố nay là xã Quảng Phú… Các nghề phụ là nghề chỉ làm tranh thủ những khi nông nhàn hoặc các thời gian không lao động ngoài trời ngày mưa rét, trưa hè nắng gắt, ban đêm.
Ngày nay ngoài nghề chính là nghề trồng lúa nước mà hiện nay ruộng đất đã xoay vòng từ 2 đến 3 vụ (2 vụ lúa, 1 vụ màu) nên năng suất lúa càng ngày càng cao.

Chợ Thứa - trung tâm buôn bán lớn của huyện Lương Tài
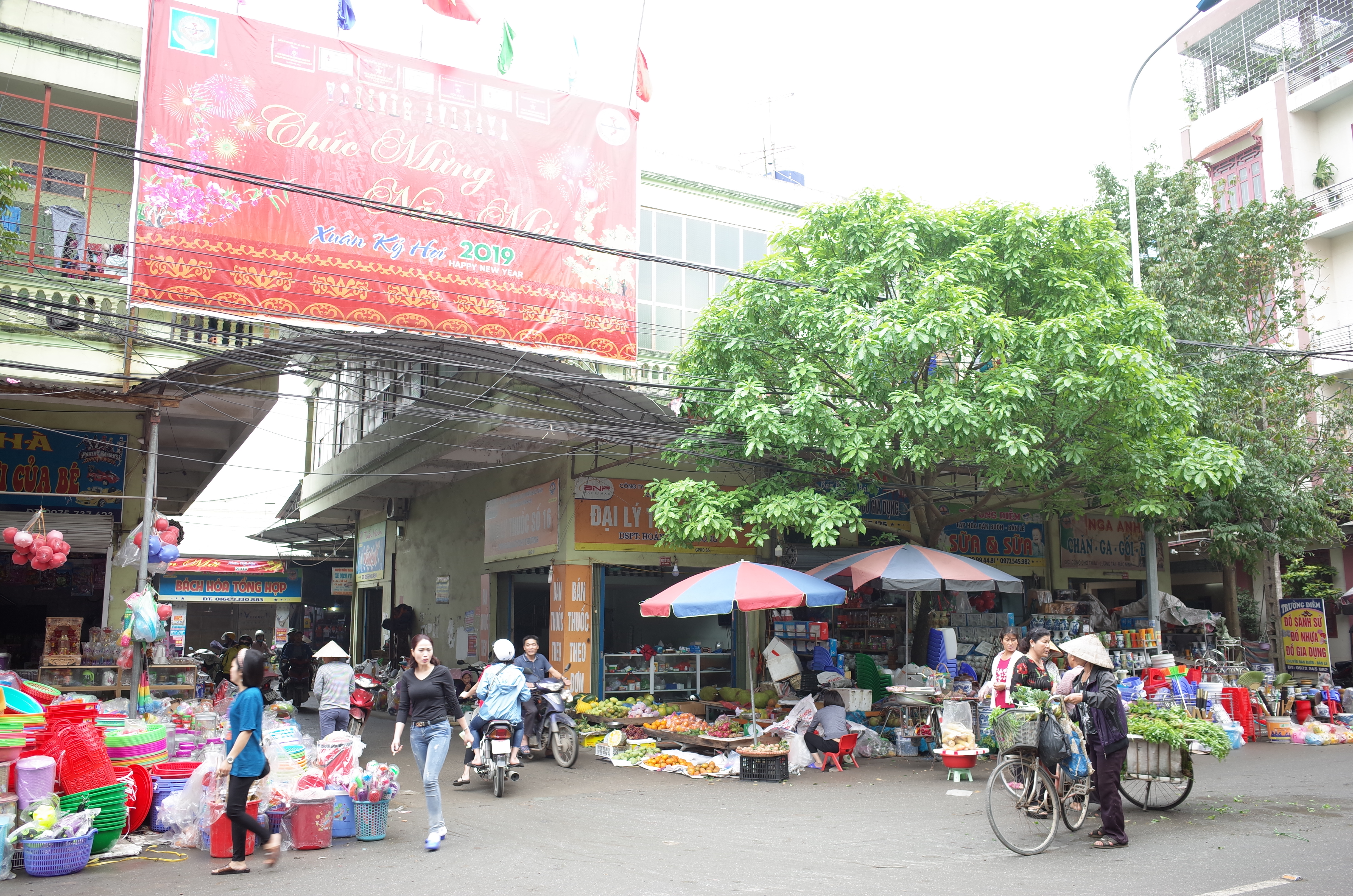
Cổng Chợ Thứa phía đường Vũ Giới
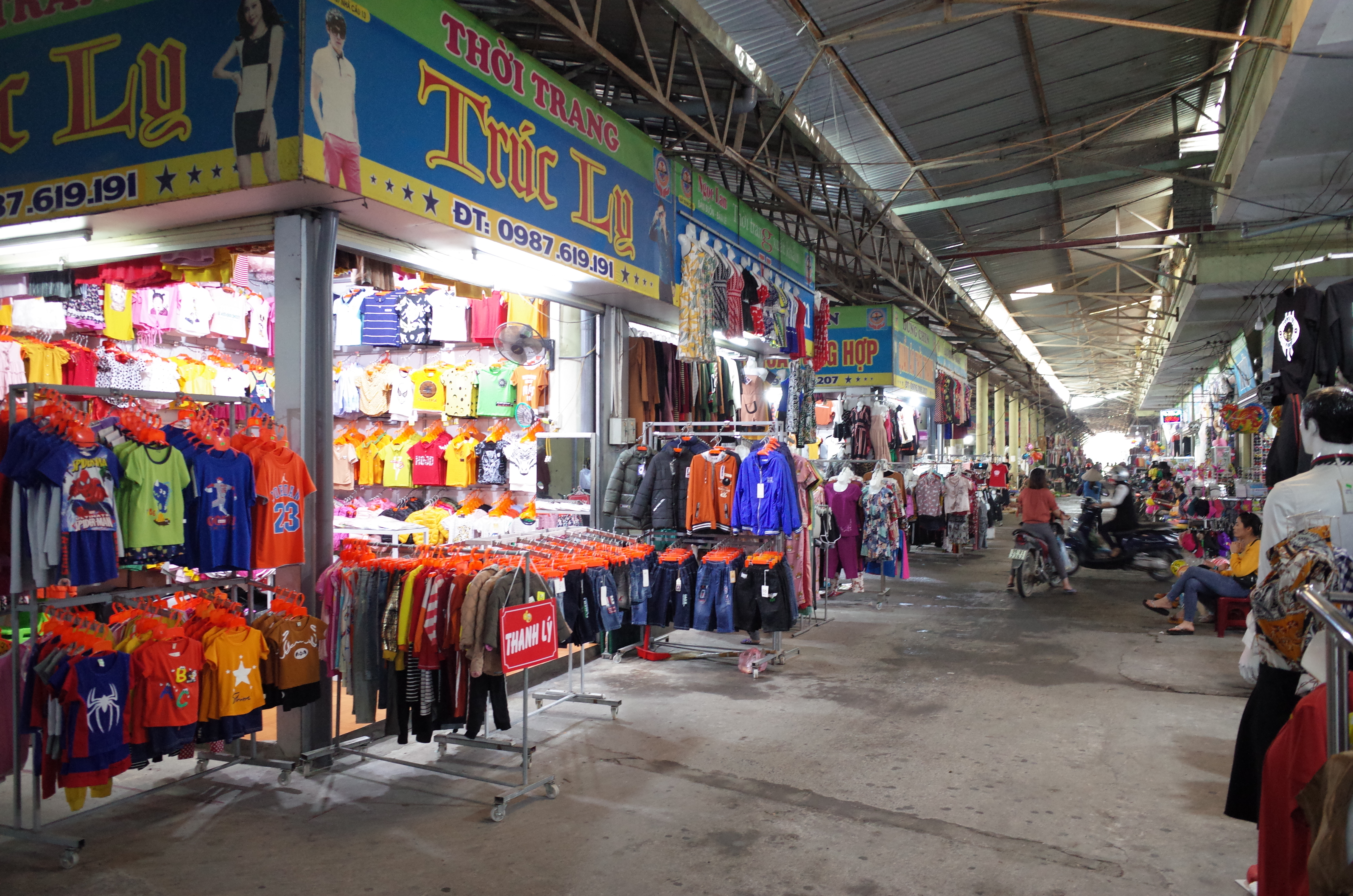
Các gian hàng quần áo bên trong Chợ Thứa
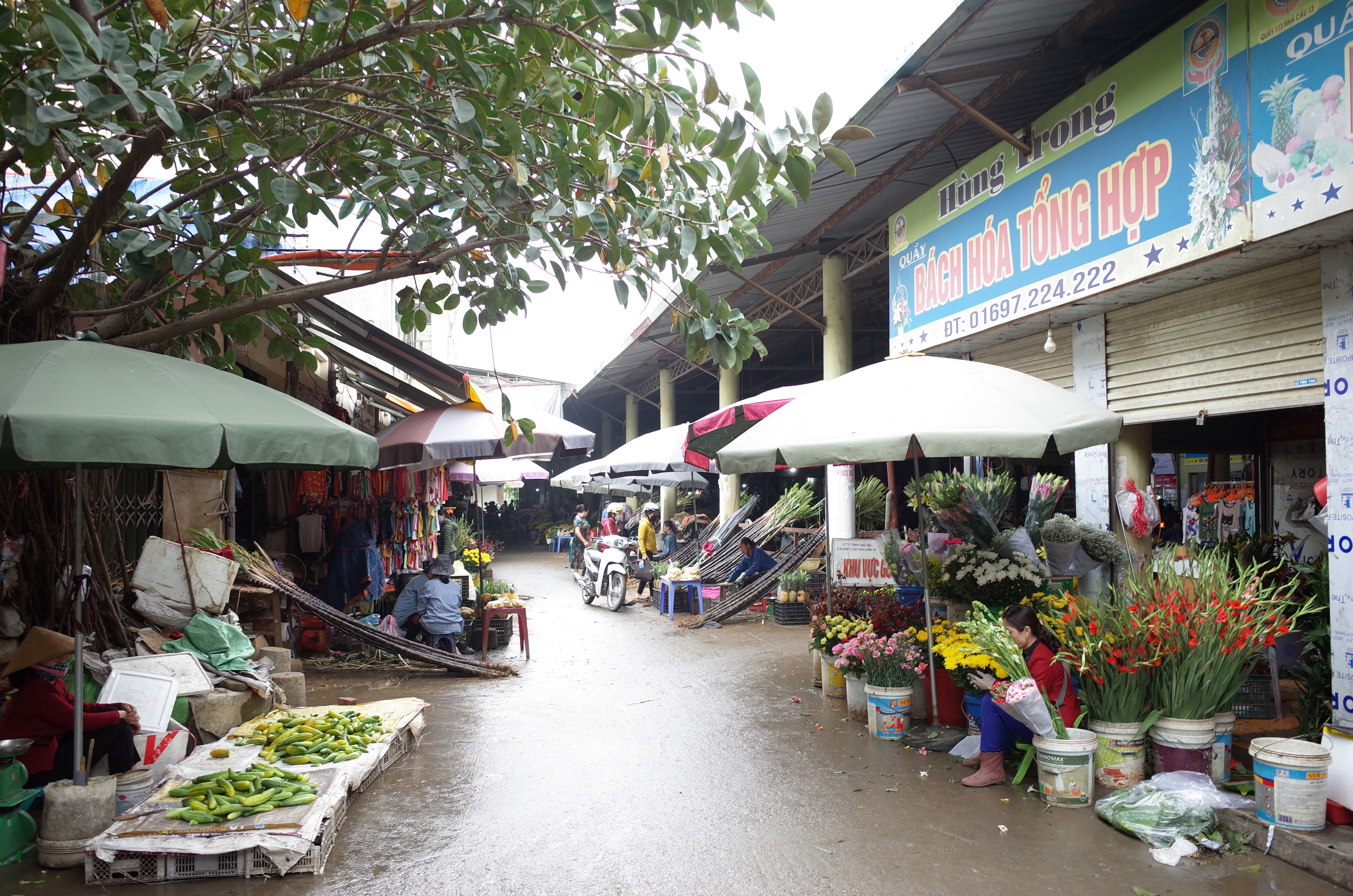
Các gian hàng hoa tươi bên trong Chợ Thứa
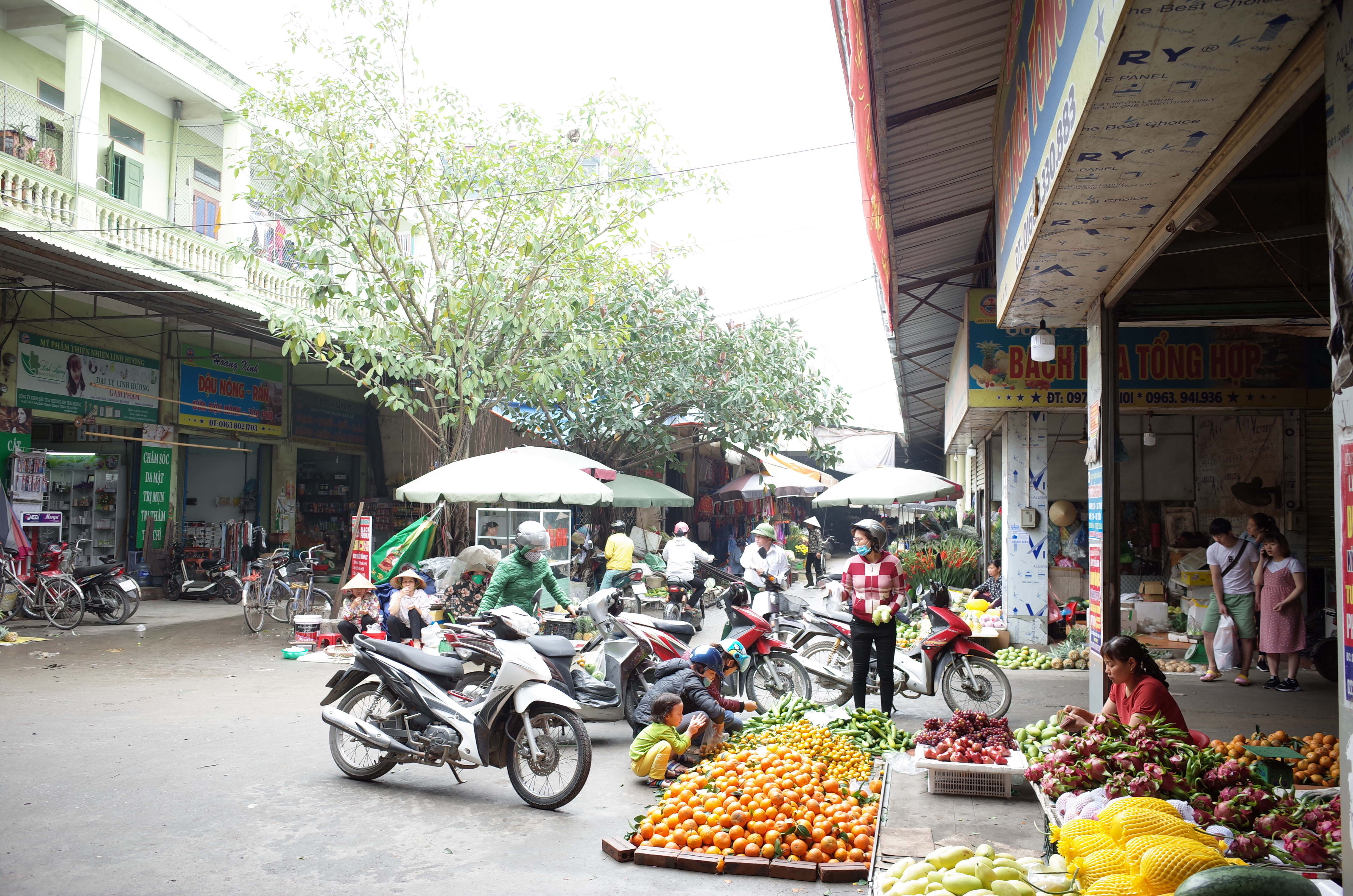
Các gian hàng hoa quả bên trong Chợ Thứa
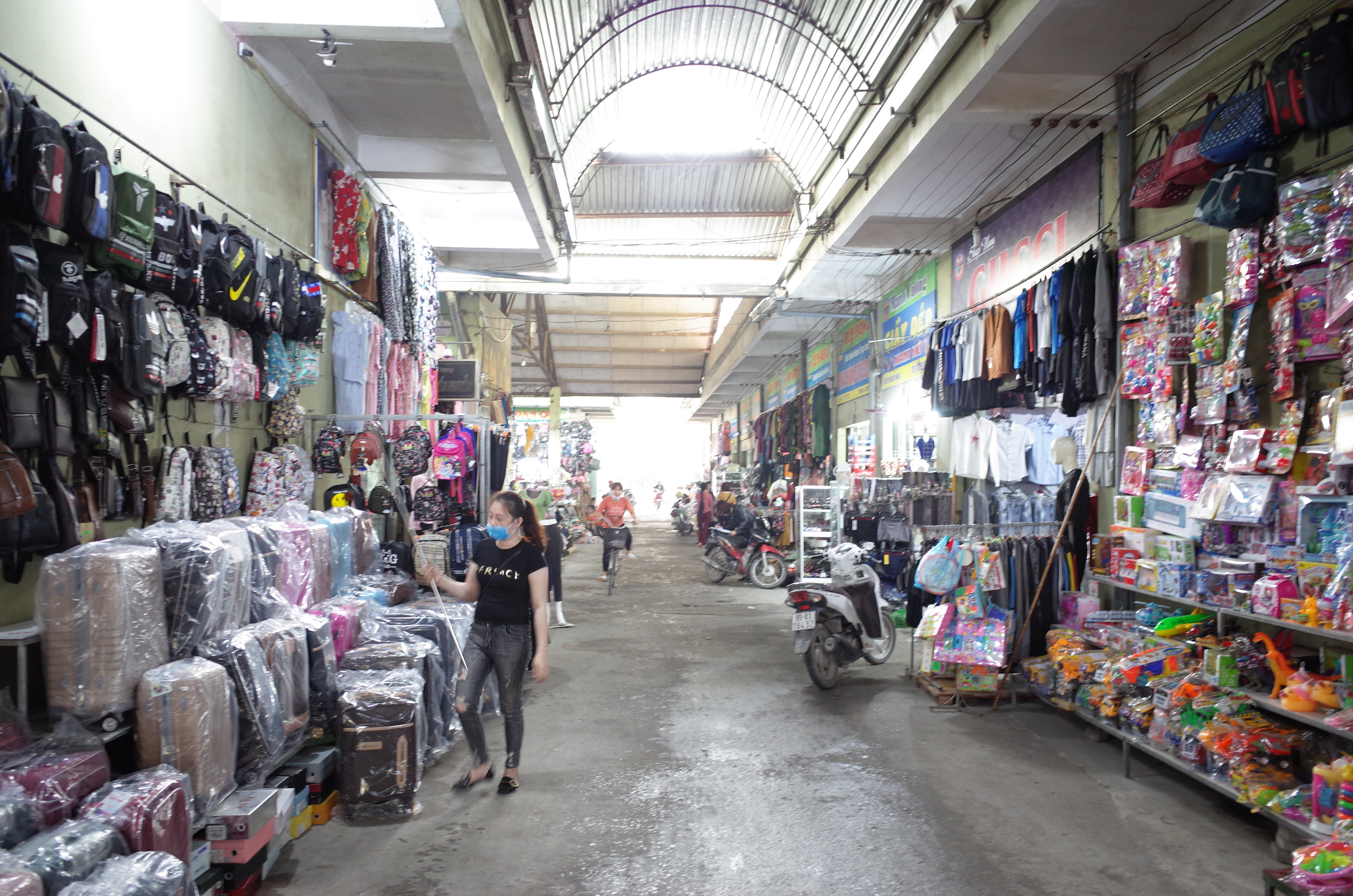
Các gian hàng đồ chơi, túi, cặp xách, mũ nón bên trong Chợ Thứa

## Giáo dục
Huyện Lương Tài có trường Trung học phổ thông khá nổi tiếng trong tỉnh là Trường THPT Lương Tài. Trường được thành lập năm 1953. Là trường THPT khá lâu đời ở tỉnh Bắc Ninh.

Mạng lưới trường học ở tất cả các bậc học từ mầm non, tiểu học, trung học cơ sở, trung học phổ thông phát triển đều khắp trên địa bàn toàn huyện. Cơ sở vật chất, đội ngũ giáo viên trong các trường ngày càng được củng cố về chất lượng và phát triển về số lượng theo hướng chuẩn hoá. Tính đến nay toàn huyện đã có hơn 51 trường ở tất cả các bậc học. Theo đó chất lượng giáo dục cũng từng bước được nâng cao. Công tác xã hội hoá giáo dục được đẩy mạnh và phát triển bằng các hoạt động thiết thực thông qua các trung tâm giáo dục cộng đồng, các hội khuyến học huyện đến các thôn làng, dòng họ đã góp phần đáng kể vào sự phát triển của giáo dục của huyện Lương Tài.

Một số trường học trong huyện Lương Tài
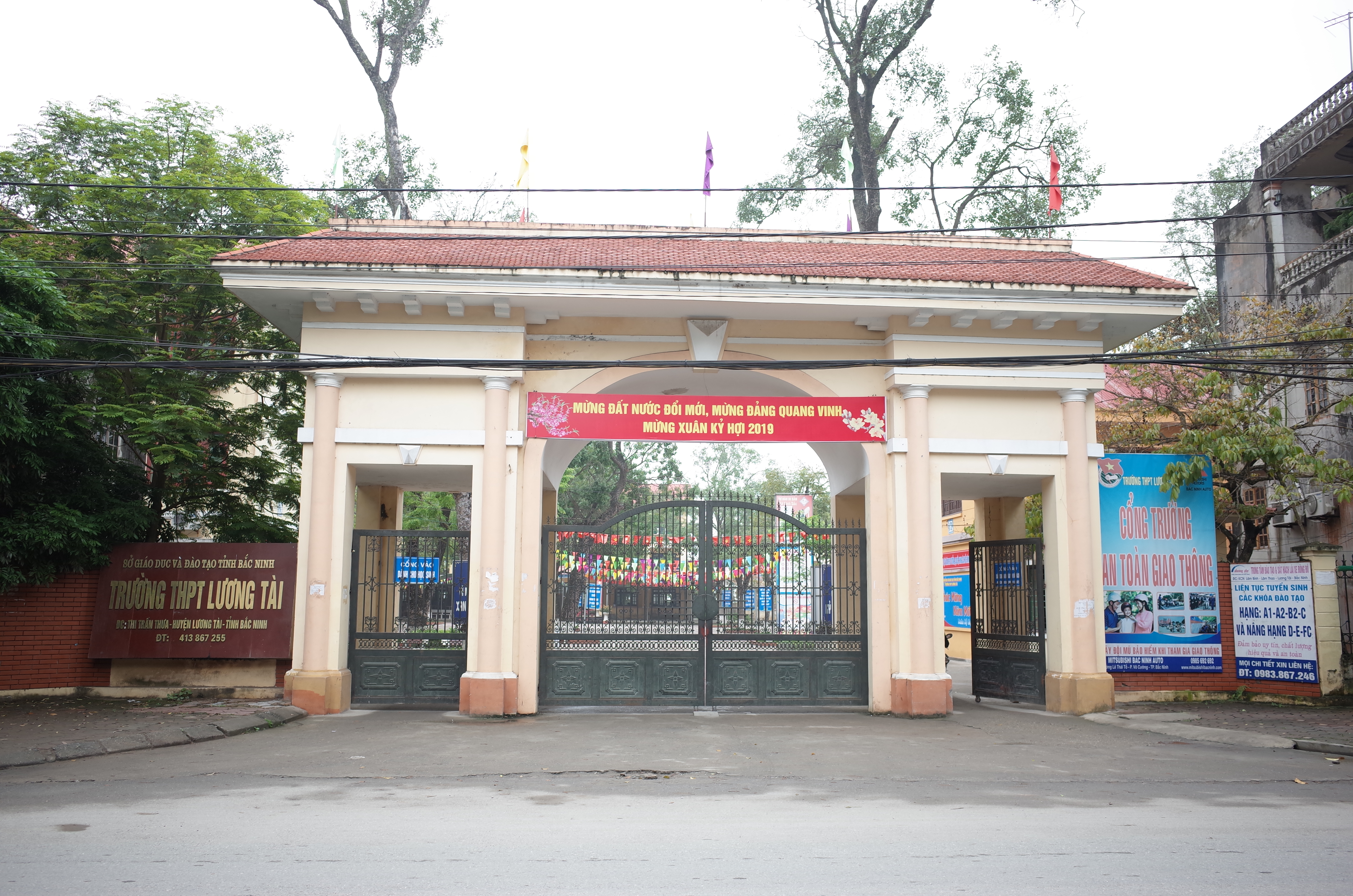
Trường THPT Lương Tài
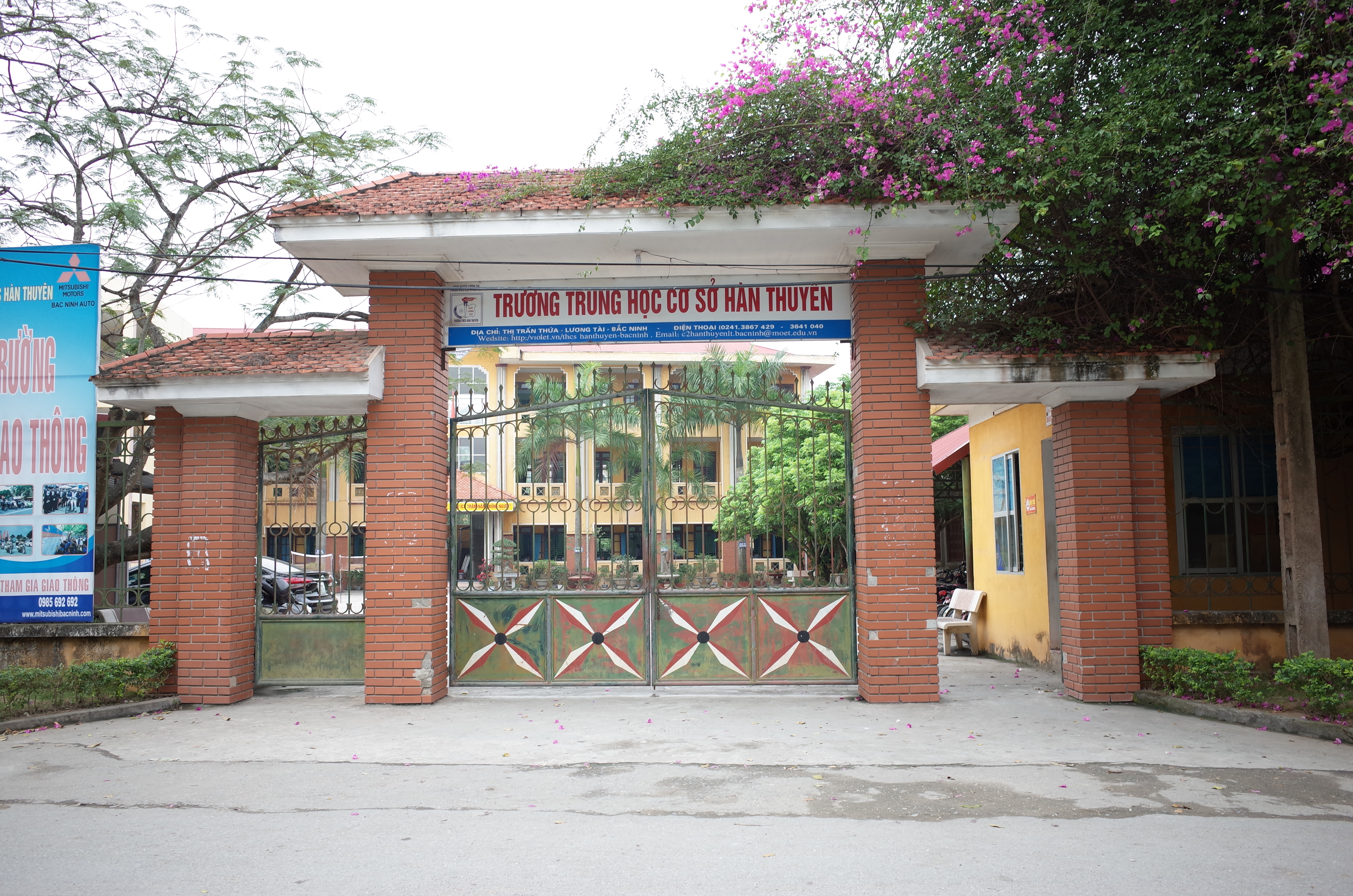
Trường THCS Hàn Thuyên
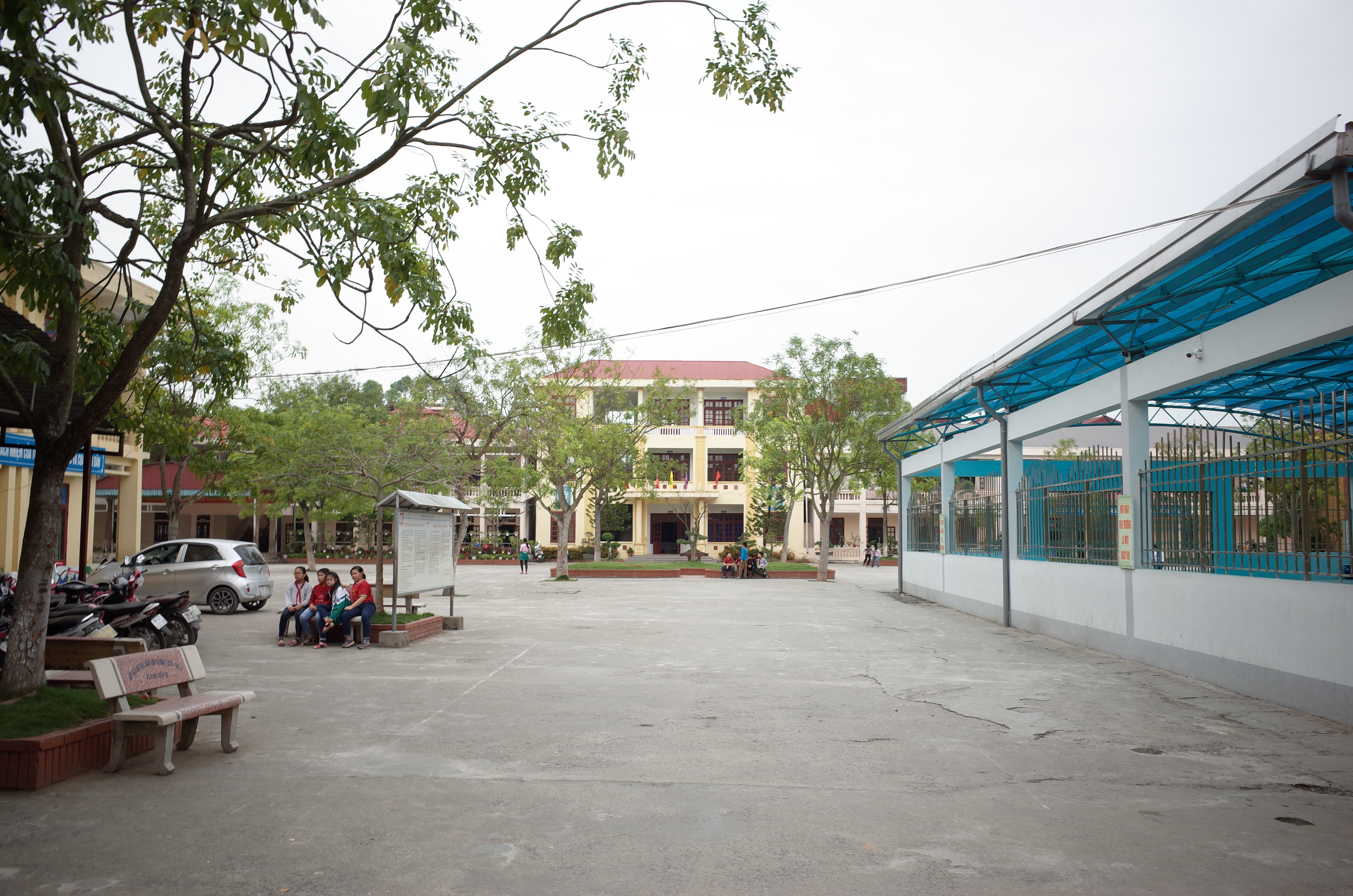
Trường Tiểu học thị trấn Thứa

Truyền thống khoa bảng
Tỉnh Bắc Ninh là nơi có truyền thống khoa bảng nổi tiếng với diện tích nhỏ nhất nước nhưng số Trạng nguyên nhiều nhất nước, số Tiến sĩ Nho học nhiều nhất nước. Huyện Lương Tài cũng đóng góp Trạng nguyên, Tiến sĩ Nho học thể hiện rõ truyền thống đó.
Trong lịch sử, ở huyện Lang Tài (Lương Tài ngày nay), người đỗ Tiến sĩ đầu tiên là Nguyễn Tiến Lương khoa Nhâm Thìn, Hồng Đức 1472.
Trong thời kỳ Nho học phát triển, ở Lương Tài, theo thống kê chưa đầy đủ đã có tới gần 57 vị học giỏi và đỗ đạt cao từ Tiến sĩ trở lên. Có trên dưới 30 xã (thôn) có người đỗ Tiến sĩ như: Quảng Bố, Lĩnh Mai (xã Quảng Phú), Ngọc Trì, Cổ Lãm (xã Bình Định), Ngọc Quan (xã Lâm Thao), Phá Lãng, Dị Sử (Đạo Sử xã Phá Lãng - nay là thị trấn Thứa), Văn Xá (xã Phú Hoà), Trình Khê, Trung Chinh (xã Trung Chính), Lai Hạ (xã Lai Hạ), Đăng Triều (xã Trừng Xá), Thanh Lâm, An Trụ (xã An Thịnh), Tháp Dương (xã Trung Kênh), Lương Xá (xã Phú Lương), Nhất Trai (xã Minh Tân)…
Trong đó một số thôn có nhiều người đỗ đại khoa, tiêu biểu như: thôn Quảng Bố (xã Quảng Phú) có bốn người đỗ tiến sĩ, trong đó có dòng họ Nguyễn có ba người ở 3 đời. Thôn Văn Xá (xã Phú Hoà) có 5 Tiến sĩ. Thôn Lai Xá (xã Lai Hạ) có tám người. Thôn Ngọc Quan (xã Lâm Thao, tên cũ: xã Xuân Lan thuộc tổng Lâm Thao được biết đến là Thuận An thắng địa - Kinh Bắc danh hương) trong gần 200 năm khoa bảng (1717-1919) có 2 người đỗ đại khoa đều dòng họ Vũ (Hội nguyên Tiến sĩ Vũ Miên; tư cách thực sự của ông là Trạng nguyên nhưng xếp sau 2 vị khi thi Đình; ông vừa là Thủ khoa Nho học vừa là Tể tướng - Tế tửu Quốc sử quán Tổng tài và Ất khoa Tiến sĩ Vũ Chu làm Thái Nguyên tỉnh Bố chính sứ có công lao trong Khởi nghĩa Bãi Sậy), các con cháu Tế tửu Vũ Miên tới ngày nay vẫn giữ được truyền thống tốt đẹp, như Bác sĩ, Giáo sư Vũ Văn Ngũ - nguyên Chủ nhiệm khoa Vi sinh y học Bệnh viện Bạch Mai,...Thôn Lương Xá (xã Phú Lương), có tới 13 người đỗ Tiến sĩ (1 Trạng nguyên là ông Vũ Giới, 1 Thám hoa, 3 Hoàng giáp và 8 người đỗ Tiến sĩ).
Trong những Tiến sĩ đã đỗ ở Lương Tài, nhiều người có những nét rất độc đáo.
Nguyễn Bạt Tuỵ (xã Phá Lãng) đỗ Tiến sĩ sau làm Thượng thư (quan cao nhất Triều đình - sau vua), để lại cho đời một tập thơ là "Nhị thập tri hiếu" (24 điều hiếu).
Nguyễn Thuyên (Hàn Thuyên - người xã Lai Hạ), người nổi tiếng về văn thơ đã lưu lại bài "Văn tế cá sấu", nhiều trường học đã lấy tên ông đặt tên cho trường.
Nguyễn Lệnh Nghi ở Thanh Lâm (xã An Thịnh) đỗ Tiến sĩ năm Mậu Tuất 1718, sau làm Thượng thư, tương truyền hồi nhỏ là người rất thông minh. Năm lên 9 tuổi, một lần ra sông tắm, ông cởi quần áo vắt lên cây thụ, bất ngờ có một viên quan to đi qua, thấy cậu bé trần truồng, hỏi thì nói là học trò, quan liền ra vế đối: "Thiên tàm cổ thụ vị y giả" (Ý: lấy cây cao nghìn tầm làm giá áo), cậu bé không cần phải nghĩ lâu đối ngay: "Vạn phái trường giang tác dục bồn" (Ý: Lấy sông dài muôn nhánh làm chậu tắm), quan chịu, cho là giỏi liền thưởng quà.
Hoàng Sĩ Khải, Tiến sĩ khoa thi 1544, sau làm Thượng thư bộ hộ kiêm tế tửu Quốc tử giám (Hiệu trưởng trường Quốc Tử Giám) (quê làng Lai Xá).
Nguyễn Đăng Triều, thôn Lĩnh Mai (xã Quảng Phú) từ nhỏ rất thông minh, hiếu học. Sau thi đỗ được làm "Hoài viên tượng quân chỉ huy sứ", đi đâu được ngồi đòn bát cống, chỉ kém vua có một đòn.
Nguyễn Toàn ở Tháp Dương (xã Trung Kênh) là người thuộc dòng họ có tiếng, tổ tiên nhiều đời là công hầu.
Rồi Lương Phụng Thìn, Vũ Cận (Lương Xá, xã Phú Lương) đã để lại nhiều bài thơ có giá trị.
Từ những năm 1522 có người đỗ Tiến sĩ khi tuổi còn rất trẻ như Đào Lâm đỗ lúc 18 tuổi tại khoa thi Mậu Tuất (1478).
Có người kiên trì học đến mức tuổi cao (vượt tuổi lên lão đầu tiên 50 tuổi) như Hoàng Sĩ Trạch (Lai Xá) đỗ năm Nhâm Tuất 1502, năm 53 tuổi. Phạm Vĩnh Truyền đỗ năm Bính Tuất 1526, lúc 53 tuổi. Nguyễn Hữu Nho đỗ năm Kỷ Sửu 1581 lúc 61 tuổi. Vũ Miễn (Ngọc Trì - xã Bình Định) đỗ năm Bính Thìn 1616 lúc ở tuổi 69. Có trường hợp con thi đỗ trước bố như: Nguyễn Văn Định (tức Nguyễn Văn Hiến ở Đặng Xá) đỗ lúc 20 tuổi, đó là năm Bính Tuất 1526, trái lại bố là Nguyễn Văn Diễn lại đỗ năm Ất Mùi 1535, đỗ sau con 9 năm.
Có thể nói Lương Tài là huyện vốn có truyền thống hiếu học và có nhiều người học thành đạt từ xa xưa. Truyền thống đó được nối tiếp phát huy qua các triều đại, các triều vua, nhiều dòng họ có truyền thống học tập tốt, nhiều người thông minh, tài giỏi.
Trước đây ở các thôn (làng) đều có khu gọi là "Văn chỉ", nơi này có các bia đá ghi tên những người trong làng đỗ đạt cao; để hàng năm thờ cúng và chiêm ngưỡng. Nay sau nhiều năm bị chiến tranh tàn phá nên hầu như không thôn nào còn. Có chăng chỉ còn sót lại một số tấm bia bị thất lạc ở nơi nào đó. Nay địa phương tìm, đào được thì đưa về đình (hoặc chùa) để giữ lại làm kỷ niệm. Những bia ấy đều viết bằng chữ Hán (Nho) hoặc chữ Nôm.
Xây văn chỉ của thôn, xã, huyện,... chứng tỏ người xưa rất coi trọng học hành. Coi trọng người làm nghề "Thầy giáo" "Nhất tự vi sư, bán tự vi sư" "Không thầy đố mày làm nên". Có lẽ đó cũng là nét truyền thống tốt đẹp của tổ tiên, cha ông vậy.

## Xã hội

### Thông tin liên lạc

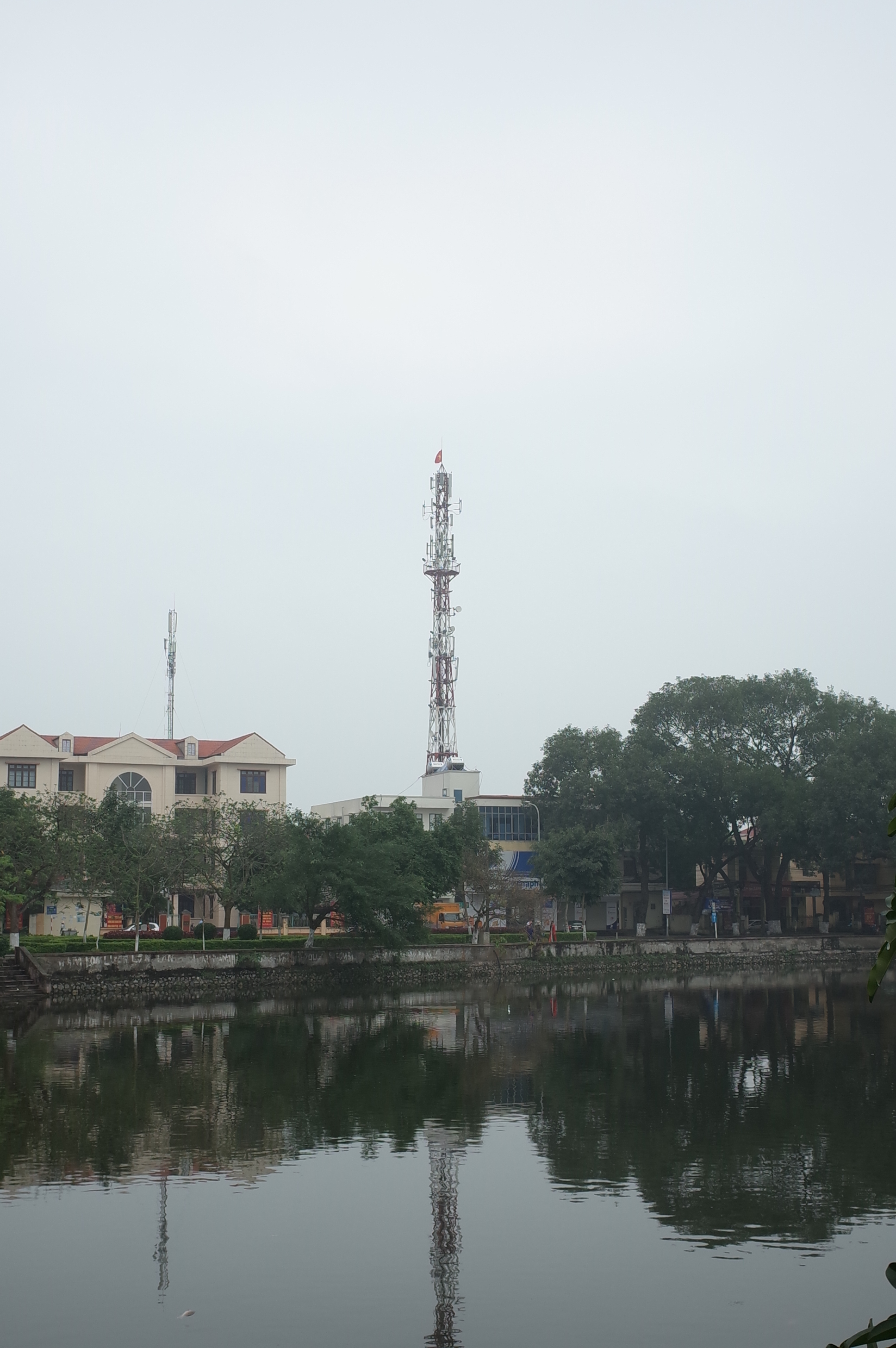
Tháp thu phát sóng thị trấn Thứa, huyện Lương Tài

Mạng lưới bưu chính viễn thông đã thay đổi căn bản từ hệ analog lạc hậu sang hệ digital hiện đại. Mạng thông tin di động và Internet tuy mới xuất hiện nhưng đã phát triển rất nhanh. Hoạt động của các mạng công nghệ thông tin đã góp phần đáng kể trong công tác chỉ đạo, điều hành cải cách hành chính của các cơ quan Đảng và Nhà nước huyện Lương Tài. Tuy nhiên đến năm 2016 trên địa bàn huyện Lương Tài mới chỉ có 1 điểm cung cấp dịch vụ viễn thông công cộng (tại thị trấn Thứa), con số khá khiêm tốn so với các huyện khác như Gia Bình 2 điểm, Thuận Thành 3 điểm, Yên Phong 3 điểm... Trong thời gian tới cần tăng số địa điểm cung cấp dịch vụ để người dân được thuận tiện trong việc tiếp cận với hệ thống thông tin liên lạc.

### Cơ sở hạ tầng
Huyện Lương Tài có đầy đủ các công trình công cộng thiết yếu như: bệnh viện, trường học, trụ sở làm việc của các cơ quan hành chính, trung tâm văn hóa... Nhiều tuyến đường trong huyện liên tục được xây mới và mở rộng, các tuyến đường cũng được trải nhựa và lắp đèn cao áp. Tuyến đường đê sông Thái Bình chạy qua huyện cũng được trang bị đèn cao áp.

Một số công trình công cộng trên địa bàn huyện Lương Tài
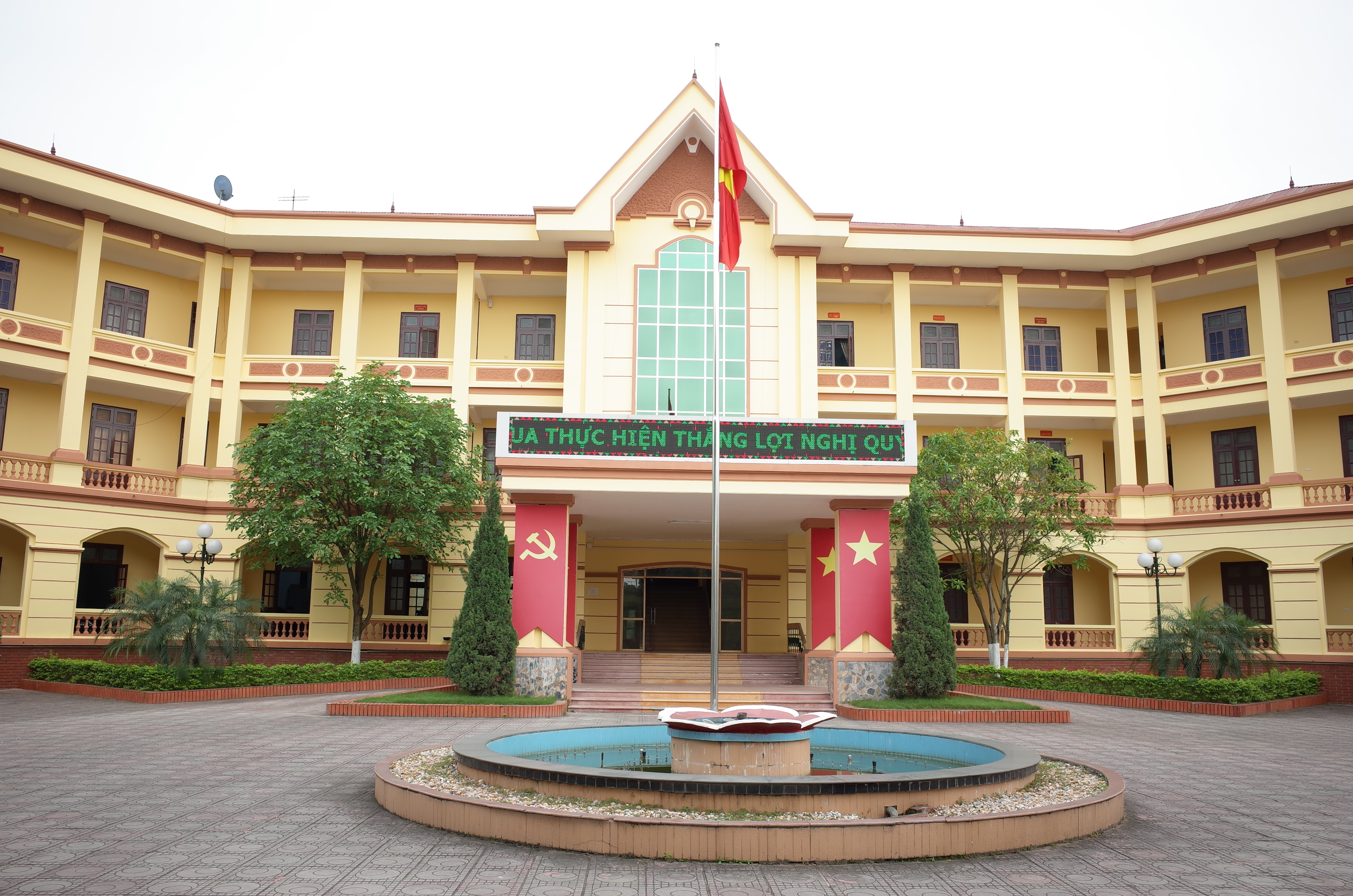
Hội đồng nhân dân - Ủy ban nhân dân huyện Lương Tài
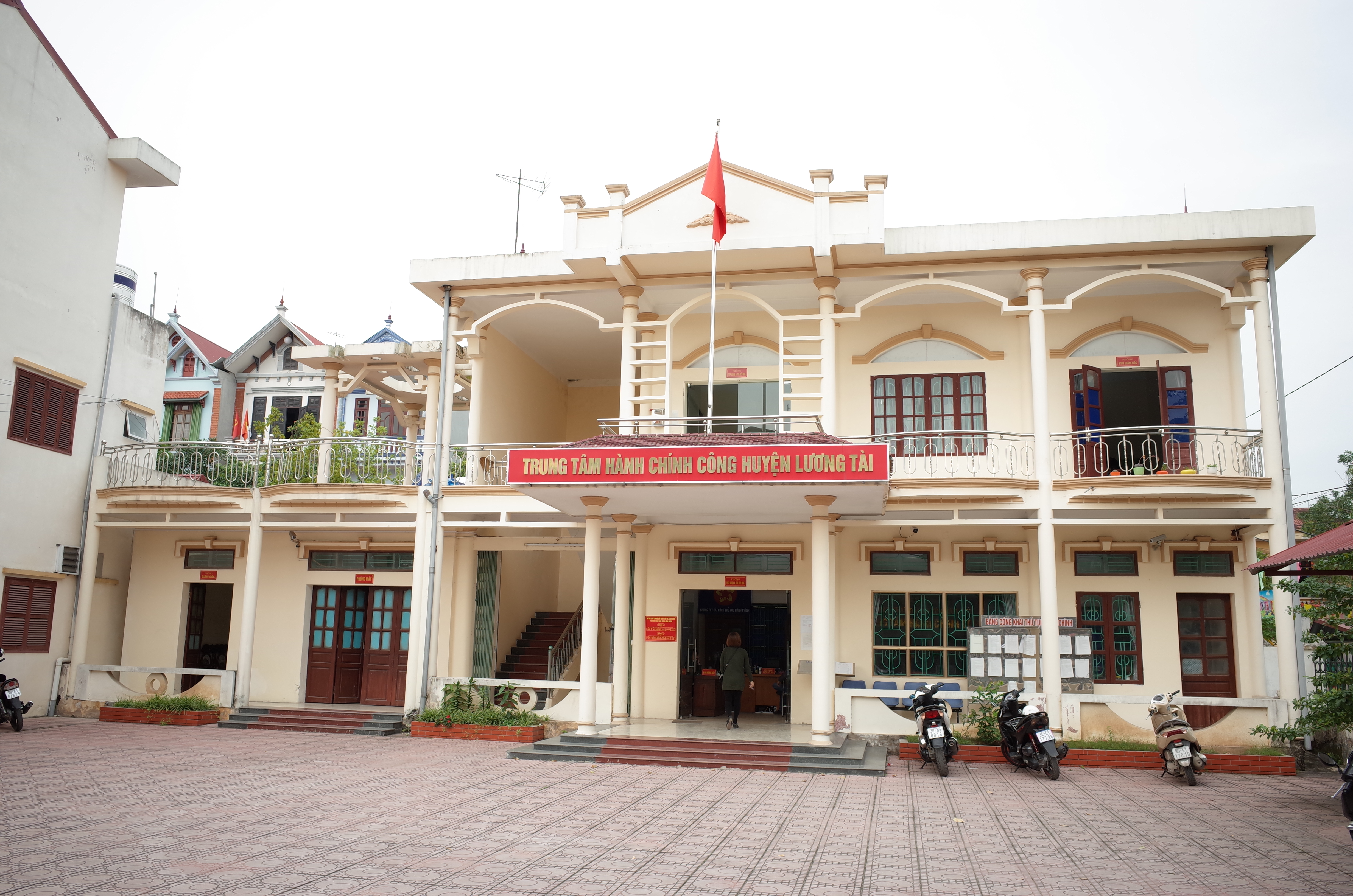
Trung tâm hành chính công huyện Lương Tài
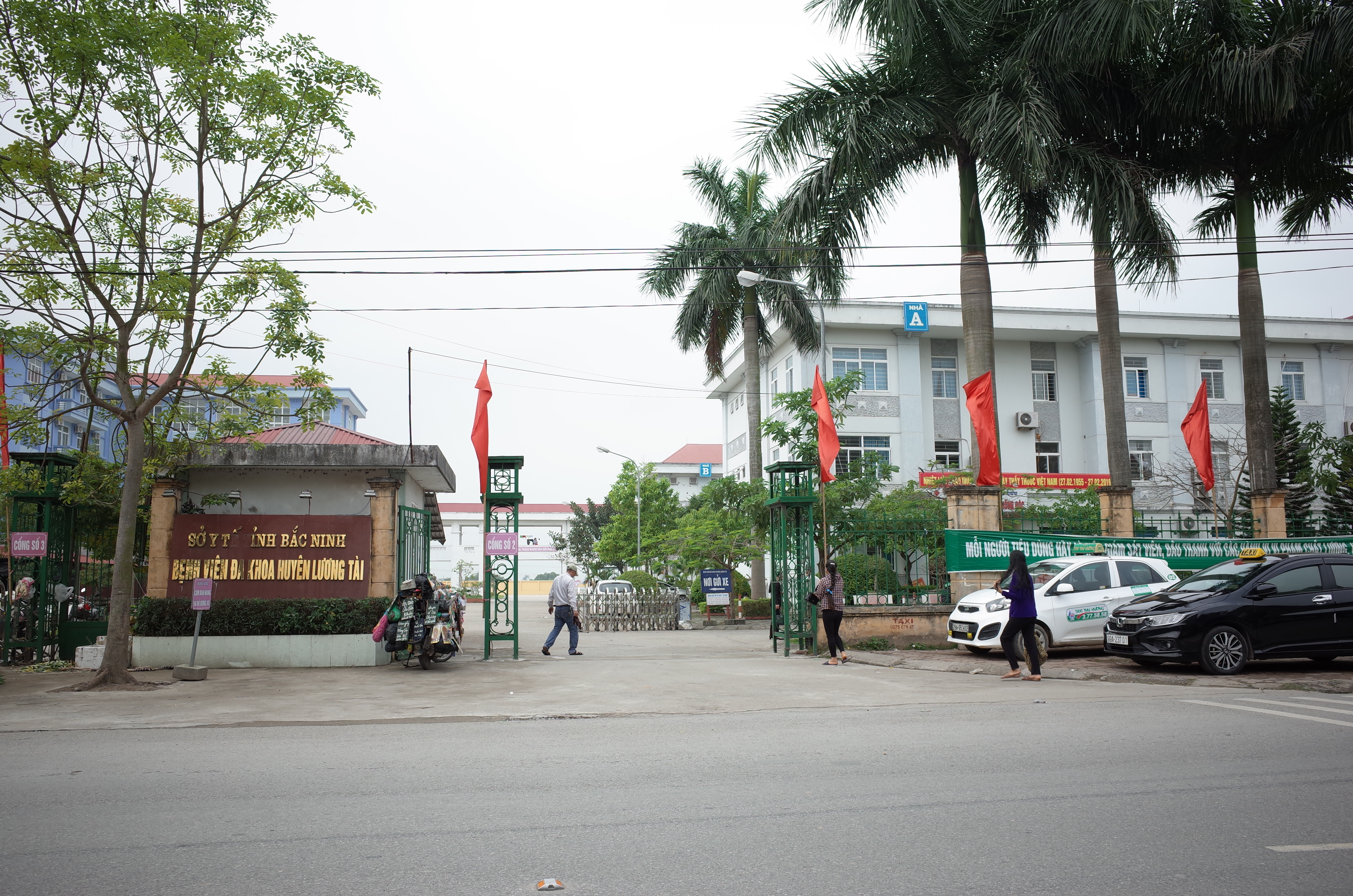
Bệnh viện Đa khoa huyện Lương Tài
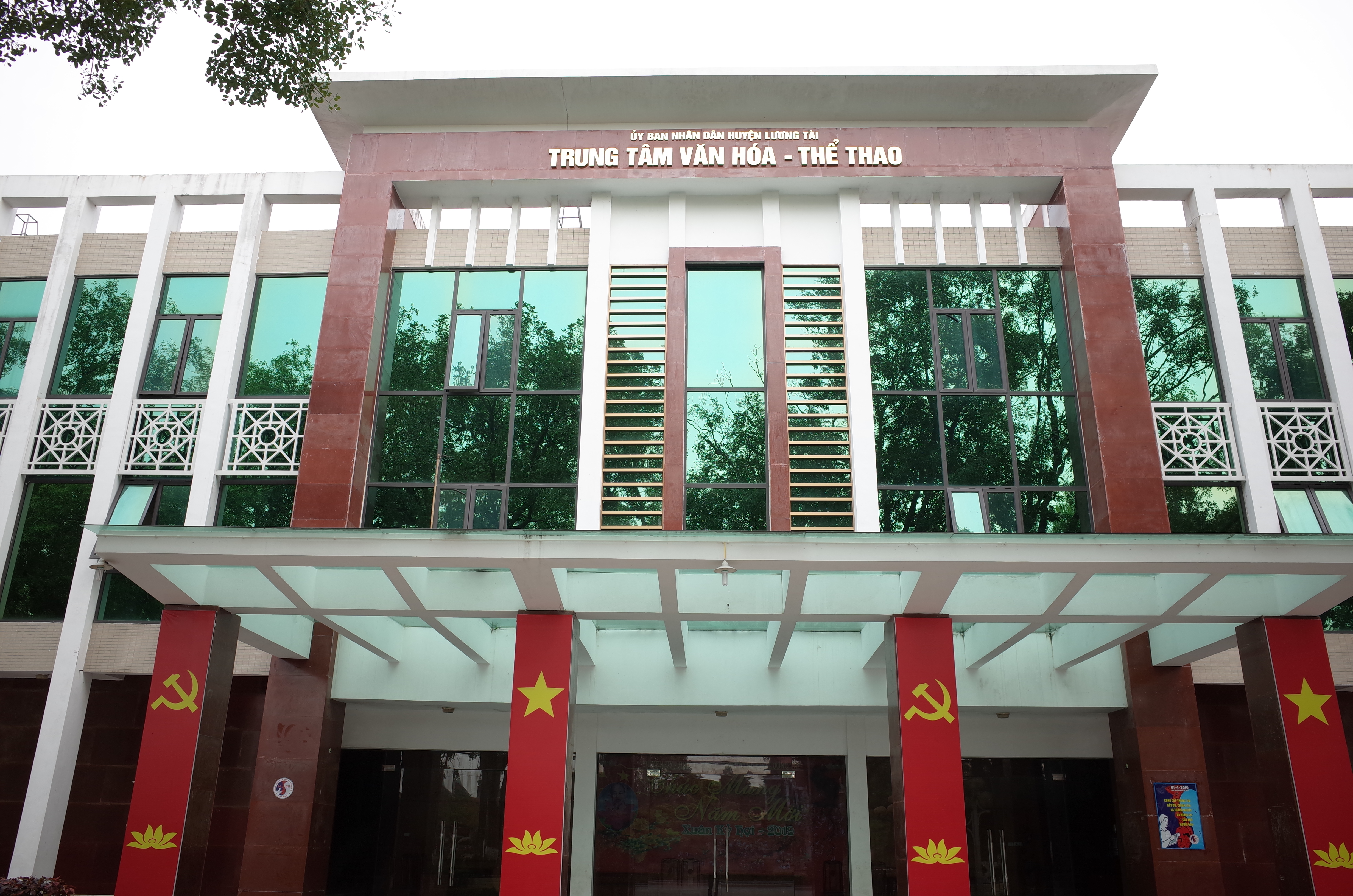
Trung tâm văn hóa - thể thao huyện Lương Tài
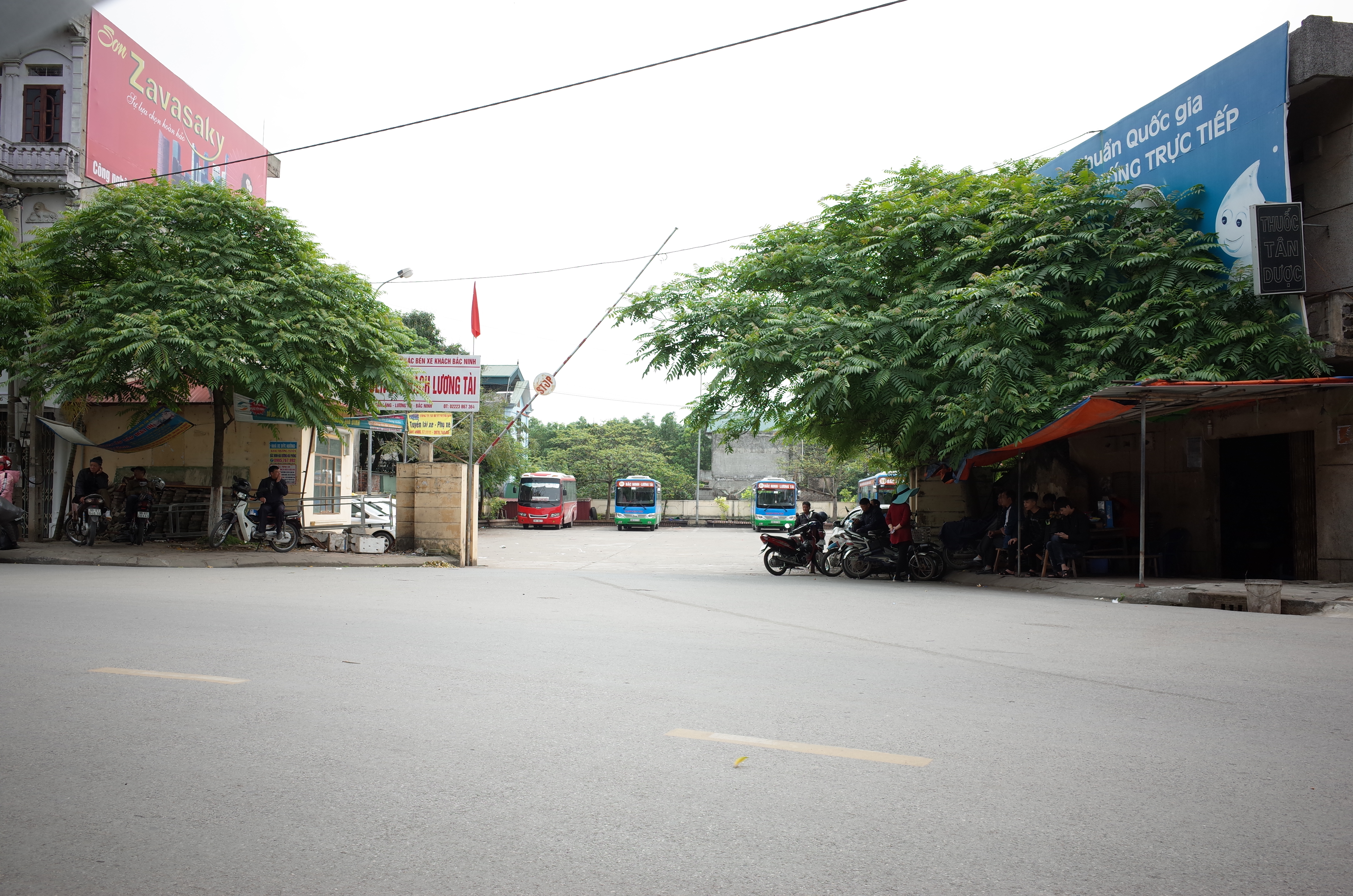
Bến xe khách Lương Tài

## Dân số
Theo số liệu thống kê mới nhất năm 2013, huyện Lương Tài có 105.000 người. Trong đó dân cư nông thôn chiếm trên 74,1%, dân số thành thị chiếm 25,9%. Thành phần dân số này có xu hướng chuyển dịch theo cơ cấu tăng dân số thành thị và giảm dần số nông thôn.
Từ 1945 trở về trước, huyện Lương Tài ước tính có từ 10 000 đến 30 000 người (nay toàn huyện có trên 100 000 người), tất cả đều là người Kinh (người Việt). Ở miền đất trũng này, nhân dân trong huyện sống bằng nghề làm ruộng là chủ yếu (làm lúa nước). Do đất trũng nên hàng năm ở nhiều xã nước ngập phải đi đò đến ba bốn tháng. Bởi vậy chỉ cấy lúa được một vụ chiêm. Chỉ một ít thôn, xã ven đê và lẻ tẻ có những mảnh ruộng cao trồng thêm các cây màu như: đỗ, lạc, ngô, khoai, cà rốt,...
Dân số Lương Tài là dân số trẻ, trên 60% trong độ tuổi lao động. Với chất lượng ngày càng được nâng cao đội ngũ dân số trẻ này là lực lượng lao động hùng hậu trong công cuộc đổi mới, xây dựng và phát triển kinh tế - văn hoá - xã hội của huyện Lương Tài cũng như tỉnh Bắc Ninh.

## Văn hóa

### Các di tích lịch sử huyện Lương Tài
| STT                                          | Tên di tích                 | Địa điểm                                     | Ghi chú |
| 1                                            | Đình làng Bùi               | Thôn Bùi, thị Trấn Thứa                      |         |
| 2                                            | Chùa làng Phượng Trì        | Thôn Phượng Trì, thị Trấn Thứa               |         |
| 3                                            | Chùa làng Đông Hương        | Thôn Đông Hương, thị Trấn Thứa               |         |
| 4                                            | Chùa Vĩnh Long              | Thôn Đạo Sử, thị Trấn Thứa                   |         |
| 5                                            | Chùa Kim Đào                | Thôn Kim Đào, thị Trấn Thứa                  |         |
| 6                                            | Chùa Lộc Hồng               | Thôn Giàng, thị Trấn Thứa                    |         |
| 7                                            | Chùa Tân Linh               | Thôn Tân Dân, thị Trấn Thứa                  |         |
| 8                                            | Chùa làng Bùi               | Thôn Bùi, thị Trấn Thứa                      |         |
| 9                                            | Nhà thờ thiên chúa giáo     | Thôn Phượng Giáo, thị trấn Thứa              |         |
| 10                                           | Đình làng Thanh Lâm         | Thôn Thanh Lâm, xã An Thịnh                  |         |
| 11                                           | Đình làng Lôi Châu          | Thôn Lôi Châu, xã An Thịnh                   |         |
| 12                                           | Đình làng Cường Tráng       | Thôn Cường Tráng, xã An Thịnh                |         |
| 13                                           | Đình làng Cát Thủy          | Thôn Cát Thủy, xã An Thịnh                   |         |
| 14                                           | Đình làng Thanh Hà          | Thôn Thanh Hà, xã An Thịnh                   |         |
| 15                                           | Chùa Lâm Phúc               | Thôn Thanh Lâm, xã An Thịnh                  |         |
| 16                                           | Chùa làng Cường Tráng       | Thôn Cường Tráng, xã An Thịnh                |         |
| 17                                           | Chùa làng Lôi Châu          | Thôn Lôi Châu, xã An Thịnh                   |         |
| 18                                           | Chùa Hưng Long              | Thôn Thanh Hà, xã An Thịnh                   |         |
| 19                                           | Chùa làng An Phú            | Thôn An Phú, xã An Thịnh                     |         |
| 20                                           | Chùa làng Cát Thủy          | Thôn Cát Thủy, xã An Thịnh                   |         |
| 21                                           | Nghè làng An Phú            | Thôn An Phú, xã An Thịnh                     |         |
| 22                                           | Nghè làng Lôi Châu          | Thôn Lôi Châu, xã An Thịnh                   |         |
| 23                                           | Miếu Làng Thanh Lâm         | Thôn Thanh Lâm, xã An Thịnh                  |         |
| 24                                           | Miếu làng An Trụ            | Thôn An Trụ, xã An Thịnh                     |         |
| 25                                           | Đình làng Lai Hạ            | Thôn Lai Hạ, xã Lai Hạ                       |         |
| 26                                           | Đình làng Thanh Khê         | Thôn Thanh Khê, xã Lai Hạ                    |         |
| 27                                           | Chùa Thiên Minh             | Thôn Lai Hạ, xã Lai Hạ                       |         |
| 28                                           | Chùa làng Bồng Lai          | Thôn Bồng Lai, xã Lai Hạ                     |         |
| 29                                           | Chùa làng Văn Phạm          | Thôn Văn Phạm, xã Lai Hạ                     |         |
| 30                                           | Chùa làng Thanh Khê         | Thôn Thanh Khê, xã Lai Hạ                    |         |
| 31                                           | Nhà thờ họ Phạm Văn         | Thôn Lai Hạ, xã Lai Hạ                       |         |
| 32                                           | Đình làng Nghĩa Hương       | Thôn Nghĩa Hương, xã Mỹ Hương                |         |
| 33                                           | Đình làng An Mỹ             | Thôn An Mỹ, xã Mỹ Hương                      |         |
| 34                                           | Đình làng My Xuyên          | Thôn My Xuyên, xã Mỹ Hương                   |         |
| 35                                           | Chùa Khánh Vân              | Thôn Nghĩa Hương, xã Mỹ Hương                |         |
| 36                                           | Chùa Linh Quang             | Thôn An Mỹ, xã Mỹ Hương                      |         |
| 37                                           | Chùa Phúc Âm                | Thôn An Mỹ, xã Mỹ Hương                      |         |
| 38                                           | Chùa Phúc Xuyên             | Thôn My Xuyên, xã Mỹ Hương                   |         |
| 39                                           | Nghè làng My Xuyên          | Thôn My Xuyên, xã Mỹ Hương                   |         |
| 40                                           | Đình làng Đạm Trai          | Thôn Đạm Trai, xã Minh Tân                   |         |
| 41                                           | Đình làng Hương Trai        | Thôn Hương Trai, xã Minh Tân                 |         |
| 42                                           | Đình làng An Cường          | Thôn An Cường, xã Minh Tân                   |         |
| 43                                           | Chùa Đông Nhất(Khánh Vân)   | Thôn Nhất Trai, xã Minh Tân                  |         |
| 44                                           | Chùa làng Đạm Trai          | Thôn Đạm Trai, xã Minh Tân                   |         |
| 45                                           | Chùa Kim Quang              | Thôn Hương Trai, xã Minh Tân                 |         |
| 46                                           | Chùa Phúc Sinh (Linh Quang) | Thôn An Cường, xã Minh Tân                   |         |
| 47                                           | Chùa Thiên Quang            | Thôn Thận Trai, xã Minh Tân                  |         |
| 48                                           | Chùa Ngọc Trì               | Thôn Ngọc Trì, xã Bình Định                  |         |
| 49                                           | Chùa Cổ Hiền                | Thôn Cổ Lãm, xã Bình Định                    |         |
| 50                                           | Chùa Đại Bi                 | Thôn Quảng Cầu, xã Bình Định                 |         |
| 51                                           | Chùa làng Tỉnh Ngô          | Thôn Tỉnh Ngô, xã Bình Định                  |         |
| 52                                           | Chùa Phúc Sinh              | Thôn Ngô Phần, xã Bình Định                  |         |
| 53                                           | Lăng họ Vũ Xuân             | Thôn Ngọc Trì, xã Bình Định                  |         |
| 54                                           | Đền làng Ngọc Trì           | Thôn Ngọc Trì, xã Bình Định                  |         |
| 55                                           | Nghè làng Ngọc Trì          | Thôn Ngọc Trì, xã Bình Định                  |         |
| 56                                           | Văn chỉ làng Cổ Lãm         | Thôn Cổ Lãm, xã Bình Định                    |         |
| 57                                           | Nhà thờ họ Vũ               | Thôn Ngọc Trì, xã Bình Định                  |         |
| 58                                           | Miếu làng Ngô Phần          | Thôn Ngô Phần, xã Bình Định                  |         |
| 59                                           | Đình làng Văn Xá Trong      | Thôn Văn Xá Trong, xã Phú Hòa                |         |
| 60                                           | Đình làng Hương Chi         | Thôn Hương Chi, xã Phú Hòa                   |         |
| 61                                           | Đình làng Phương Mới        | Thôn Phương Mới, xã Phú Hòa                  |         |
| 62                                           | Đình làng Duyện Dương       | Thôn Duyện Dương, xã Phú Hòa                 |         |
| 63                                           | Đình làng Văn Xá Ngoài      | Thôn Văn Xá Ngoài, xã Phú Hòa                |         |
| 64                                           | Chùa Ngọc Xá                | Thôn Phương Xá, xã Phú Hòa                   |         |
| 65                                           | Chùa Sùng Quang             | Thôn Tỳ Điện, xã Phú Hòa                     |         |
| 66                                           | Chùa Bảo Lâm                | Thôn Bà Khê, xã Phú Hòa                      |         |
| 67                                           | Chùa Vân Hoa                | Thôn Phú Văn Dưới, xã Phú Hòa                |         |
| 68                                           | Chùa Hương Chi              | Thôn Hương Chi, xã Phú Hòa                   |         |
| 69                                           | Chùa làng Phương Mới        | Thôn Phương Mới, xã Phú Hòa                  |         |
| 70                                           | Chùa làng Phương Thanh      | Thôn Phương Thanh, xã Phú Hòa                |         |
| 71                                           | Chùa làng Tĩnh Xá           | Thôn Tĩnh Xá, xã Phú Hòa                     |         |
| 72                                           | Chùa làng Phú Văn Trên      | Thôn Phú Văn Trên, xã Phú Hòa                |         |
| 73                                           | Chùa làng Văn Xá Trong      | Thôn Văn Xá Trong, xã Phú Hòa                |         |
| 74                                           | Chùa làng Văn Xá Ngoài      | Thôn Văn Xá Ngoài, xã Phú Hòa                |         |
| 75                                           | Chùa làng Ngọc Thượng       | Thôn Ngọc Thượng, xã Phú Hòa                 |         |
| 76                                           | Chùa làng Duyện Dương       | Thôn Duyện Dương, xã Phú Hòa                 |         |
| 77                                           | Nghè làng Bà Khê            | Thôn Bà Khê, xã Phú Hòa                      |         |
| 78                                           | Lăng họ Đặng                | Thôn Tỳ Điện, xã Phú Hòa                     |         |
| 79                                           | Nhà thờ họ Nguyễn           | Thôn Phú Văn Trên, xã Phú Hòa                |         |
| 80                                           | Nhà thờ họ Đoàn             | Thôn Ngọc Thượng, xã Phú Hòa                 |         |
| 81                                           | Am Trinh Nghĩa              | Thôn Tỳ Điện, xã Phú Hòa                     |         |
| 82                                           | Miếu làng Tĩnh Xá           | Thôn Tĩnh Xá, xã Phú Hòa                     |         |
| 83                                           | Đình làng Lĩnh Mai          | Thôn Lĩnh Mai, xã Quảng Phú                  |         |
| 84                                           | Đền làng Thanh Gia          | Thôn Thanh Gia, xã Quảng Phú                 |         |
| 85                                           | Chùa Bảo Khánh              | Thôn Quảng Bố, xã Quảng Phú                  |         |
| 86                                           | Chùa Pháp Thánh             | Thôn Phú Thọ, xã Quảng Phú                   |         |
| 87                                           | Chùa làng Tuyên Bá          | Thôn Tuyên Bá, xã Quảng Phú                  |         |
| 88                                           | Chùa Vĩnh Thái              | Thôn Thanh Gia, xã Quảng Phú                 |         |
| 89                                           | Chùa Tây Thiên              | Thôn Lĩnh Mai, xã Quảng Phú                  |         |
| 90                                           | Chùa làng Quảng Nạp         | Thôn Quảng Nạp, xã Quảng Phú                 |         |
| 91                                           | Đình làng Ngọc Khám         | Thôn Ngọc Khám, xã Lâm Thao                  |         |
| 92                                           | Chùa làng Ngọc Quan         | Thôn Ngọc Quan, xã Lâm Thao                  |         |
| 93                                           | Chùa làng Thái Trì          | Thôn Thái Trì, xã Lâm Thao                   |         |
| 94                                           | Chùa làng Lâm Thao          | Thôn Lâm Thao, xã Lâm Thao                   |         |
| 95                                           | Chùa Bảo Tháp               | Thôn Kim Thao, xã Lâm Thao                   |         |
| 96                                           | Chùa Ngọc Khánh             | Thôn Ngọc Khám, xã Lâm Thao                  |         |
| 97                                           | Đình làng Trung Chinh       | Thôn Trung Chinh, xã Trung Chính             |         |
| 98                                           | Đình làng Thiên Đức         | Thôn Thiên Đức, xã Trung Chính               |         |
| 99                                           | Đình làng Đào Xá            | Thôn Đào Xá, xã Trung Chính                  |         |
| 100                                          | Đình làng Chinh Phú         | Thôn Chinh Phú, xã Trung Chính               |         |
| 101                                          | Đình làng Lai Đông          | Thôn Lai Đông 1+2+3, xã Trung Chính          |         |
| 102                                          | Đình làng Thiên Phúc        | Thôn Thiên Phúc, xã Trung Chính              |         |
| 103                                          | Đình làng Trình Khê         | Thôn Trình Khê + Thanh Dương, xã Trung Chính |         |
| 104                                          | Đình làng Thiên Lộc         | Thôn Thiên Lộc, xã Trung Chính               |         |
| 105                                          | Chùa Hộ pháp                | Thôn Đào Xuyên, xã Trung Chính               |         |
| 106                                          | Chùa làng Trung Chinh       | Thôn Trung Chinh, xã Trung Chính             |         |
| 107                                          | Chùa làng Đào Xuyên         | Thôn Đào Xuyên, xã Trung Chính               |         |
| 108                                          | Chùa Thiên Đức              | Thôn Thiên Đức, xã Trung Chính               |         |
| 109                                          | Chùa Hưng Long              | Thôn Đào Xá, xã Trung Chính                  |         |
| 110                                          | Chùa Khánh Vân              | Thôn Chinh Phú, xã Trung Chính               |         |
| 111                                          | Chùa làng Ấp Ngoài          | Thôn Ấp Ngoài, xã Trung Chính                |         |
| 112                                          | Chùa làng Ấp Dừa            | Thôn Ấp Dừa, xã Trung Chính                  |         |
| 113                                          | Chùa làng Lai Đông          | Thôn Lai Đông 1+2 + 3, xã Trung Chính        |         |
| 114                                          | Chùa Thiên Phúc             | Thôn Thiên Phúc, xã Trung Chính              |         |
| 115                                          | Chùa Mạ Xá                  | Thôn Trình Khê + Thanh Dương, xã Trung Chính |         |
| 116                                          | Chùa làng Đan Quế           | Thôn Đan Quế, xã Trung Chính                 |         |
| 117                                          | Chùa làng Thiên Lộc         | Thôn Thiên Lộc, xã Trung Chính               |         |
| 118                                          | Chùa làng Tuần La           | Thôn Tuần La, xã Trung Chính                 |         |
| 119                                          | Nghè làng Đào Xá            | Thôn Đào Xá, xã Trung Chính                  |         |
| 120                                          | Miếu làng Đào Xá            | Thôn Đào Xá, xã Trung Chính                  |         |
| 121                                          | Nhà thờ Thiên Chúa Giáo     | Thôn Nghĩa La, xã Trung Chính                |         |
| 122                                          | Nhà thờ Thiên Chúa Giáo     | Thôn Lai Tê, xã Trung Chính                  |         |
| 123                                          | Đình làng Cáp Hạ            | Thôn Cáp Hạ, xã Trung Kênh                   |         |
| 124                                          | Đình làng Tháp Dương        | Thôn Tháp Dương, xã Trung Kênh               |         |
| 125                                          | Đình làng Lai Nguyễn        | Thôn Lai Nguyễn, xã Trung Kênh               |         |
| 126                                          | Chùa Mục Đồng               | Thôn Tảo Hoà, xã Trung Kênh                  |         |
| 127                                          | Chùa làng Tháp Dương        | Thôn Tháp Dương, xã Trung Kênh               |         |
| 128                                          | Chùa làng Quan Kênh         | Thôn Quan Kênh, xã Trung Kênh                |         |
| 129                                          | Nghè làng Cáp Trên          | Thôn Cáp Trên, xã Trung Kênh                 |         |
| 130                                          | Đình làng Hữu Ái            | Thôn Hữu Ái, xã Tân Lãng                     |         |
| 131                                          | Chùa làng Tam Sơn           | Thôn Tam Sơn, xã Tân Lãng                    |         |
| 132                                          | Chùa làng Ngọc Cục          | Thôn Ngọc Cục, xã Tân Lãng                   |         |
| 133                                          | Chùa làng Hữu Ái            | Thôn Hữu Ái, xã Tân Lãng                     |         |
| 134                                          | Chùa làng Lạng Khê          | Thôn Lạng Khê, xã Tân Lãng                   |         |
| 135                                          | Nhà thờ Thiên Chùa Giáo     | Thôn Ngọc Cục, xã Tân Lãng                   |         |
| 136                                          | Nhà thờ Thiên Chùa Giáo     | Thôn Tử Nê, xã Tân Lãng                      |         |
| 137                                          | Nhà thờ Thiên Chùa Giáo     | Thôn Bái Giang, xã Tân Lãng                  |         |
| 138                                          | Nhà thờ Thiên Chùa Giáo     | Thôn Hương La, xã Tân Lãng                   |         |
| 139                                          | Đình làng Vĩnh Trai         | Thôn Vĩnh Trai, xã Trừng Xá                  |         |
| 140                                          | Chùa Văn Quang              | Thôn Đăng Triều, xã Trừng Xá                 |         |
| 141                                          | Chùa Linh Quang             | Thôn Đỉnh Dương, xã Trừng Xá                 |         |
| 142                                          | Chùa Phúc Thắng             | Thôn Vĩnh Trai, xã Trừng Xá                  |         |
| 143                                          | Chùa Kim Quang              | Thôn Nhị Trai, xã Trừng Xá                   |         |
| 144                                          | Chùa Đại Khánh (Lai Ứng)    | Thôn Trừng Xá, xã Trừng Xá                   |         |
| 145                                          | Đình làng Bích Khê          | Thôn Bích Khê, xã Phú Lương                  |         |
| 146                                          | Đình làng Lạng Dương        | Thôn Lạng Dương, xã Phú Lương                |         |
| 147                                          | Đình làng Phú Lâu           | Thôn Phú Lâu 1 + 2, xã Phú Lương             |         |
| 148                                          | Chùa làng Lạng Dương        | Thôn Lạng Dương, xã Phú Lương                |         |
| 149                                          | Chùa Bảo Lâm                | Thôn Phú Lâu 1+2, xã Phú Lương               |         |
| 150                                          | Chùa làng Lương Xá          | Thôn Lương Xá, xã Phú Lương                  |         |
| 151                                          | Chùa làng Bích Khê          | Thôn Bích Khê, xã Phú Lương                  |         |
| 152                                          | Miếu làng Phú Lâu           | Thôn Phú Lâu 1+2, xã Phú Lương               |         |
| 153                                          | Phủ Thờ Mẫu                 | Thôn Phú Lâu 1+2, xã Phú Lương               |         |
| 154                                          | Nhà thờ Thiên Chúa Giáo     | Thôn Thọ Ninh, xã Phú Lương                  |         |
| Tổng số di tích huyện Lương Tài: 154 di tích |                             |                                              |         |

### Lễ hội
Một số lễ hội trên địa bàn huyện Lương Tài, tỉnh Bắc Ninh:
- Ngày 4 tháng Giêng (Âm lịch): Hội làng Vó (tức Quảng Bố) ở xã Quảng Phú, huyện Lương Tài.
- Ngày 13-15 tháng Giêng (Âm lịch): Hội làng Thau (Kim Thao) ở xã Lâm Thao, huyện Lương Tài.
- Ngày 21-22 tháng Giêng (Âm lịch): Lễ hội làng Giàng, thị trấn Thứa, huyện Lương Tài.
- Ngày 2 tháng 3 (Âm lịch): Lễ hội Truyền thống Chùa Làng Nhất Trai, xã Minh Tân, huyện Lương Tài.
- Ngày 10 tháng 2 (Âm lịch): Hội đình làng tứ thôn, lễ hội rước thành hoàng của 4 thôn Thận Trai, Đạm Trai, Hương Trai và An Cường, xã Minh Tân, huyện Lương Tài

Văn nghệ Hội đình làng tứ thôn xã Minh Tân
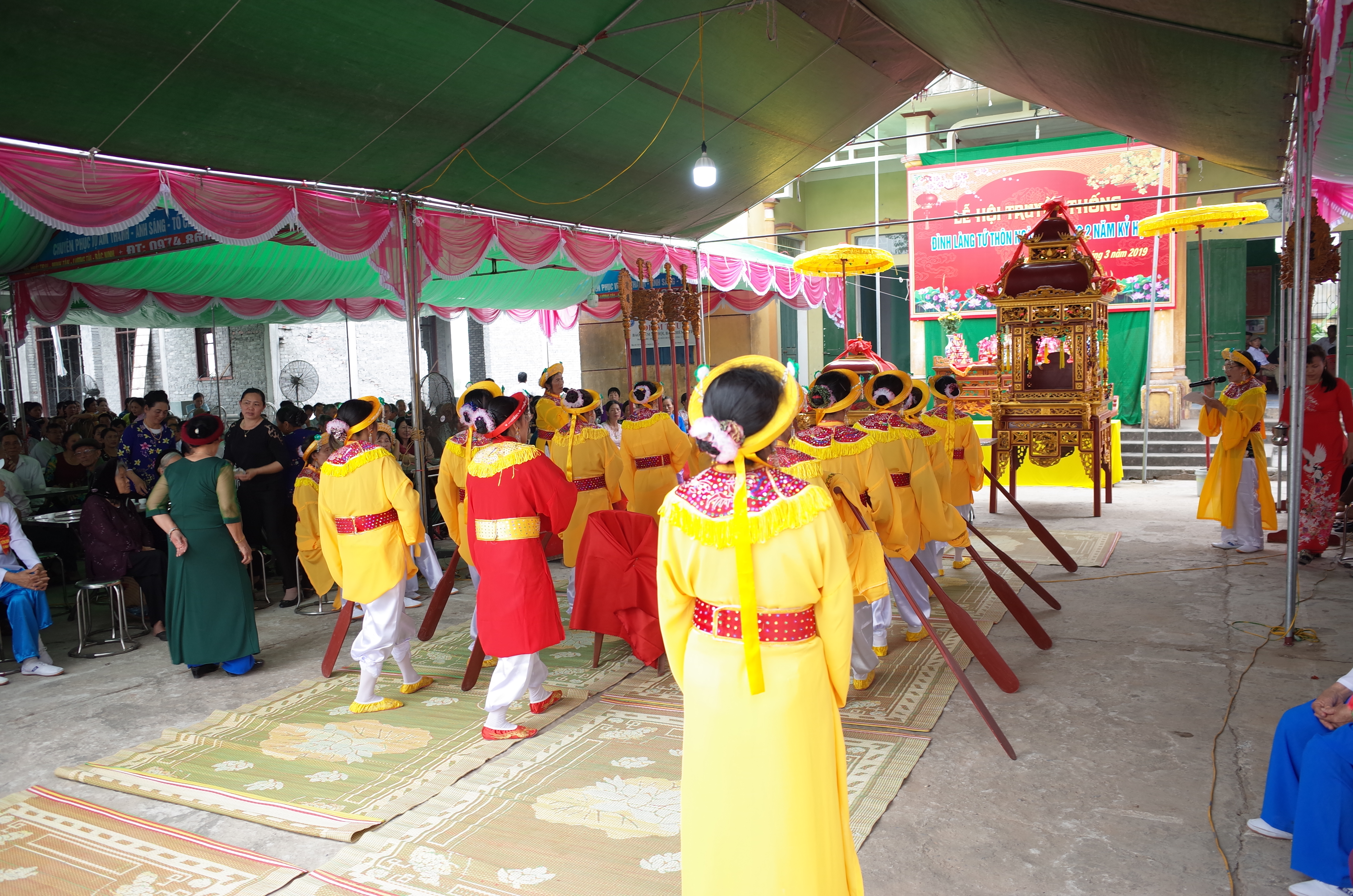
Văn nghệ Hội đình làng tứ thôn xã Minh Tân
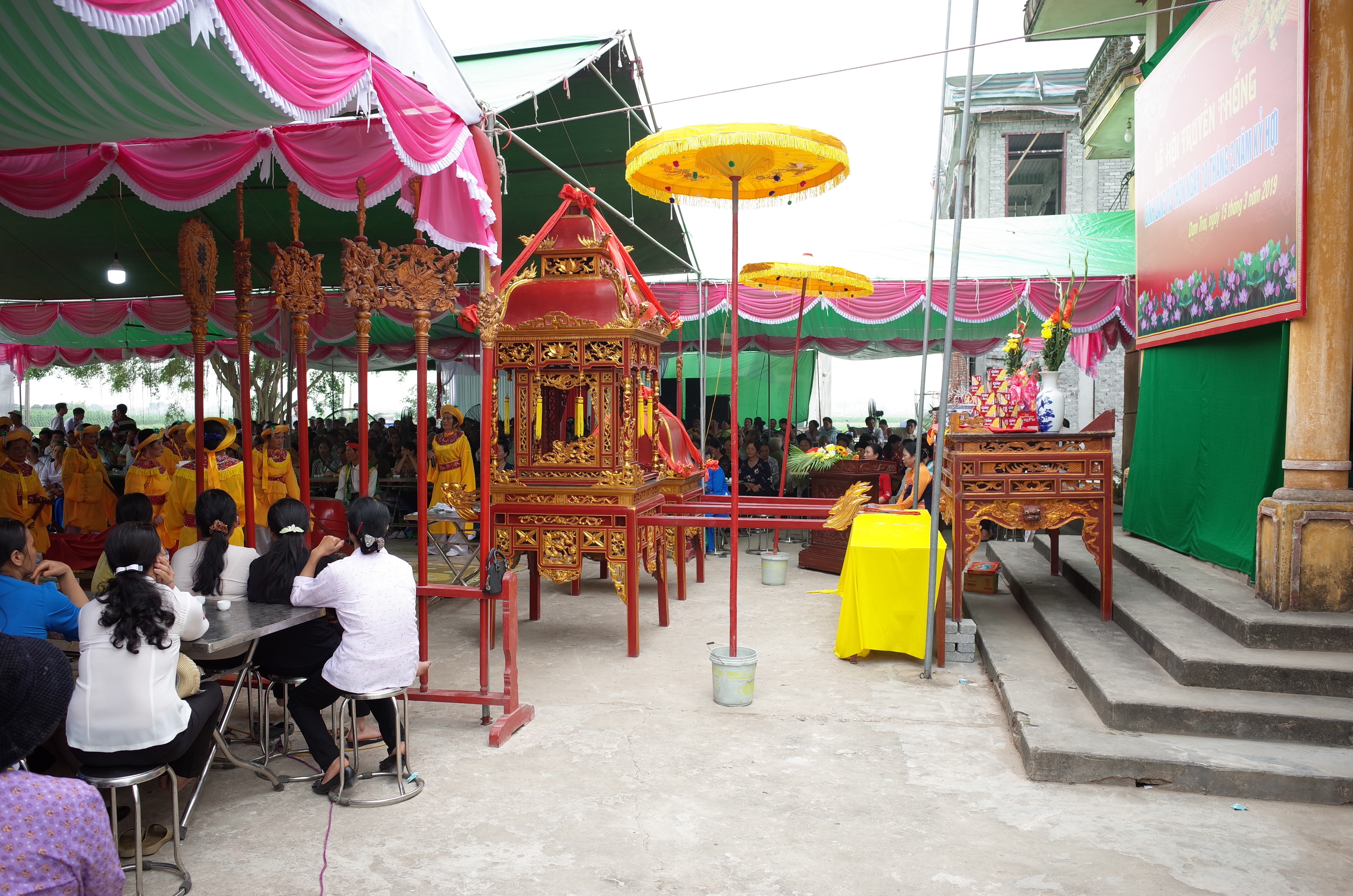
Kiệu rước thành hoàng Hội đình làng tứ thôn xã Minh Tân

- Ngày 8 tháng 4 (Âm lịch): Hội Đình Đám (nắp Dừa) ở xã Quảng Phú, huyện Lương Tài.
- Ngày 23 tháng 8 (Âm lịch): Giỗ tổ nghề đúc đồng Làng Vó (Quảng Bố) ở xã Quảng Phú, huyện Lương Tài.[8]

Các lễ hội truyền thống được tổ chức hàng năm góp phần quan trọng vào việc giữ gìn và phát huy bản sắc văn hóa của huyện Lương Tài nói riêng, tỉnh Bắc Ninh nói chung.

### Tôn giáo
Huyện Lương Tài có 2 tôn giáo chính là: Phật giáo và Thiên Chúa giáo. Trải qua quá trình lịch sử, đặc biệt là sau cách mạng tháng 8 năm 1945 đến nay, nhân dân bên lương và bên giáo luôn sống chung và giữ vững đoàn kết.

Một số di tích lịch sử, văn hóa của huyện Lương Tài
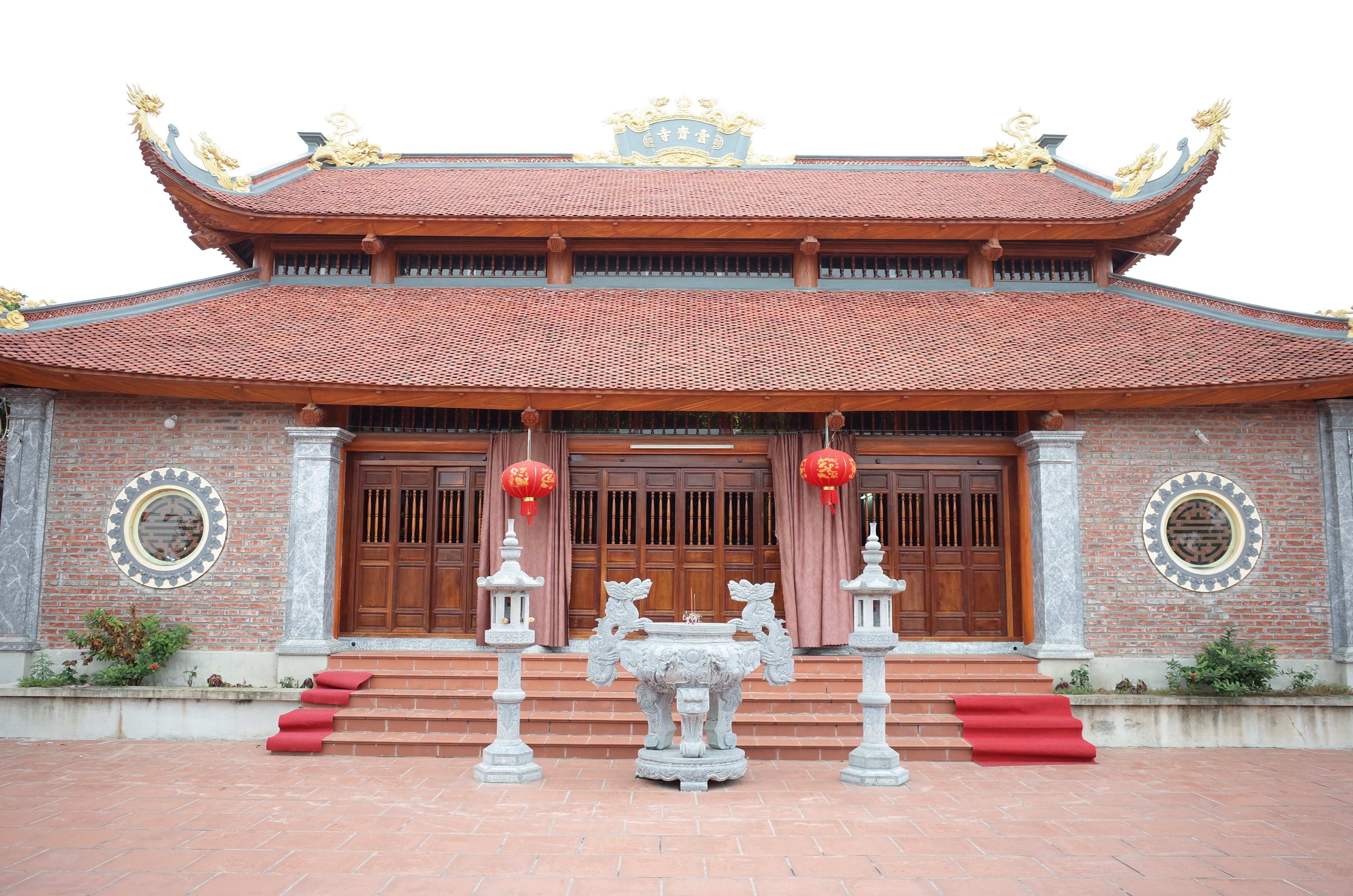
Chùa thôn Nhất Trai, xã Minh Tân
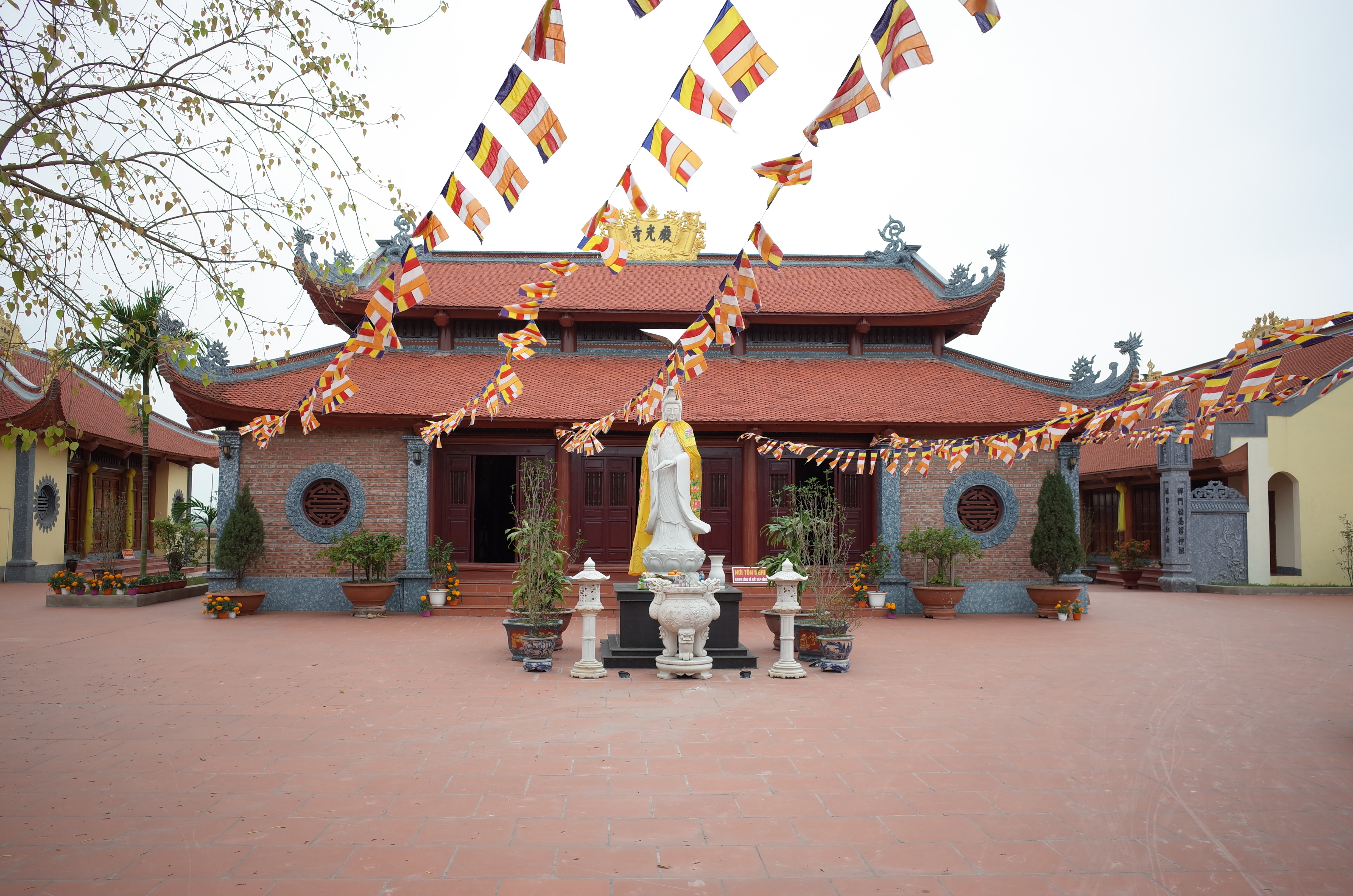
Chùa Nghiêm Quang, thôn Thận Trai, xã Minh Tân
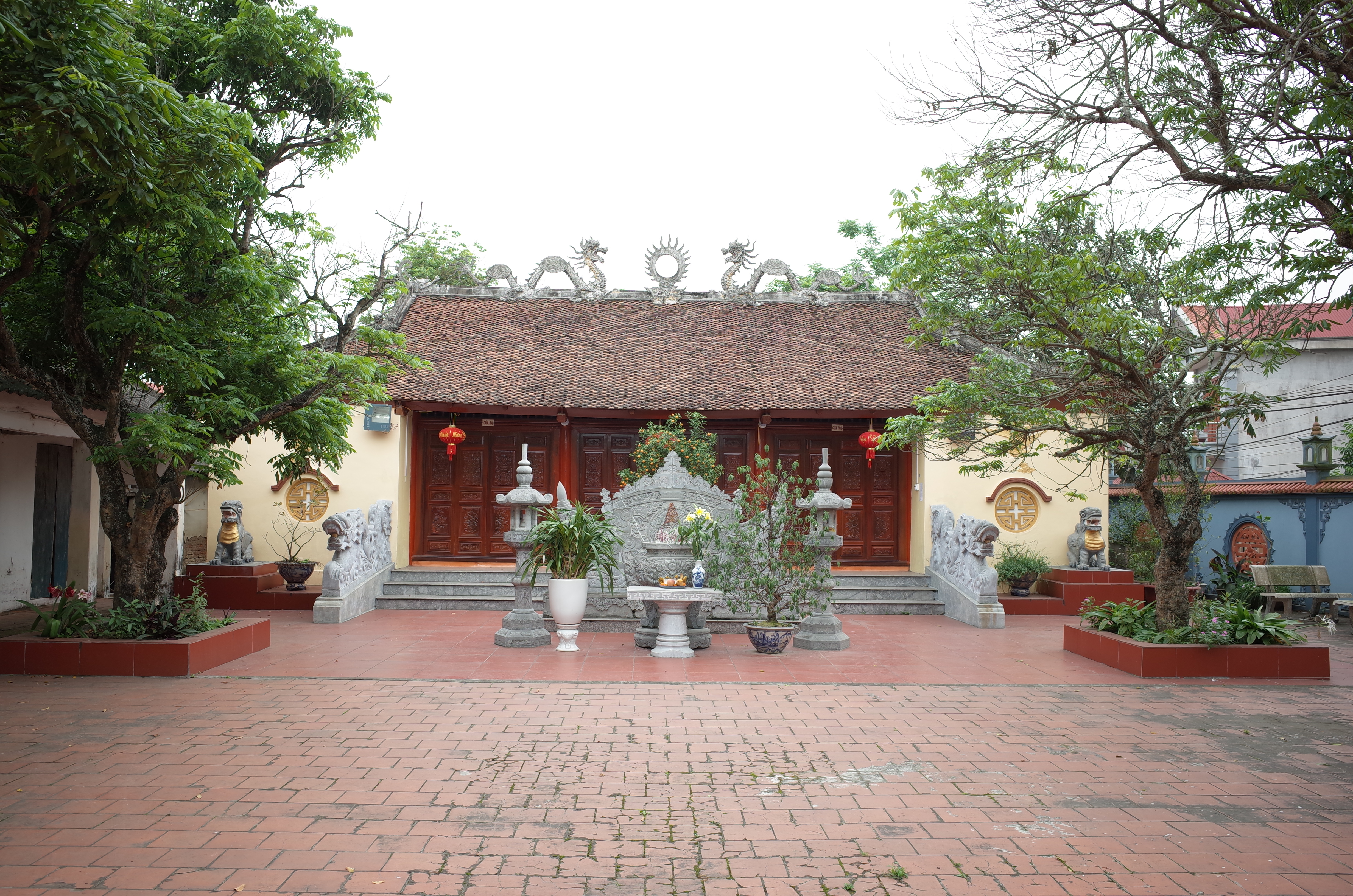
Đình thôn Cổ Lãm, xã Bình Định
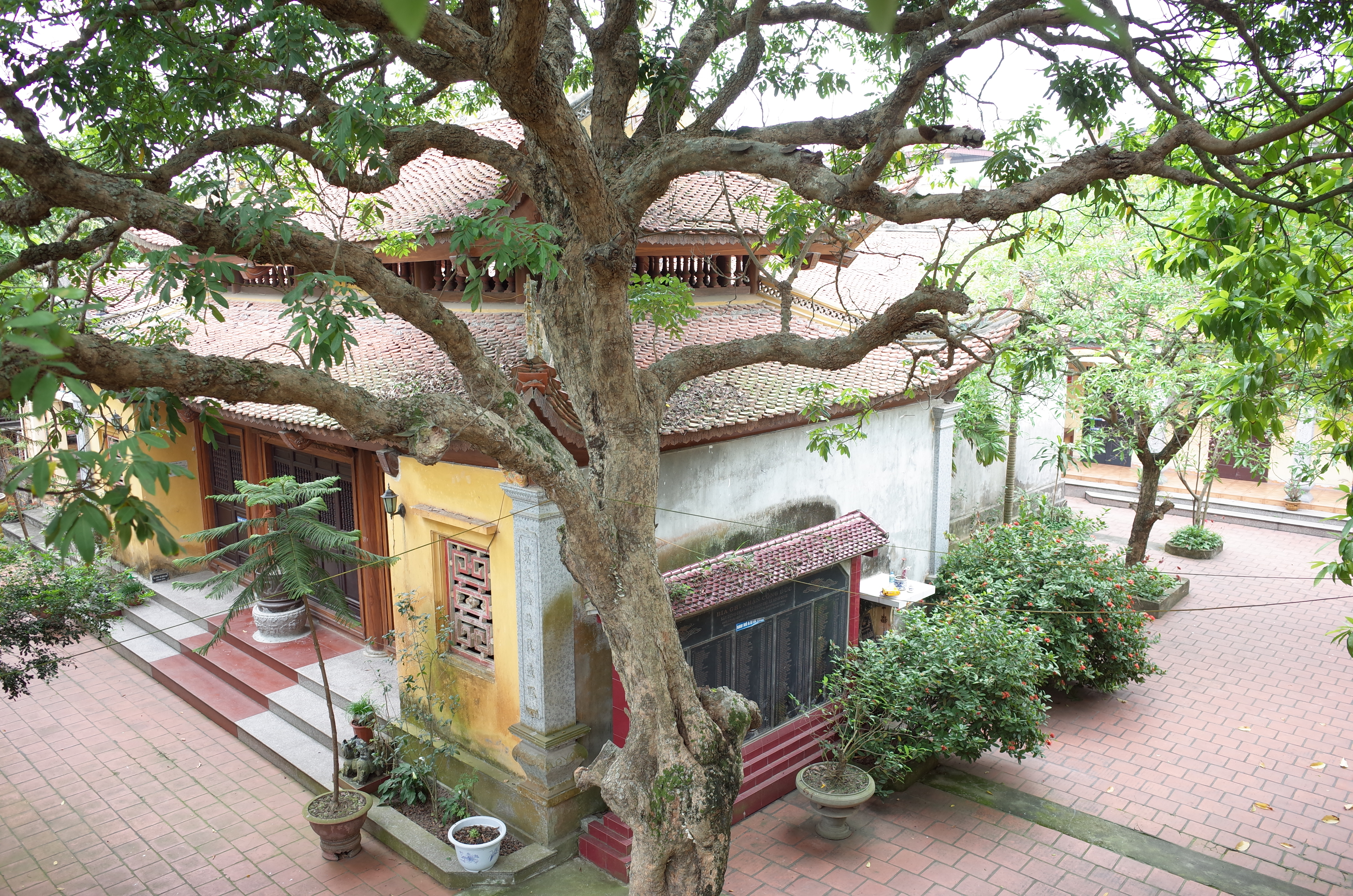
Chùa thôn Ngọc Trì, xã Bình Định
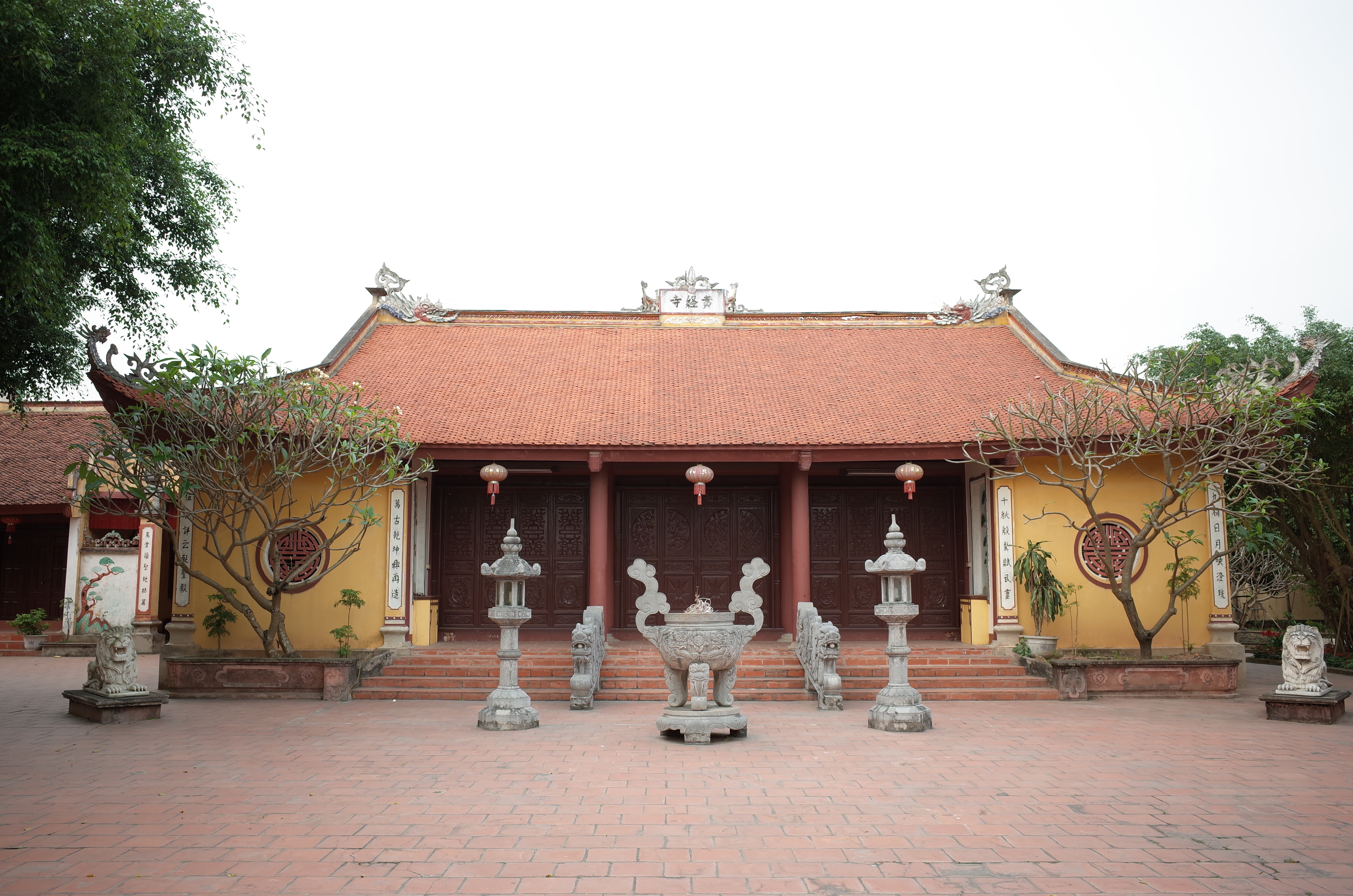
Chùa Kênh Vàng, xã Trung Kênh

Tất cả mọi người được hưởng quyền tự do, dân chủ (có thể theo đạo Phật, đạo Thiên chúa hoặc không theo đạo nào). Trong lĩnh vực tâm linh, tín ngưỡng được các cấp chính quyền, đoàn thể quan tâm đúng mức. Nhiều chùa triền, nhiều nhà thờ công giáo được trùng tu hoặc xây dựng lại ngày càng khang trang. Các đình, đền, miếu, các di tích lịch sử được xây dựng hoặc tu bổ…chính là nơi giáo dục truyền thống "yêu đất nước, quê hương" cho thế hệ ngày nay cũng như các thế hệ mai sau.
Bất cứ tôn giáo nào cũng có một hệ thống chuẩn mực và giá trị đạo đức nhằm điều chỉnh ý thức và hành vi đạo đức của các tín đồ. Quan niệm đạo đức của hầu hết mọi tôn giáo, ngoài những giá trị đặc thù bảo vệ niềm tin tôn giáo thiêng liêng, còn đề cập đến những chuẩn mực đạo đức mang tính nhân loại, như sống hiếu thảo với cha mẹ, trung thực, nhân ái, hướng tới cái thiện, tránh xa điều ác... Người theo tôn giáo không phải sống thế nào cũng được, mà phải sống theo những khuôn phép đạo đức hợp với tín điều của tôn giáo mình, hành động không phải chỉ là thực hành một số hình thức nghi lễ, mà còn phải sống theo những quy tắc đạo đức nhất định. Niềm tin tôn giáo giúp người dân trên địa bàn huyện Lương Tài tiếp cận với những tư tưởng, đạo đức tôn giáo tốt đẹp, góp phần tạo ra nếp sống tiến bộ, văn minh, hài hòa, đoàn kết, tạo sự phát triển ổn định về mặt văn hóa - xã hội.

## Du lịch
Một số địa điểm tham quan du lịch tiêu biểu trên địa bàn huyện Lương Tài, tỉnh Bắc Ninh:
- Đền thờ lưu niệm danh nhân Hàn Thuyên (thuộc thôn Lai Hạ, xã Lai Hạ, huyện Lương Tài, tỉnh Bắc Ninh). Đây cũng là một di tích lịch sử văn hóa tiêu biểu nhất của huyện Lương Tài cho đến ngày nay. Một di tích cấp Quốc gia được xếp hạng năm 1994. Nơi đây thờ cụ Hàn Thuyên, cụ có tên thật là Nguyễn Thuyên, cụ thuộc dòng dõi nhà quan, là một danh nhân khoa bảng triều Trần.[10]

Đình làng thờ cụ tổ nghề đúc đồng truyền thống và Lăng mộ cụ ở thôn Quảng Bố, xã Quảng Phú
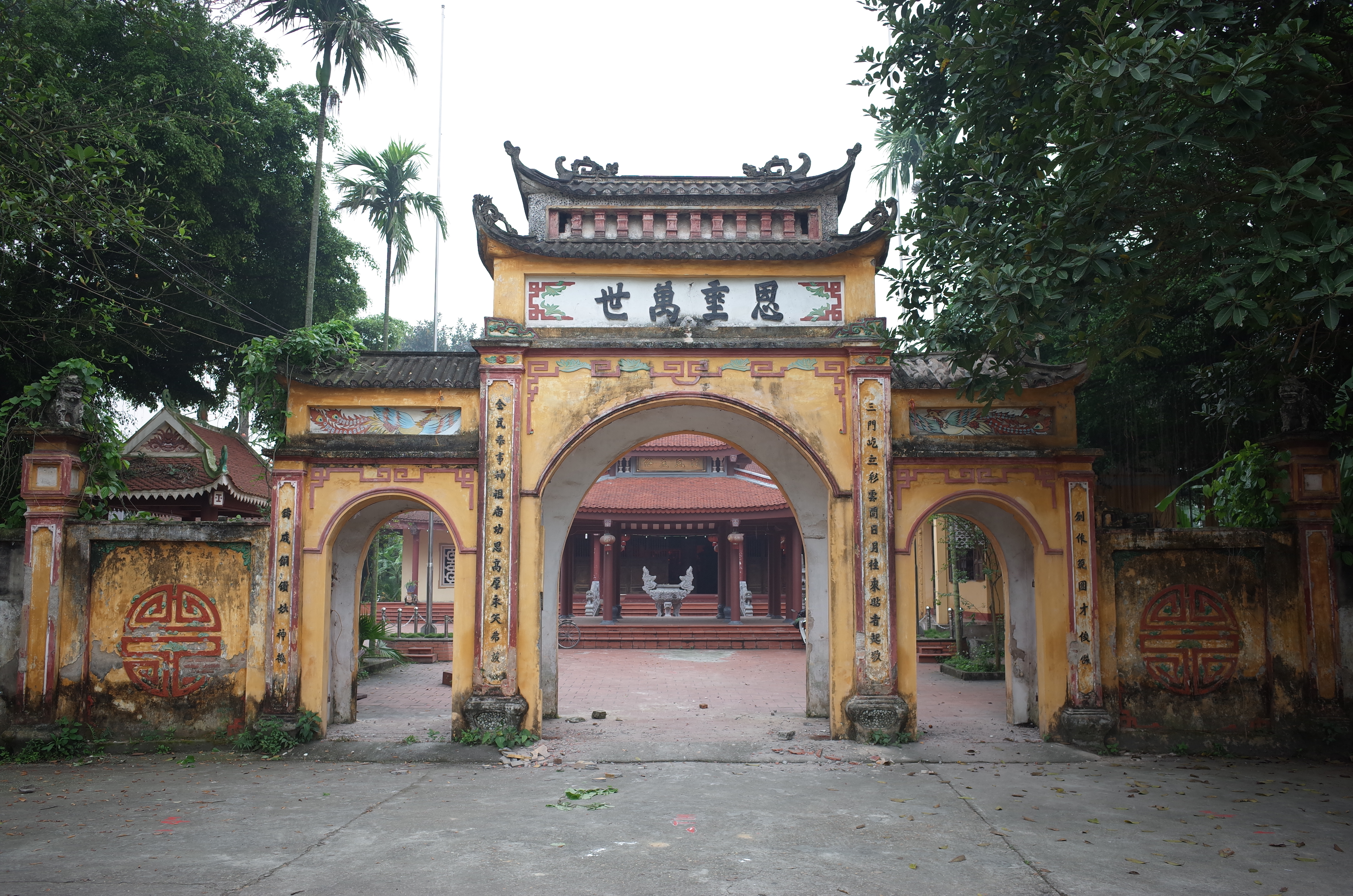
Đình tổ nghề đúc đồng truyền thống Quảng Bố (tên gọi Nôm là Làng Vó) ở xã Quảng Phú, huyện Lương Tài, thờ ông tổ dậy nghề Nguyễn Công Nghệ, ngày hội làng được tổ chức thường niên vào ngày 23-8 Âm lịch hàng năm.  - Đình làng thờ cụ tổ nghề đúc đồng truyền thống và Lăng mộ cụ ở thôn Quảng Bố, xã Quảng Phú
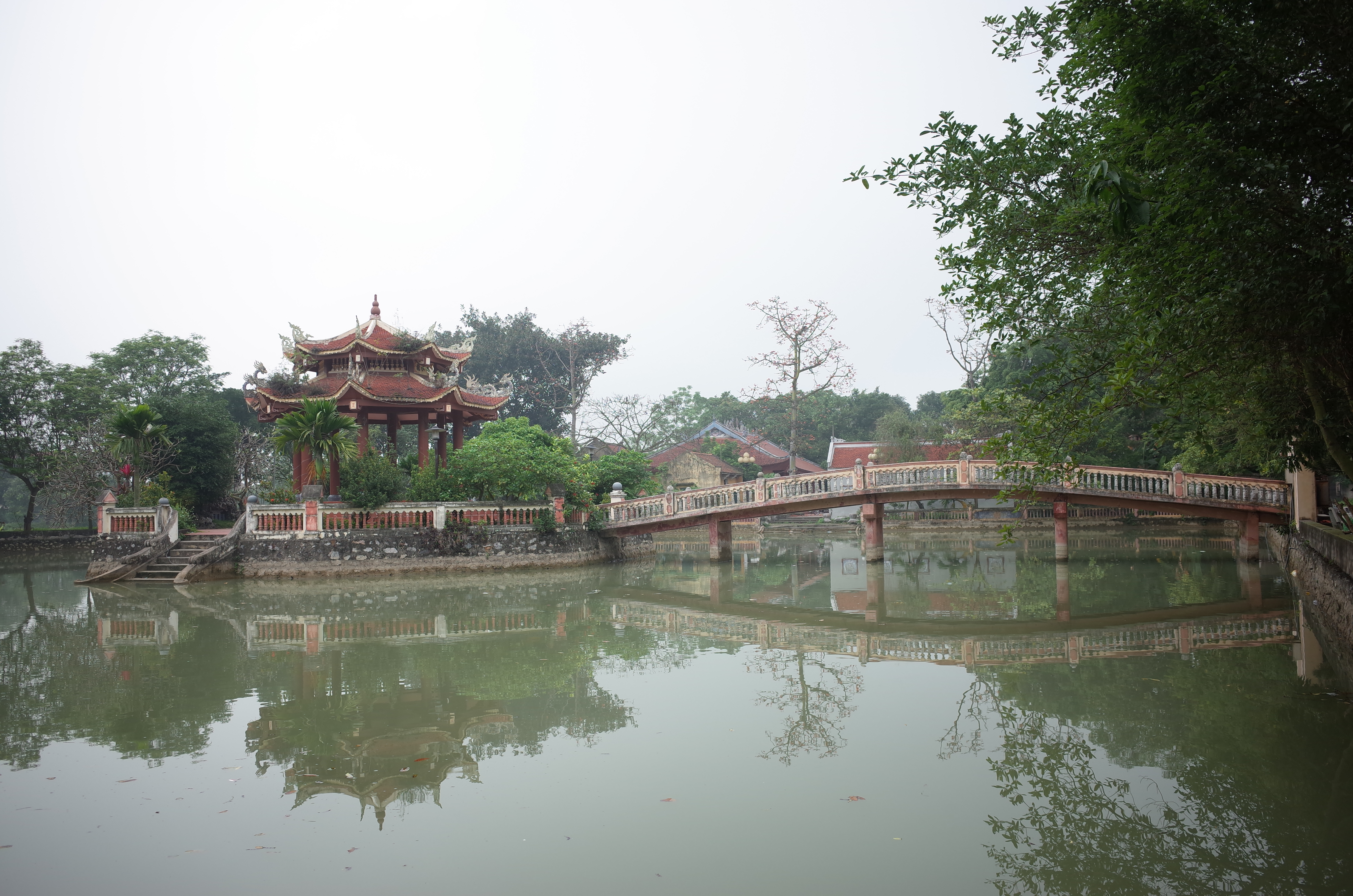
Thủy đình của đình làng Quảng Bố
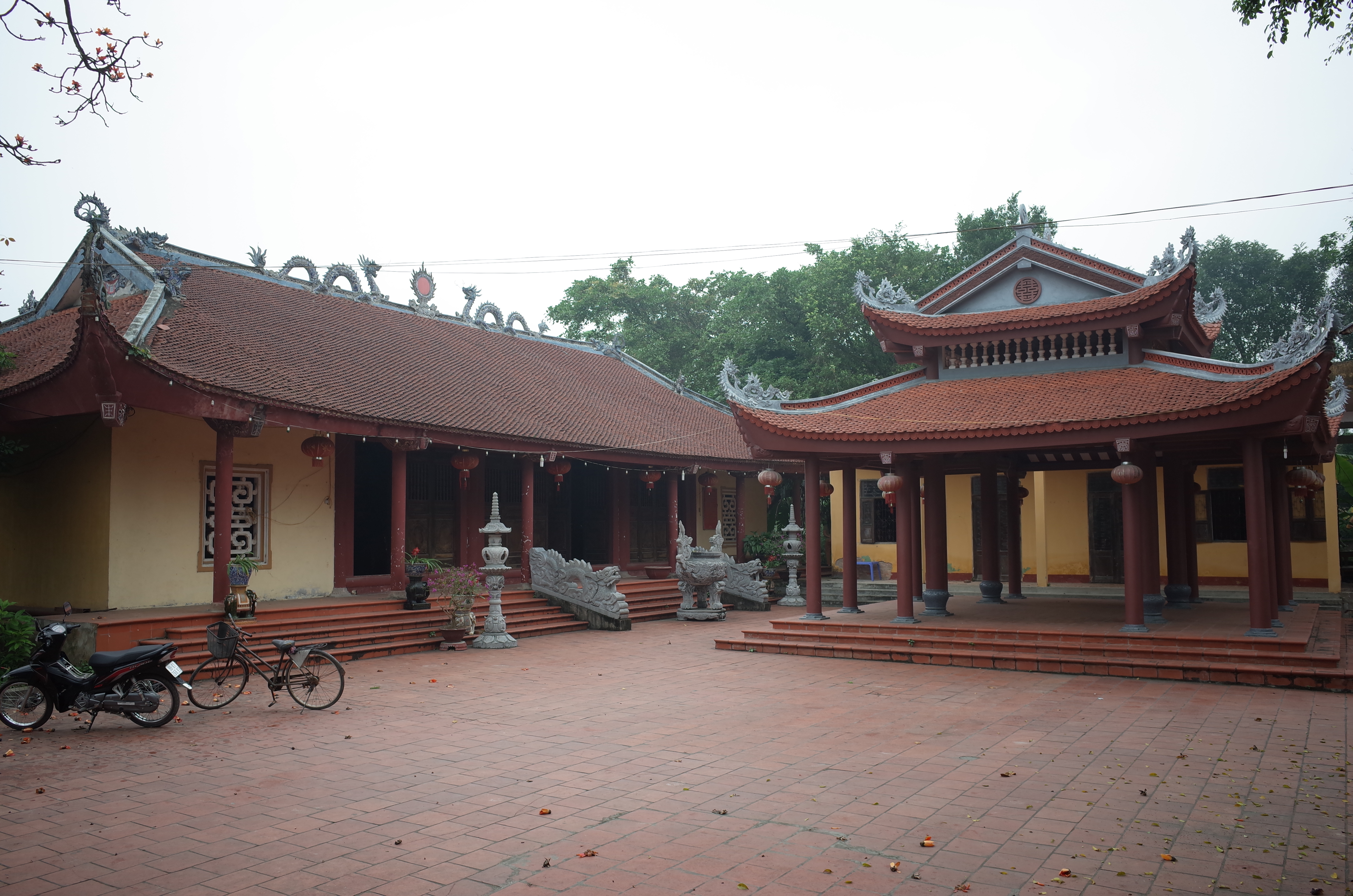
Đình làng Quảng Bố
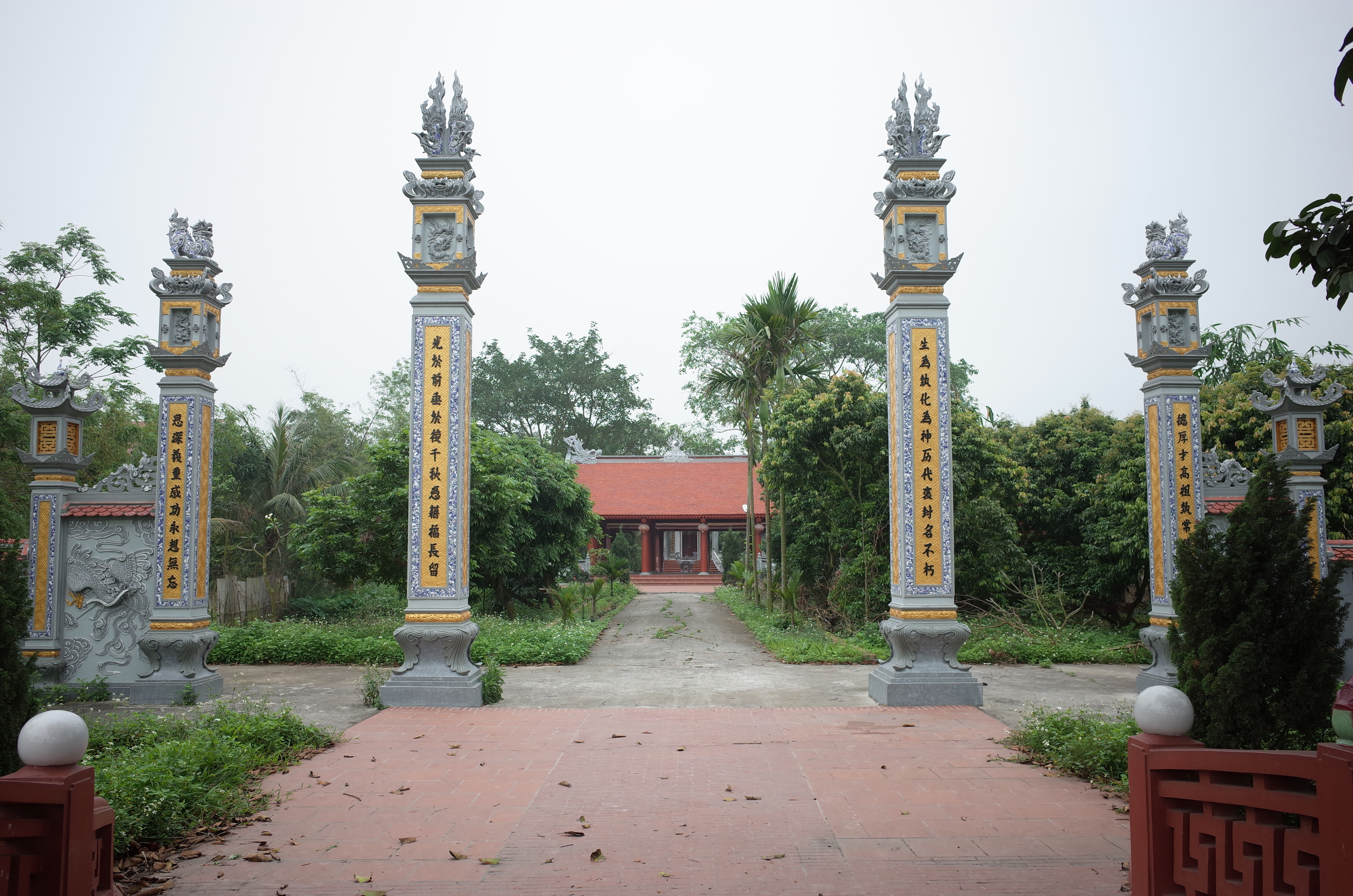
Cổng vào Lăng mộ cụ tổ truyền nghề đúc đồng thôn Quảng Bố
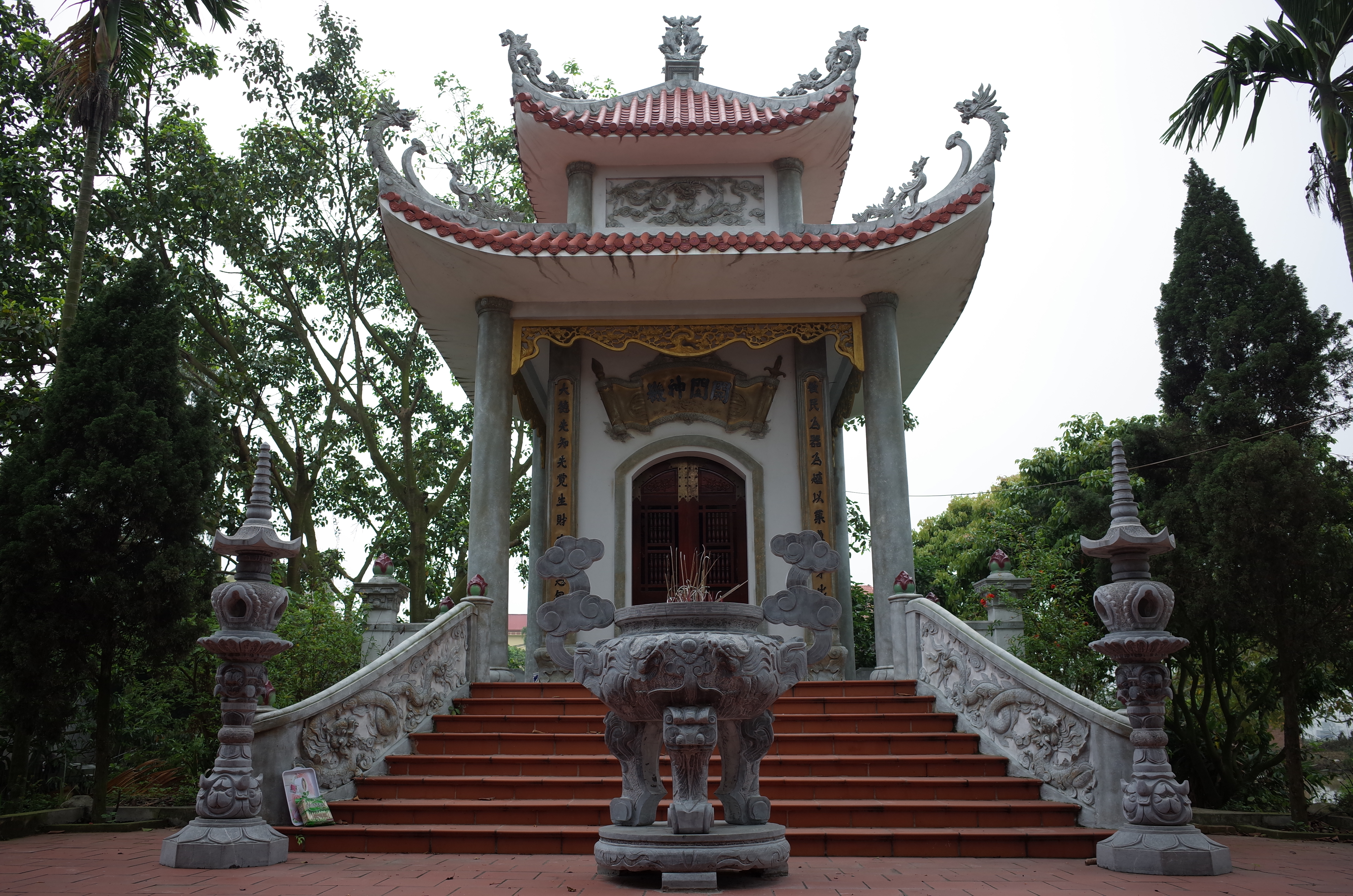
Mộ cụ tổ truyền nghề đúc đồng thôn Quảng Bố
  - Cổng tam quan Đình làng Quảng Bố
  - Thủy đình của đình làng Quảng Bố
  - Đình làng Quảng Bố
  - Cổng vào Lăng mộ cụ tổ truyền nghề đúc đồng thôn Quảng Bố
  - Mộ cụ tổ truyền nghề đúc đồng thôn Quảng Bố
- Am Trinh Nghĩa: tại thôn Tỳ Điện, xã Phú Hòa, huyện Lương Tài; thờ Hoàng phi Nguyễn Thị Kim, phi của vua Lê Chiêu Thống, dựng năm 1804, trùng tu lớn năm 1848.
- Khu di tích lịch sử văn hóa cấp nhà nước tại thôn Ngọc Quan, xã Lâm Thao, huyện Lương Tài.[11]

## Giao thông
Huyện Lương Tài có đường liên tỉnh chạy qua. Huyện Lương Tài cũng như tỉnh Bắc Ninh nói chung có điều kiện thuận lợi để phát triển giao thông vận tải. Huyện Lương Tài có các trục giao thông huyết mạch nhằm phát triển kinh tế xã hội là tỉnh lộ 280, 281, 284, 285 nối Lương Tài với Gia Bình, Thuận Thành (Bắc Ninh), Lương Tài với Cẩm Giàng (Hải Dương). Mạng lưới giao thông huyện Lương Tài chủ yếu là đường bộ, đường thủy. Nhiều đường ở nông thôn được nâng cấp và xây dựng mới, góp phần tích cực vào việc mở rộng thông thương, khai thác tiềm năng của huyện.

Một số tuyến đường, phố trên địa bàn huyện Lương Tài
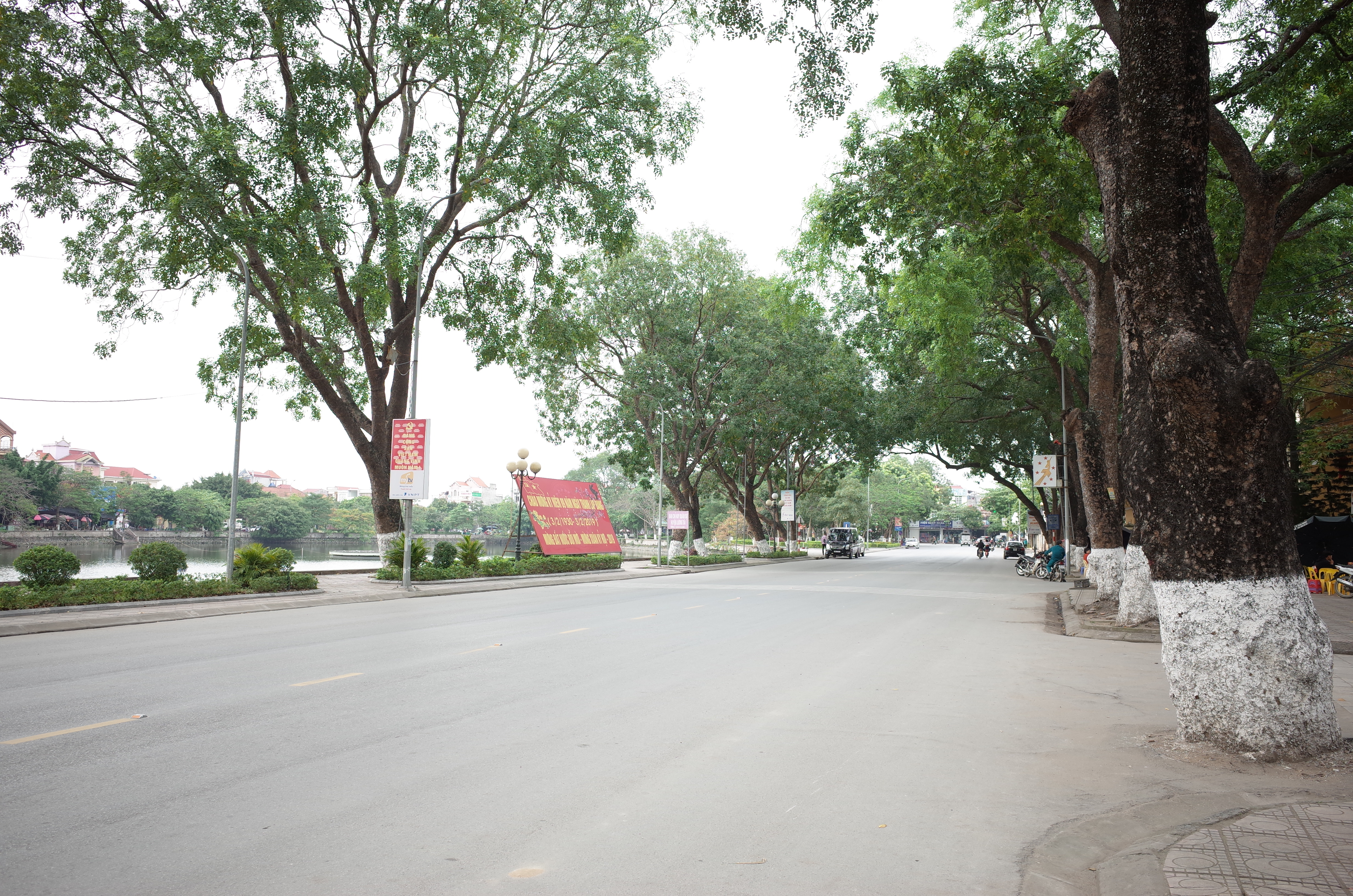
Một đoạn đường Lý Thái Tổ, gần Trung tâm văn hóa - thể thao huyện Lương Tài
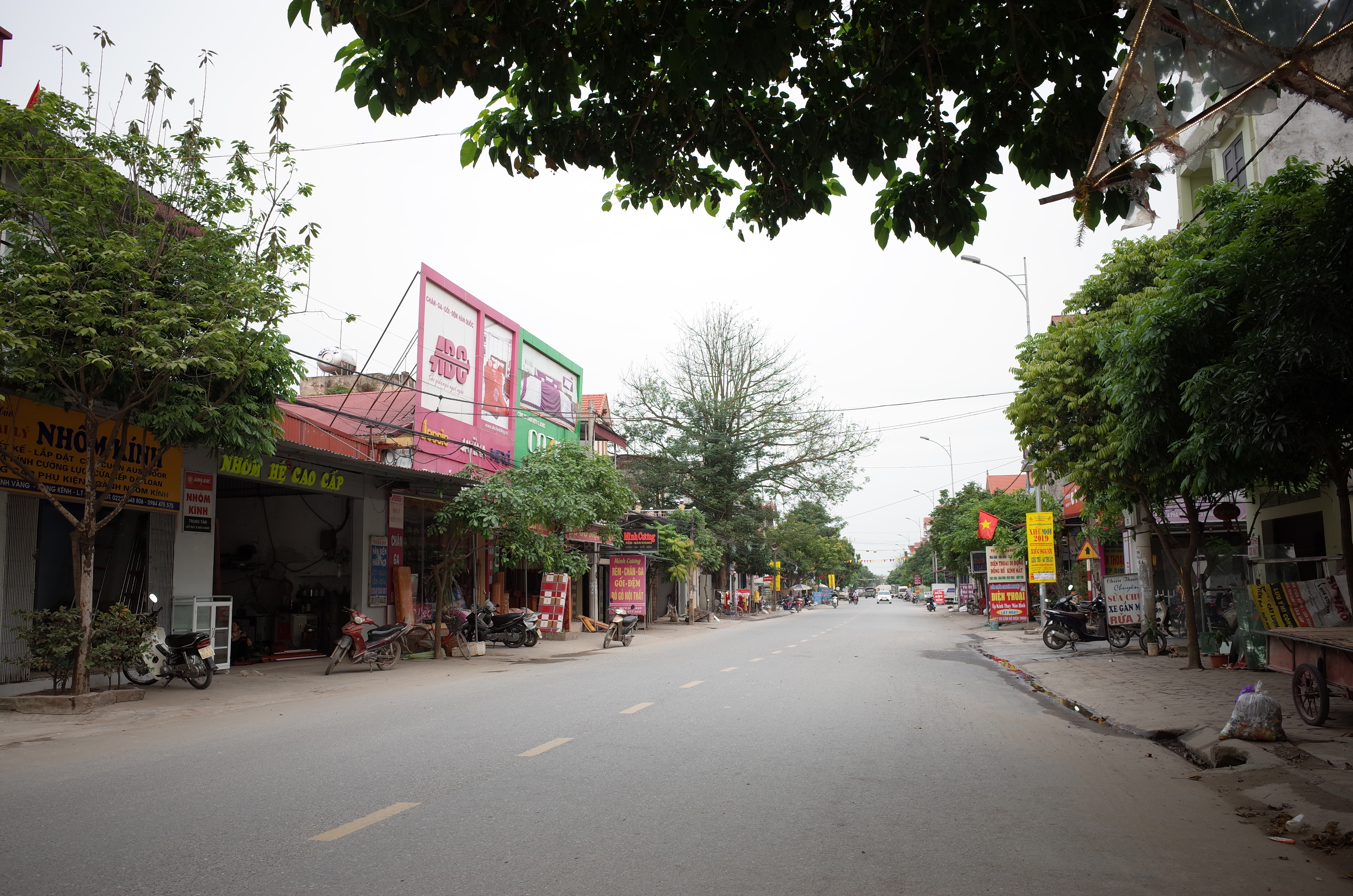
Một góc phố Kênh Vàng, xã Trung Kênh
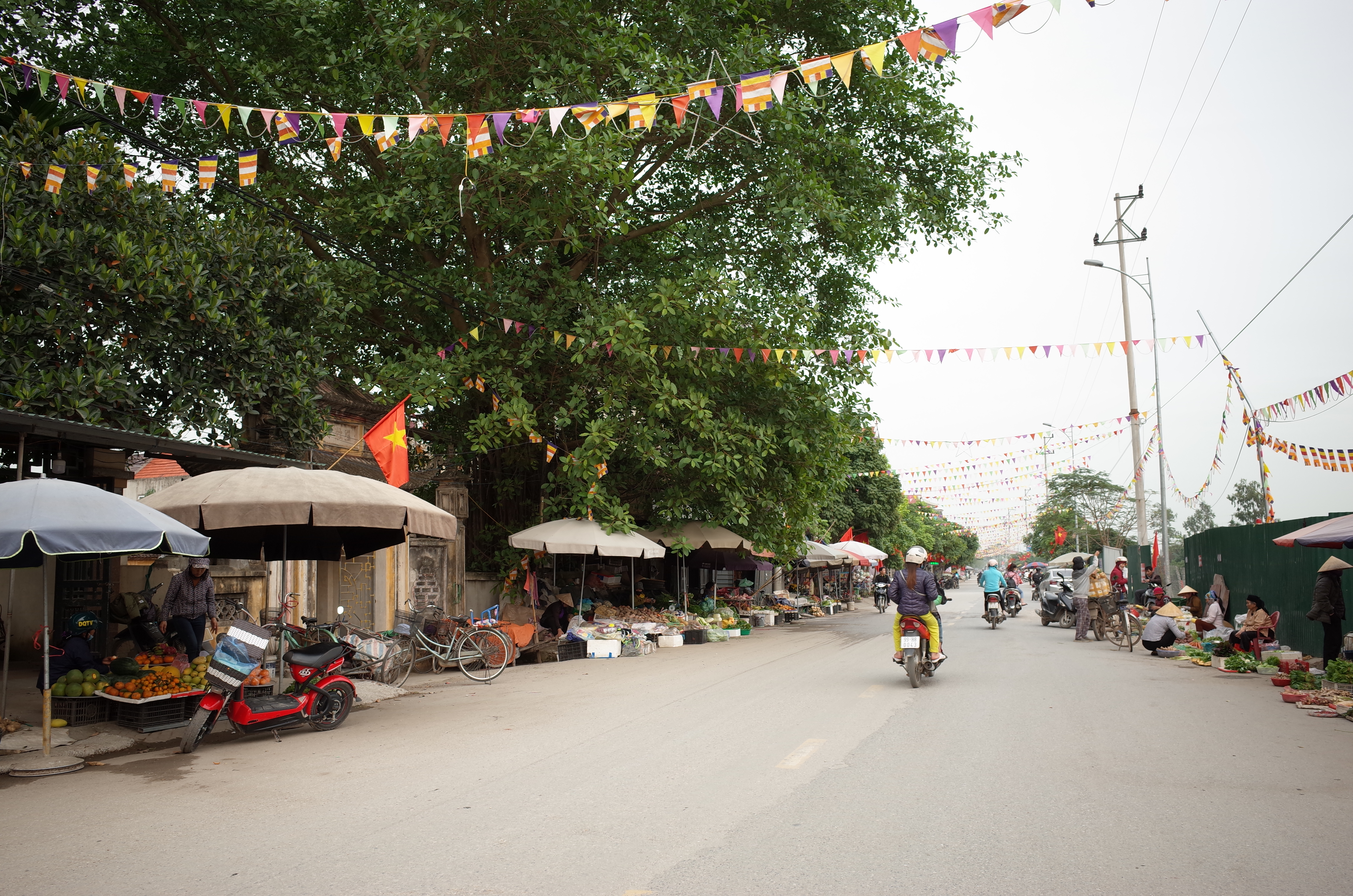
Một phần đường 281 đoạn qua Cầu Đò, thôn Cường Tráng, xã An Thịnh
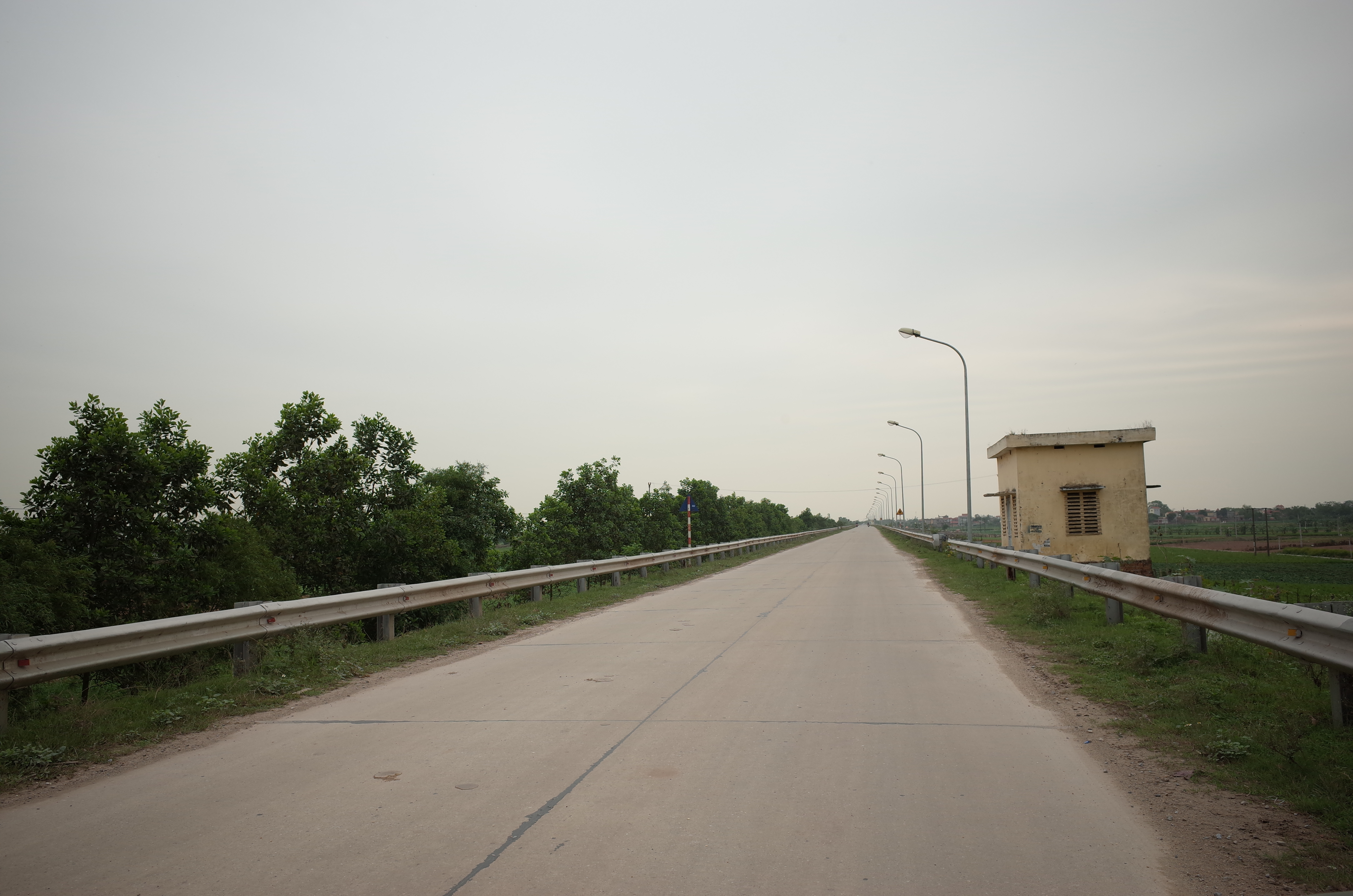
Đường đê sông Thái Bình, đoạn qua thôn Bồng Lai, xã Lai Hạ
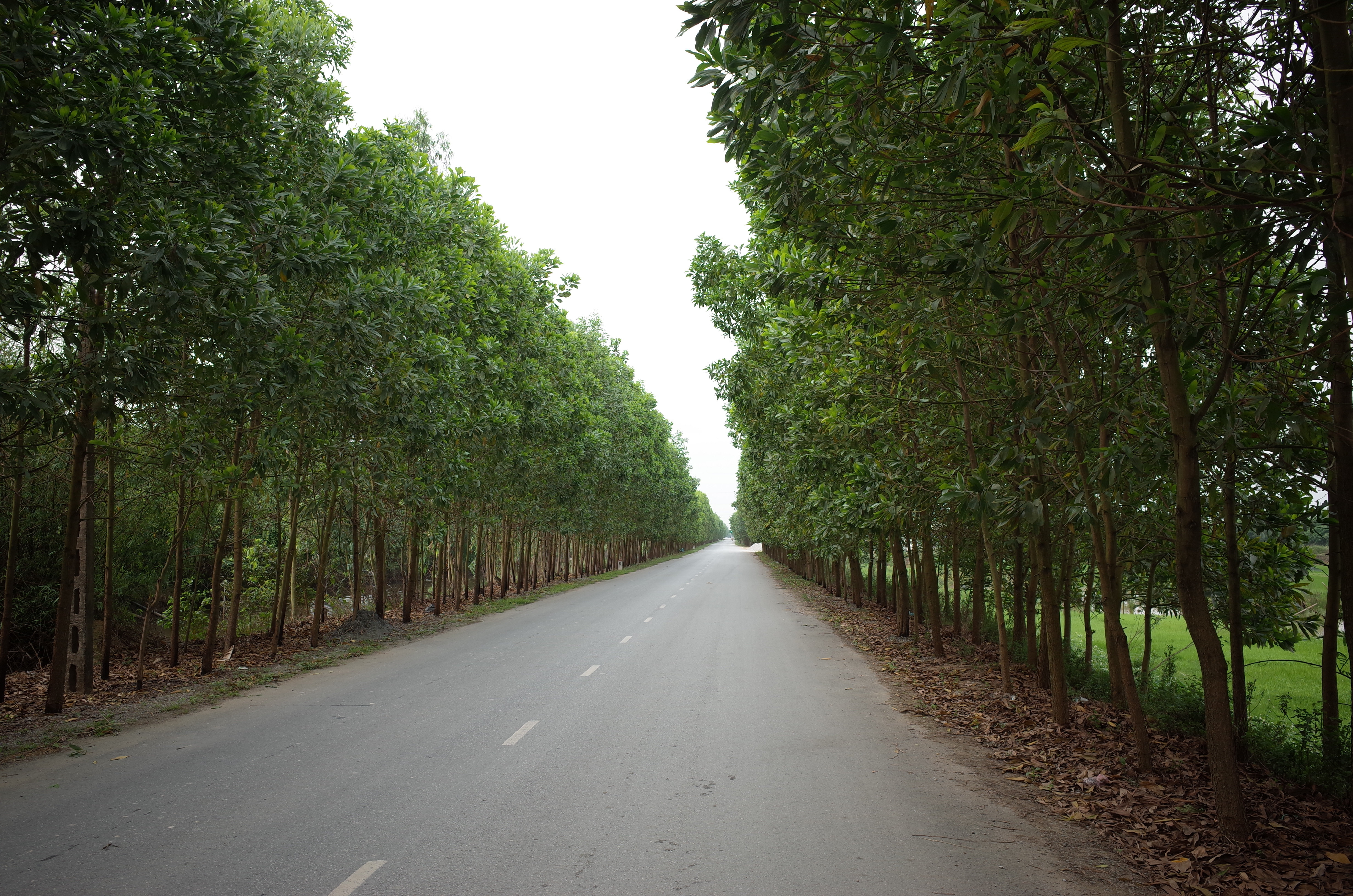
Một phần đường 285, đoạn qua xã Phú Hòa

## Danh nhân
Huyện Lương Tài là quê hương của các danh nhân nổi tiếng như Hàn Thuyên, Vũ Giới, Phạm Quang Tiến, Nguyễn Quốc Đông, Nguyễn Thị Kim, Vũ Miên, Vũ Trinh, Hoàng Sĩ Khải, Nguyễn Bạt Tuỵ... Danh nhân Hàn Thuyên là danh nhân tiêu biểu của huyện Lương Tài nói riêng, tỉnh Bắc Ninh nói chung. Đền thờ ông đặt tại quê hương ông - thôn Lai Hạ, xã Lai Hạ, huyện Lương Tài, tỉnh Bắc Ninh. Ông là danh nhân nổi tiếng của Việt Nam thời nhà Trần. Hiện nay, tên của ông được đặt cho nhiều đường ở Hà Nội, TP.Hồ Chí Minh, Bắc Ninh… và nhiều trường học, nhà xuất bản cũng mang tên ông. Tuy nhiên, tiểu sử và cuộc đời của ông đến nay vẫn là một ẩn số. Ông nổi tiếng với bài "Văn tế Cá sấu" kỳ lạ của mình.

Đền thờ danh nhân Hàn Thuyên ở xã Lai Hạ, huyện Lương Tài
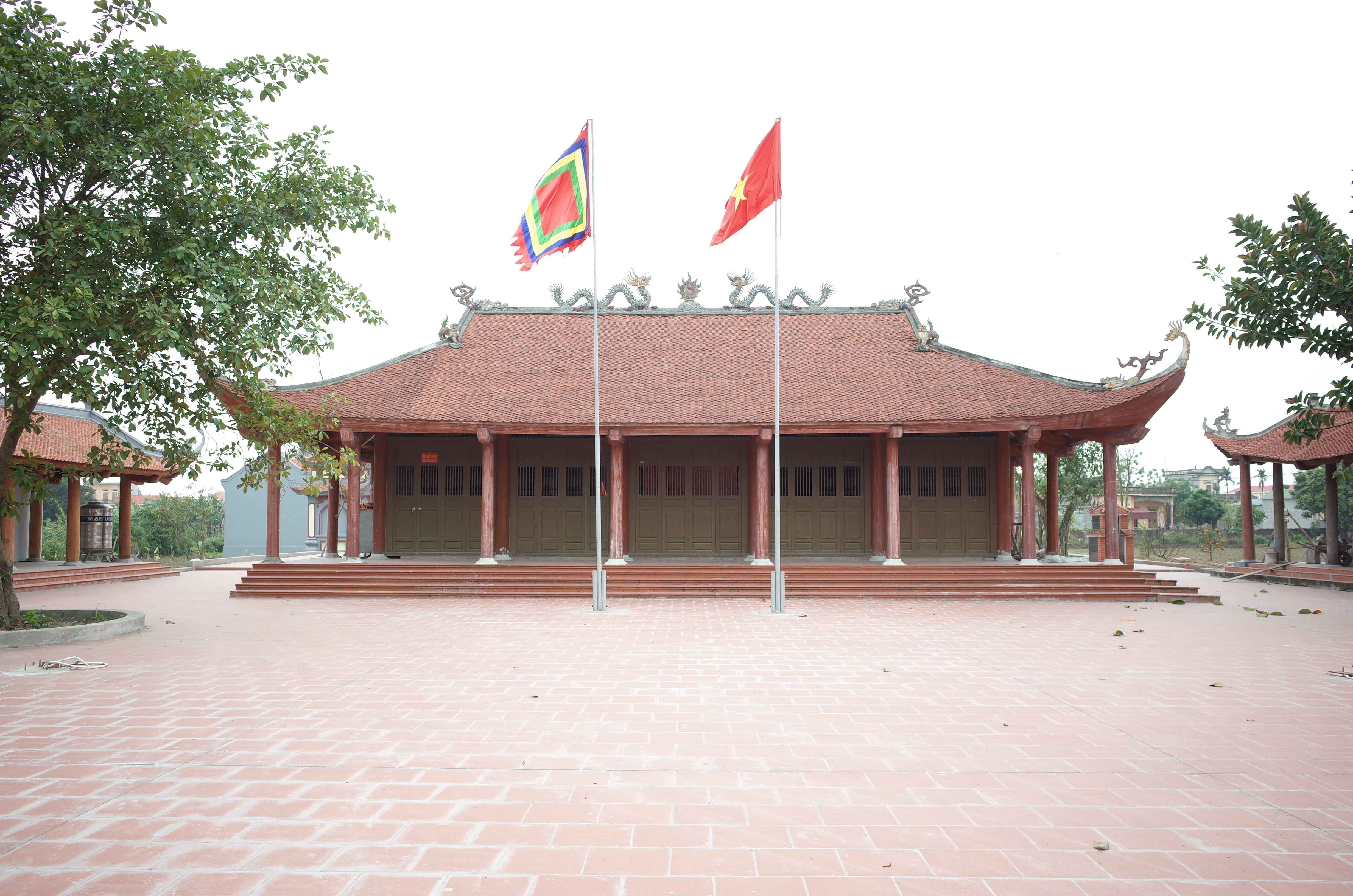
Đền phía trước trong khu đền thờ danh nhân Hàn Thuyên
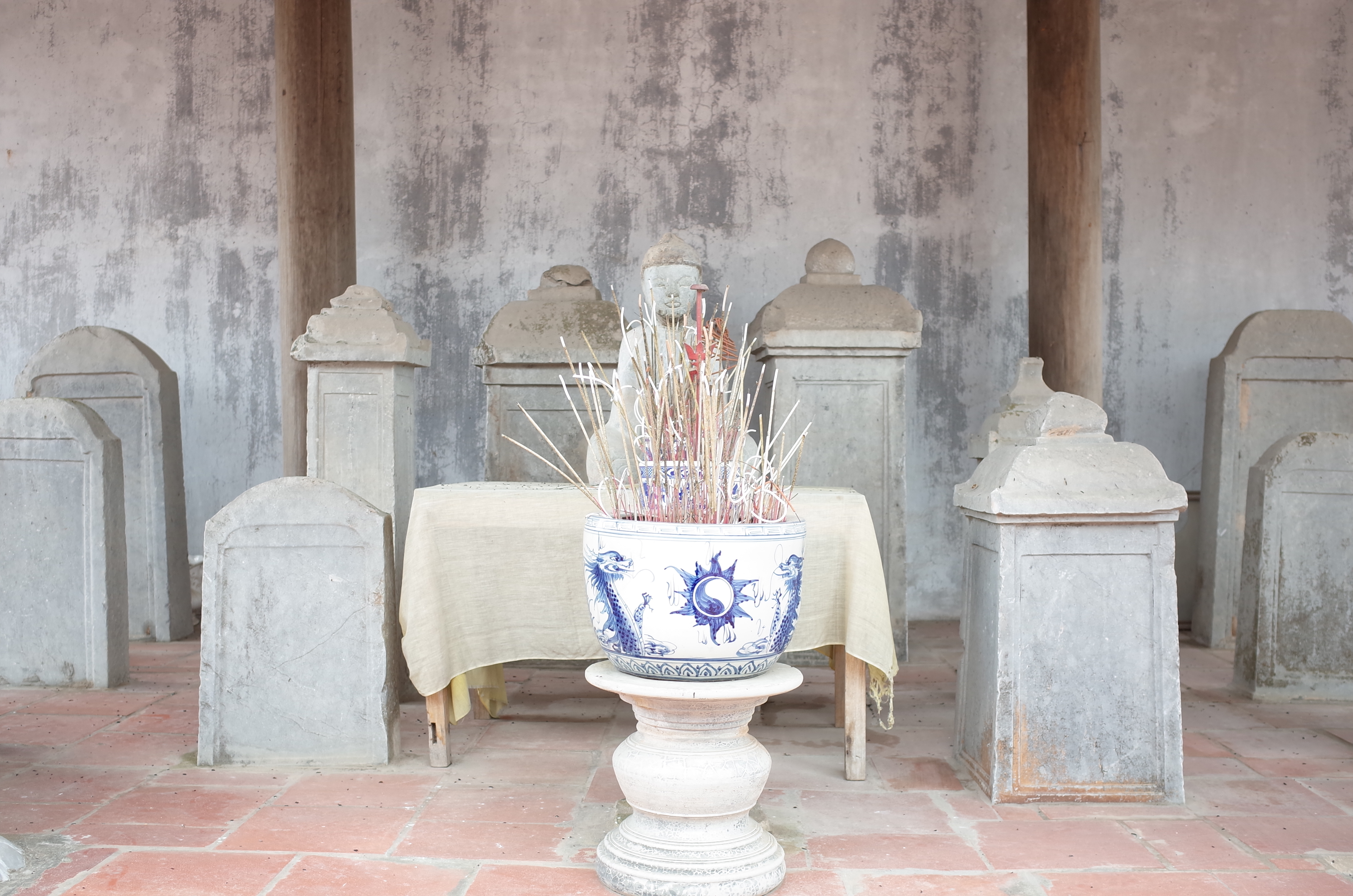
Tượng và bia đá cổ tại đền thờ danh nhân Hàn Thuyên
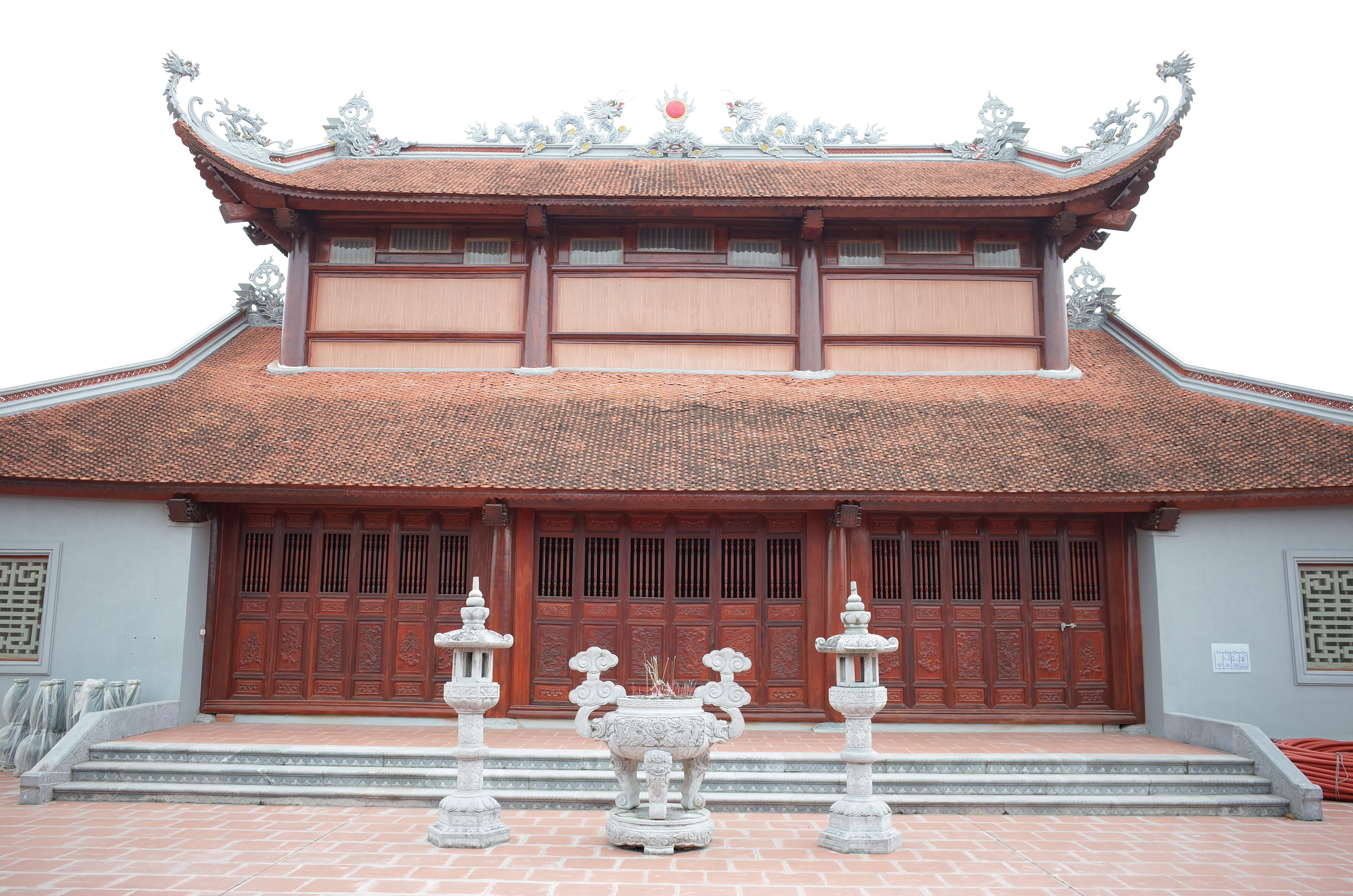
Đền phía sau trong khu đền thờ danh nhân Hàn Thuyên

Văn tế cá sấu
Ngặc ngư kia hỡi! Mày có hay!
Biển Đông rộng rãi là nơi này
Phù Lương đây thuộc về thánh vực
Lạc lối đâu mà lại đến đây
Há chẳng nhớ rằng nước Việt xưa
Dân quen chài lưới chẳng tay vừa
Đời Hùng vẽ mình vua từng dạy
Xuống nước giao long cũng phải chừa
Thánh thần nối dõi bản triều nay
Dấy từ Hải ấp ngôi trời thay
Võ công lừng lẫy bốn phương tịnh
Biển lặng sông trong mới có rày
Hùm thiêng xa dấu dân cày cấy
Nhân vật đều yên đâu ở đấy
Ta vâng đế mạng bảo cho mày
Hãy vào biển khơi mà vùng vẫy...

## Hình ảnh

### Cơ sở hạ tầng

Một số công trình công cộng trên địa bàn huyện Lương Tài
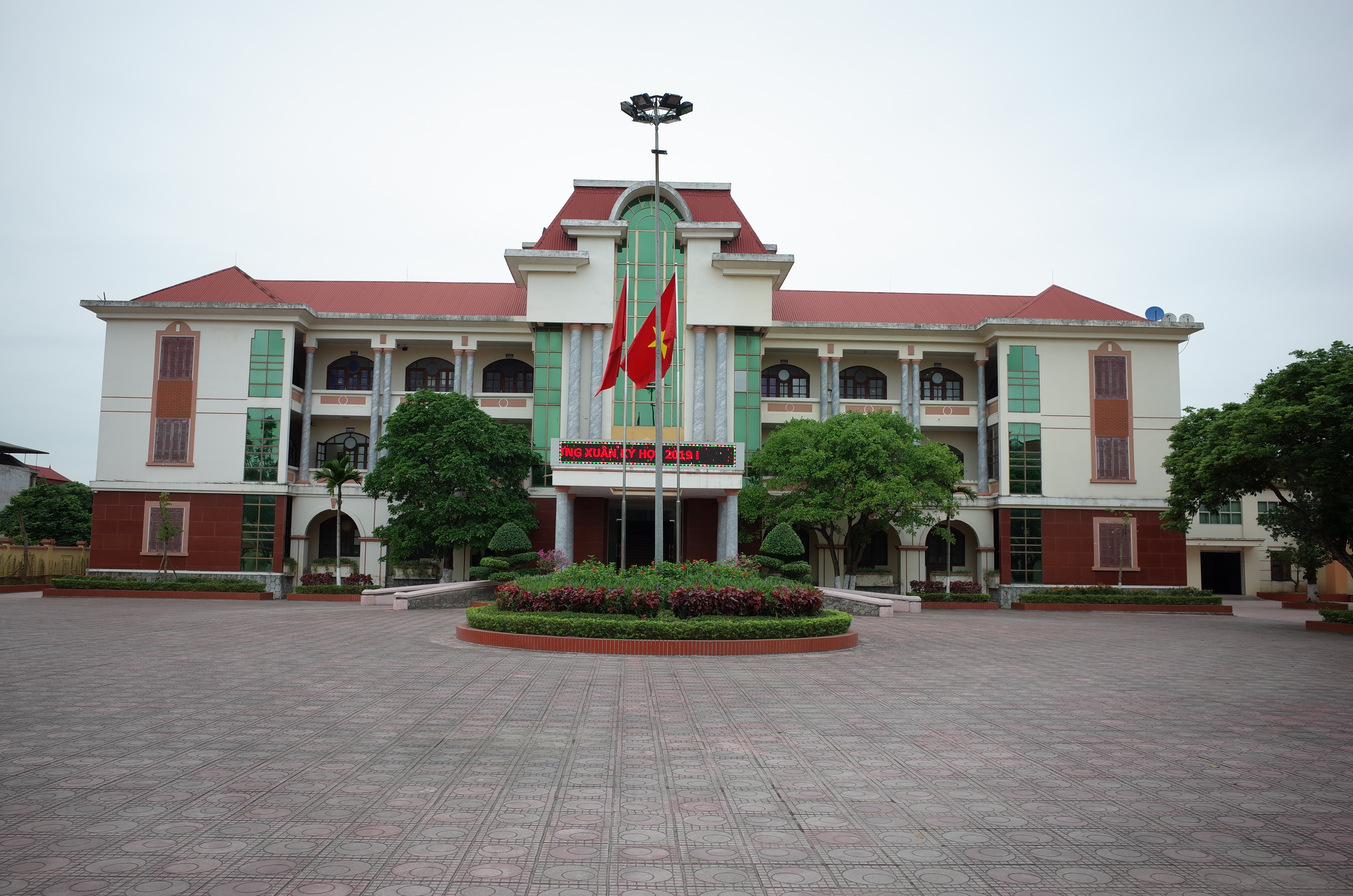
Huyện ủy huyện Lương Tài
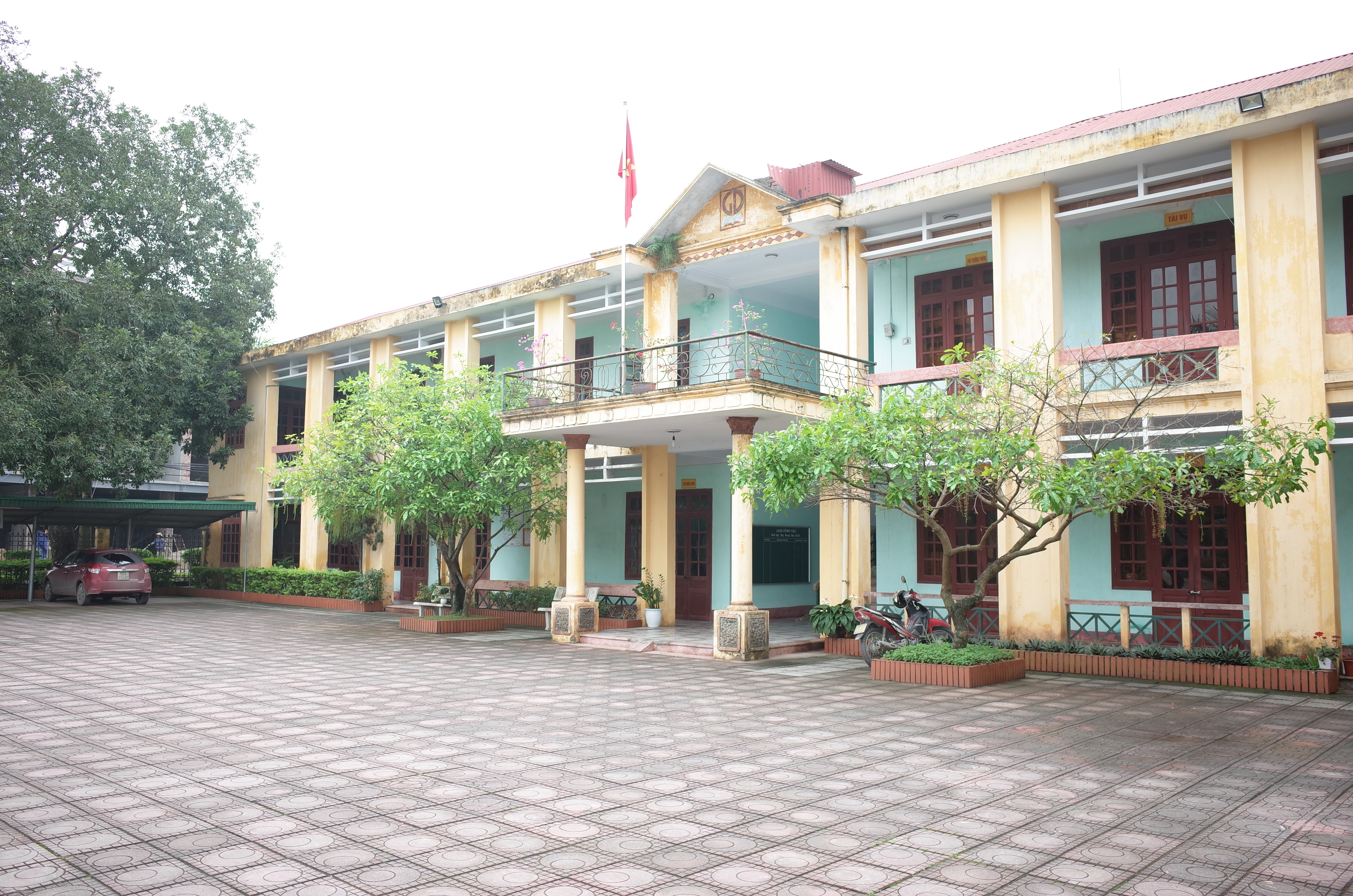
Phòng Giáo dục và đào tạo huyện Lương Tài
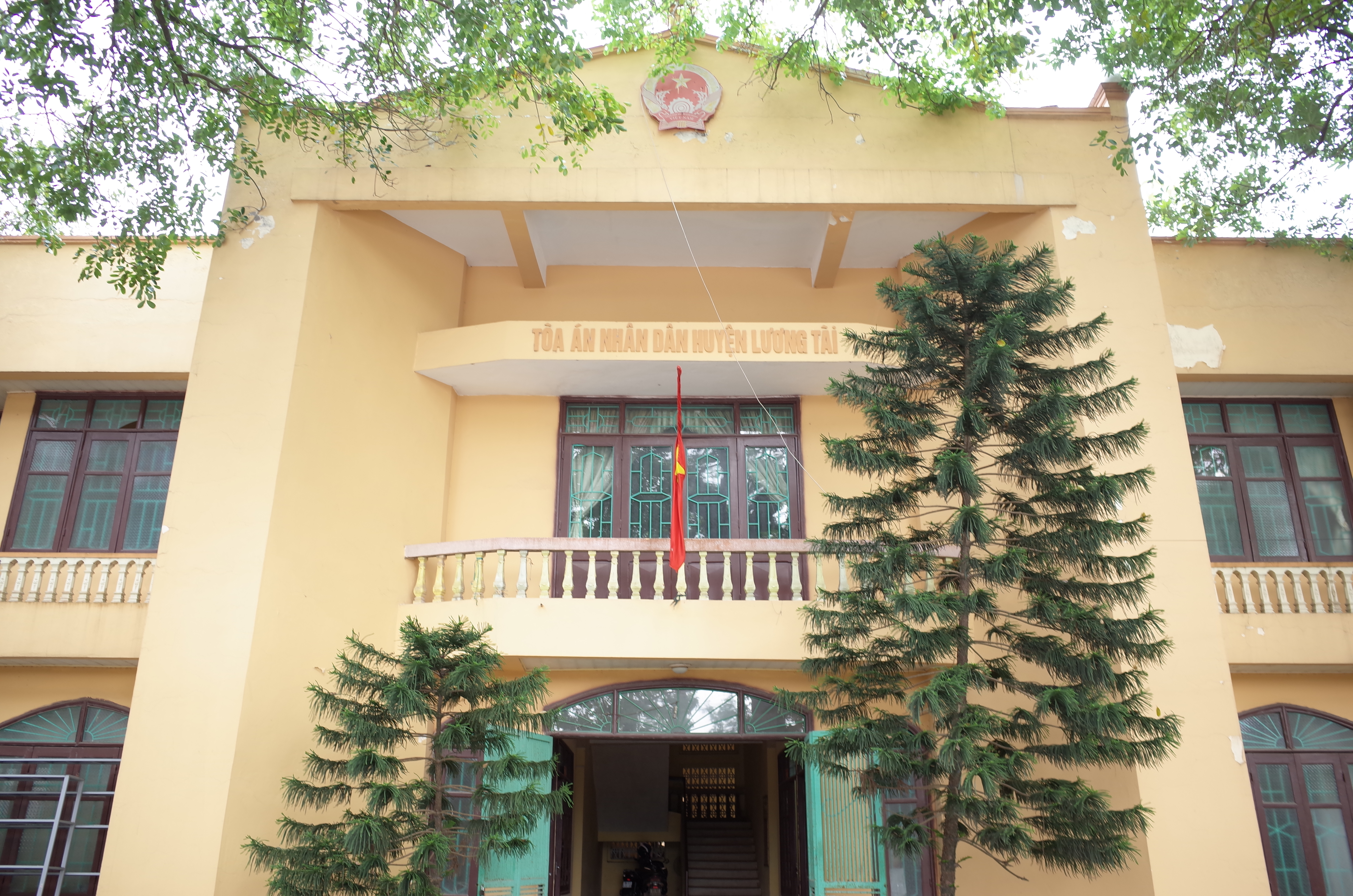
Tòa án nhân dân huyện Lương Tài
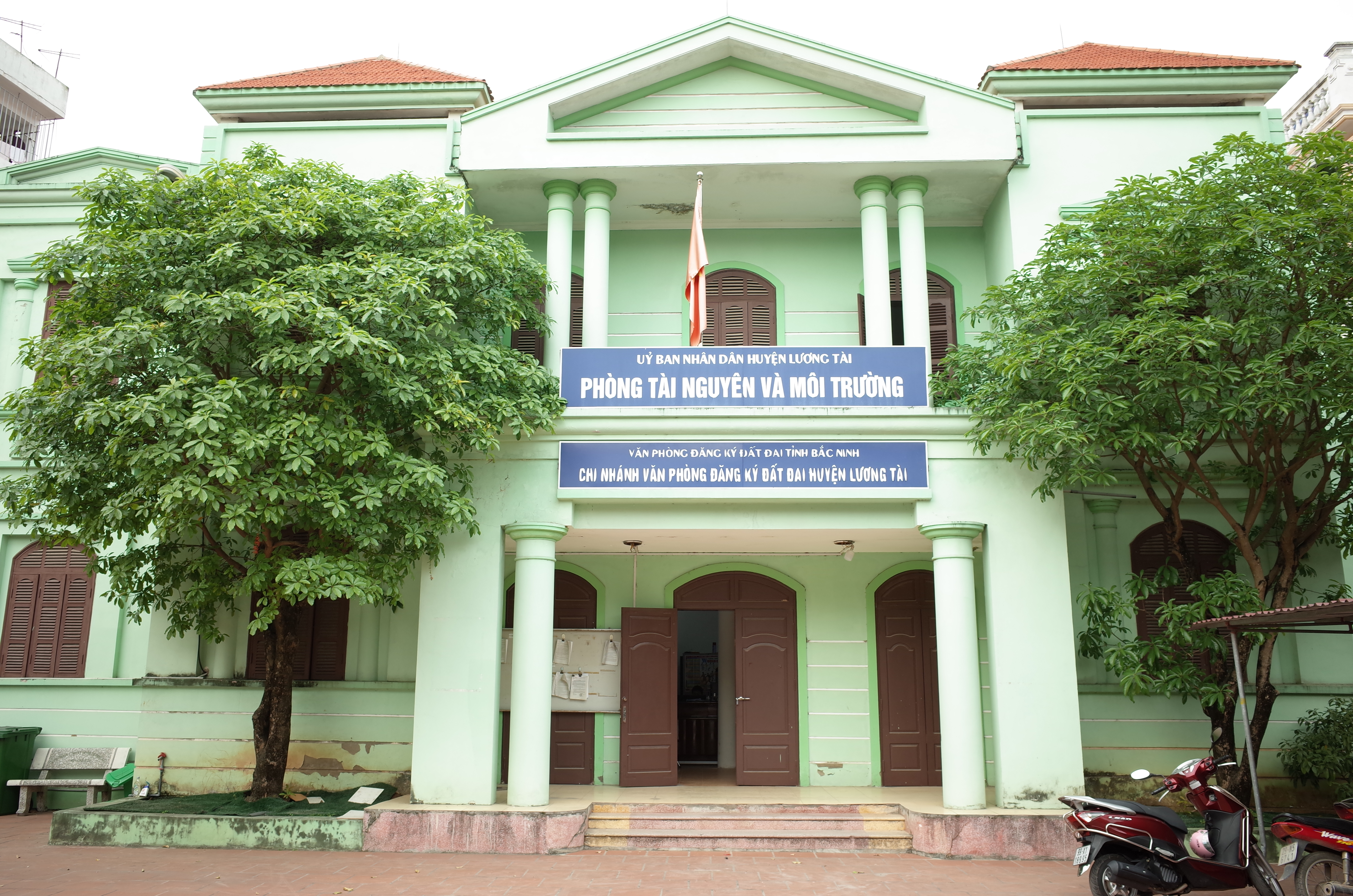
Phòng tài nguyên và môi trường huyện Lương Tài
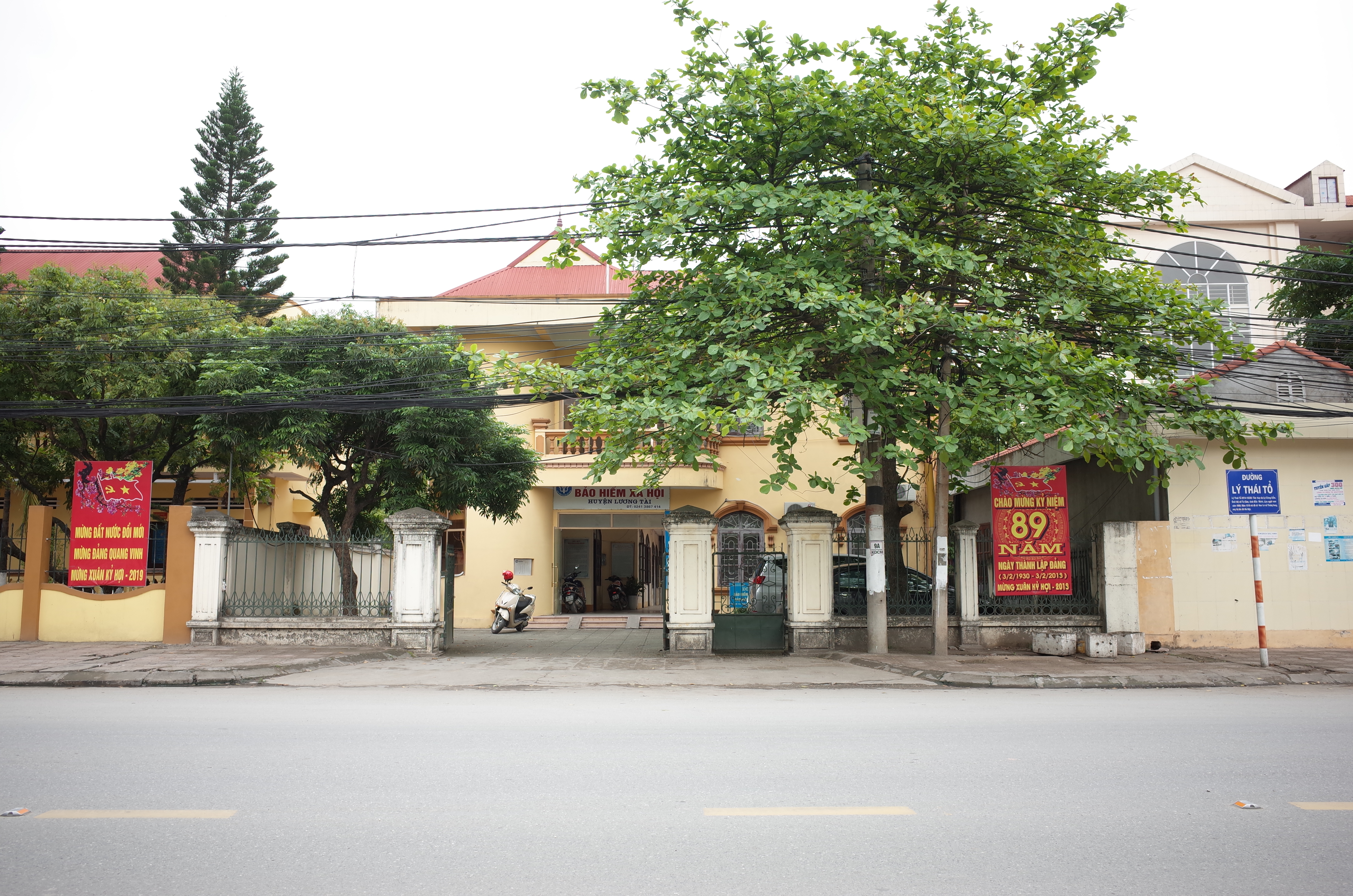
Bảo hiểm xã hội huyện Lương Tài

Các tuyến đường, phố trên địa bàn huyện Lương Tài
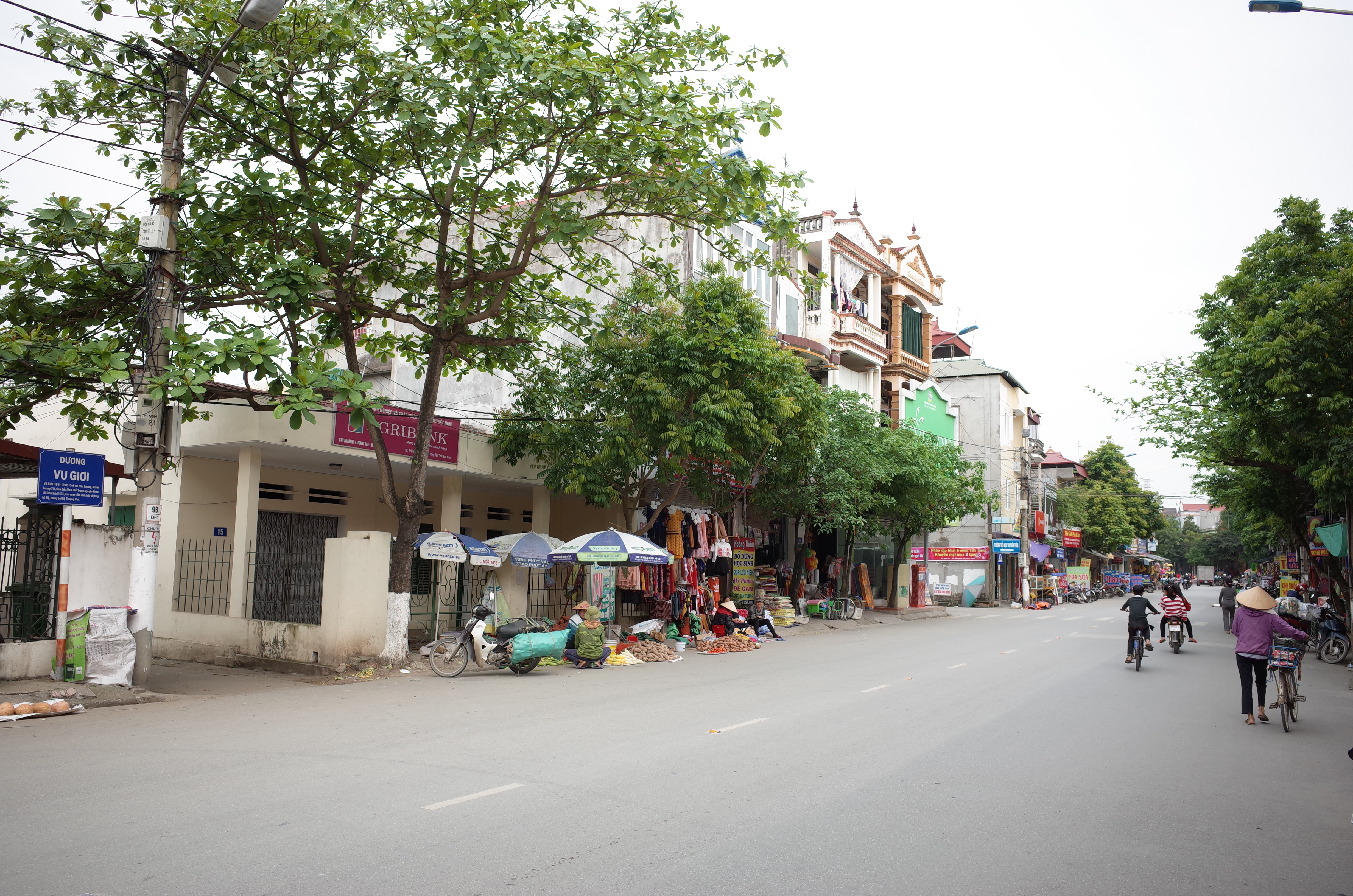
Đoạn đầu đường Vũ Giới, gần Trung tâm hành chính công huyện Lương Tài
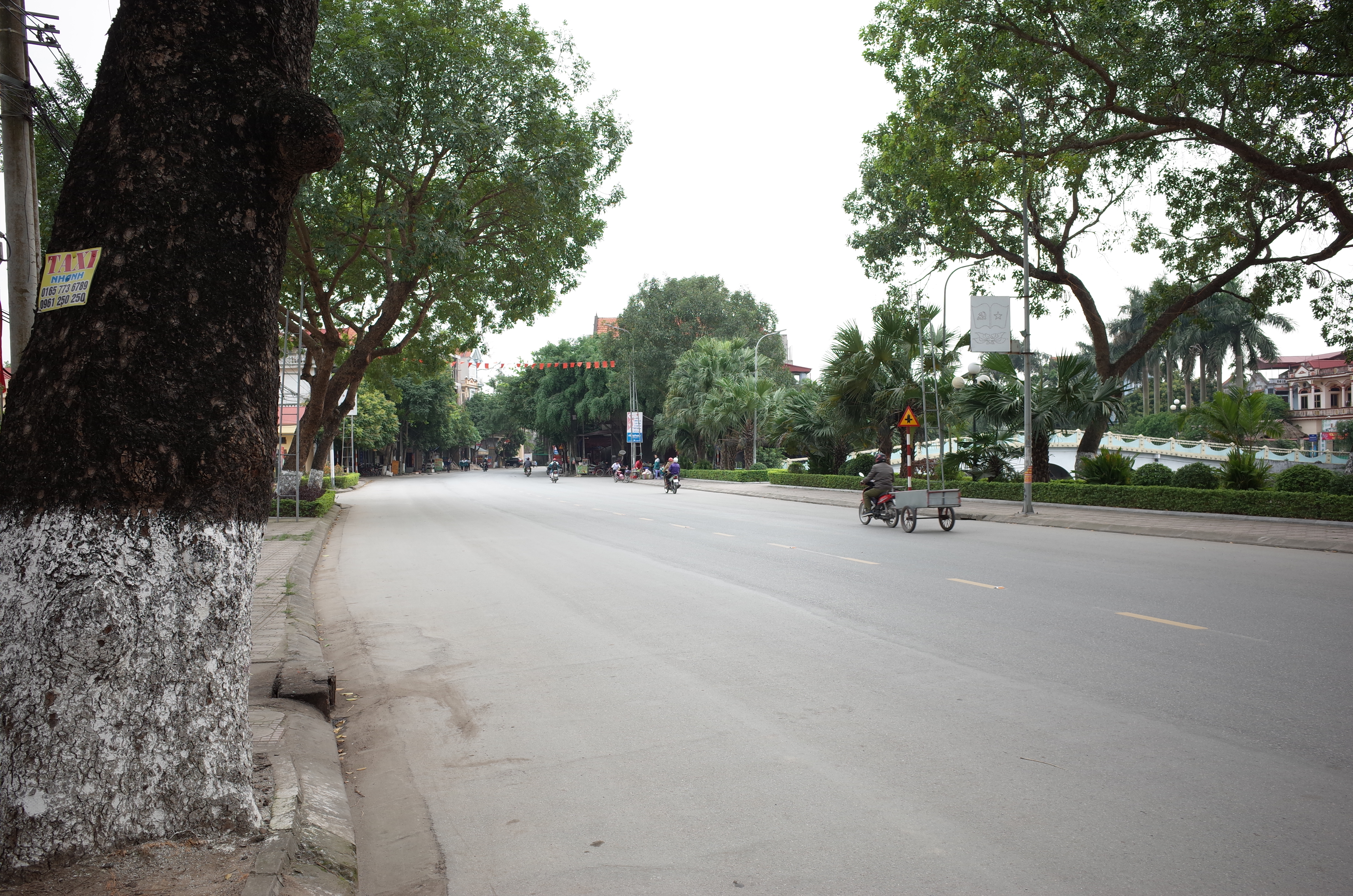
Một đoạn đường Lý Thái Tổ, gần Trung tâm văn hóa - thể thao huyện Lương Tài
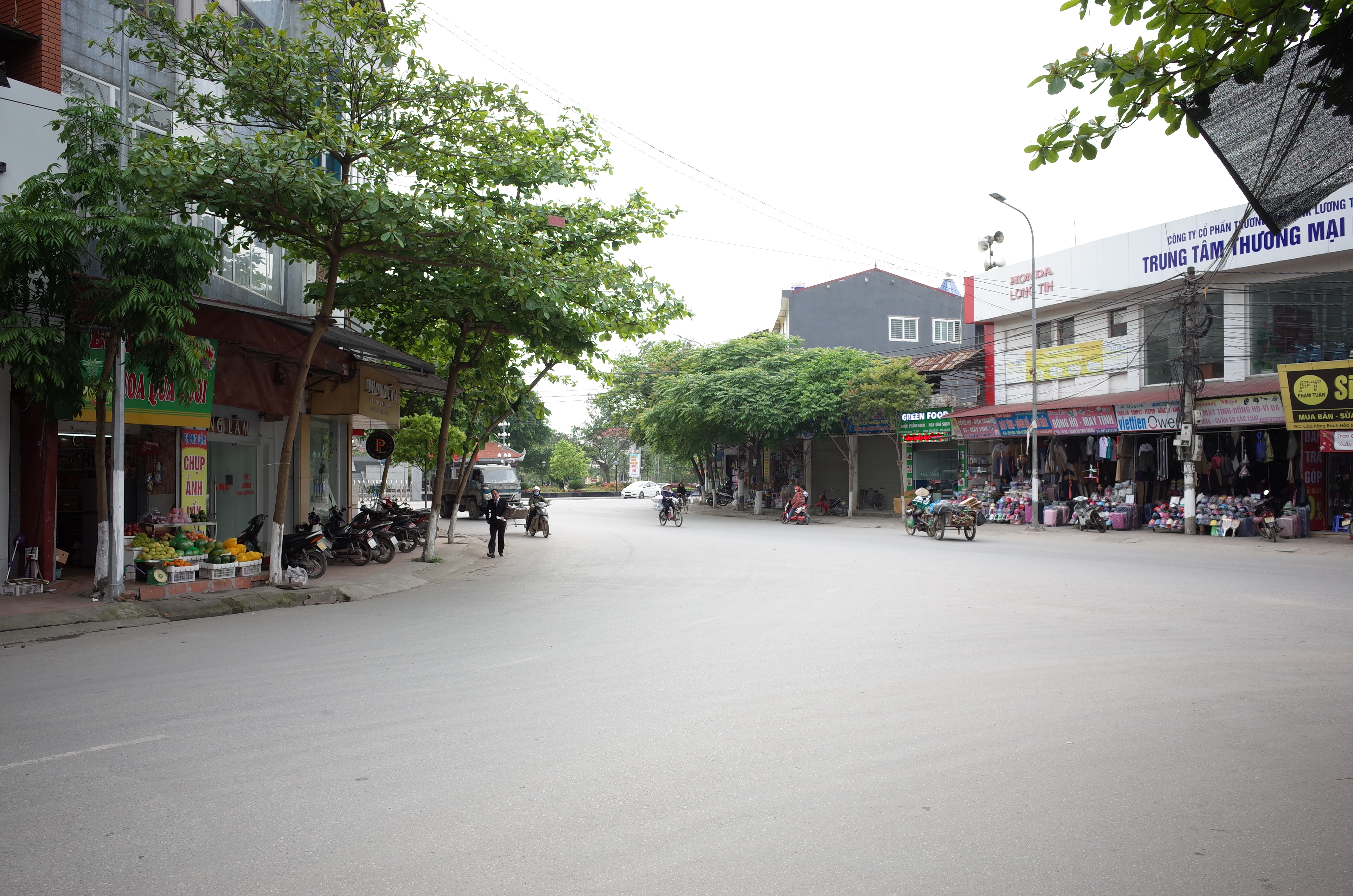
Ngã tư đường Lý Thái Tổ - Hàn Thuyên - Vũ Giới, thị trấn Thứa
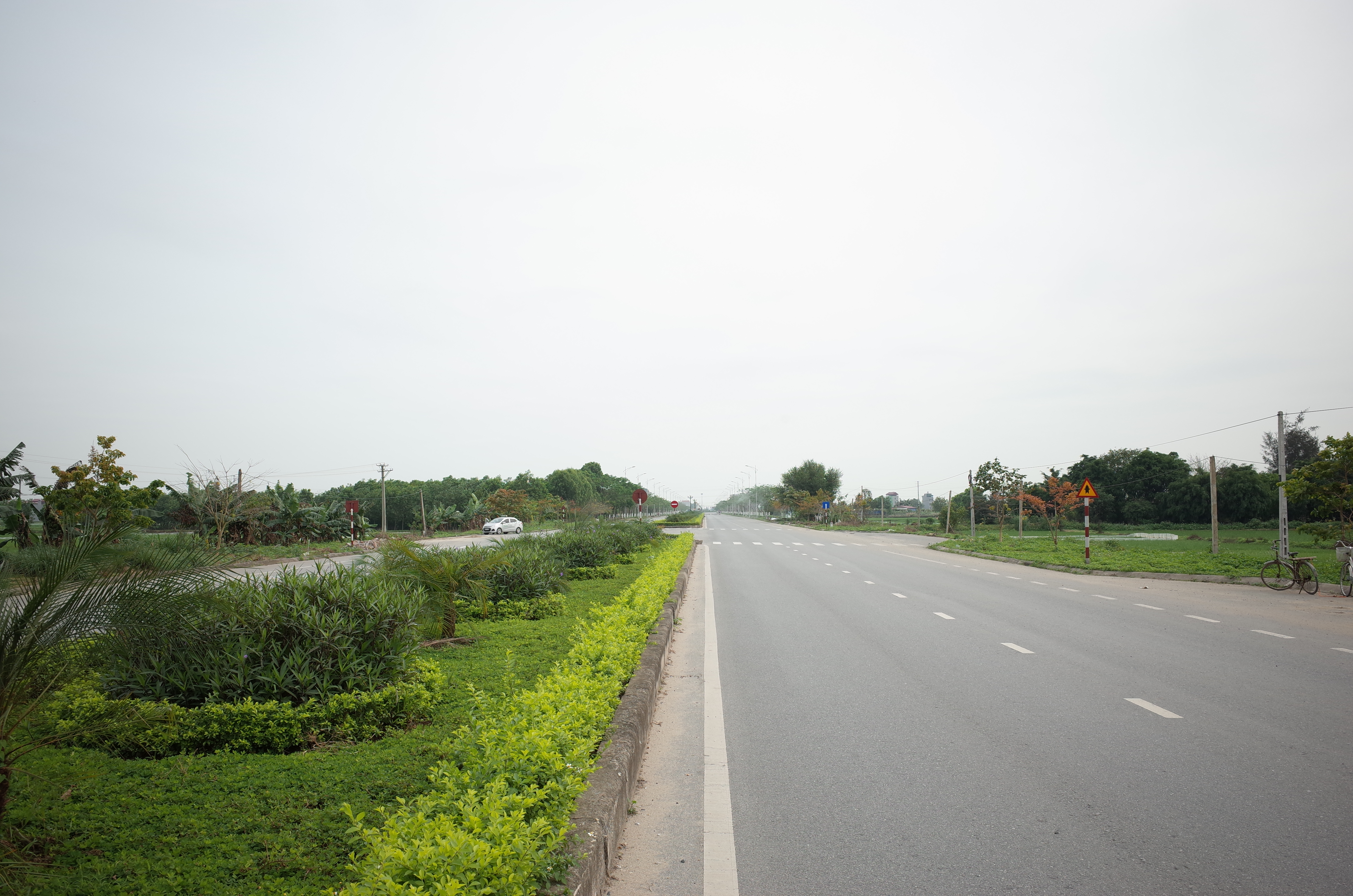
Một đoạn đường Nguyễn Văn Cừ, đoạn thuộc thị trấn Thứa
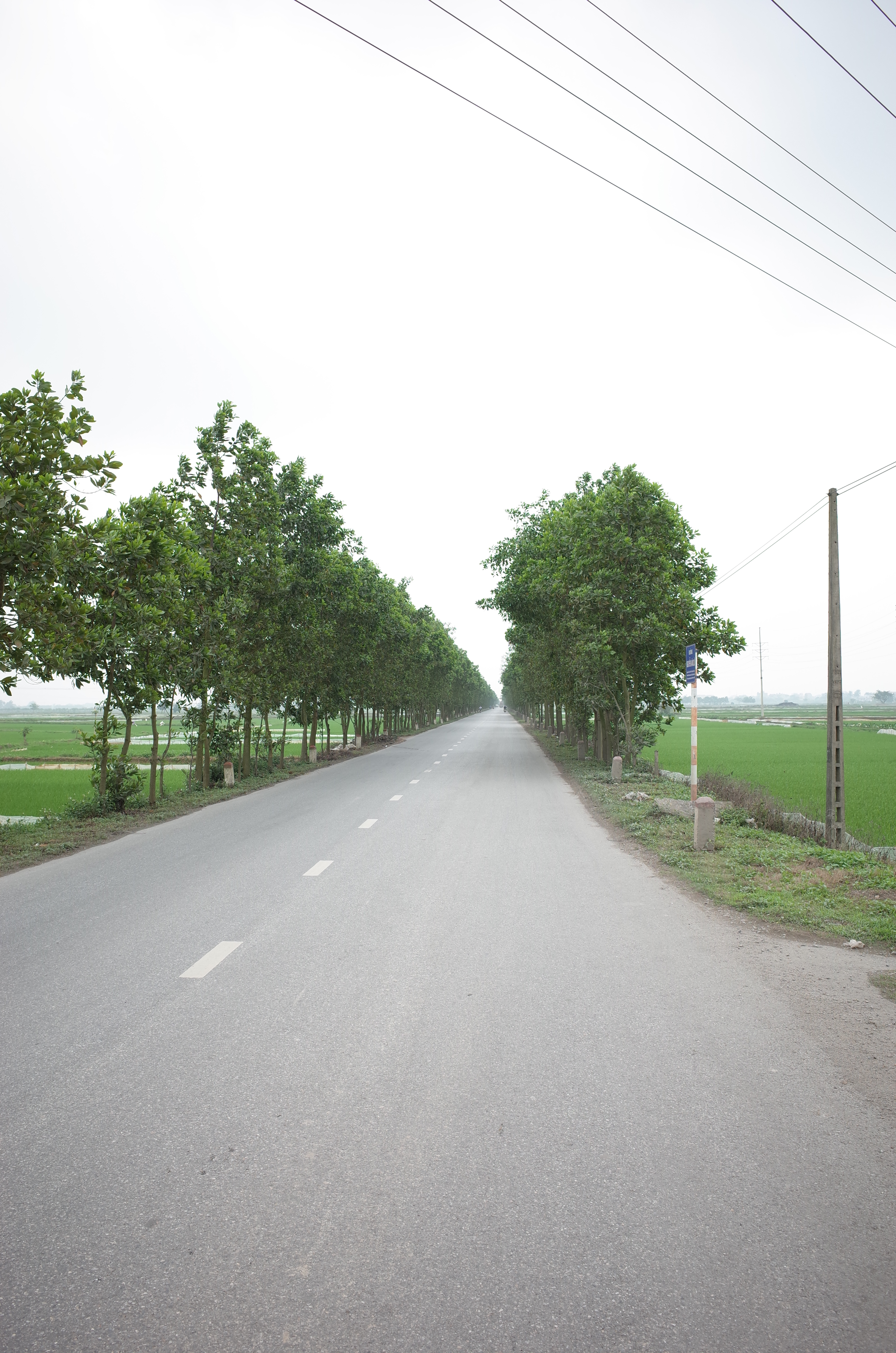
Đường đi xã Bình Định từ thị trấn Thứa
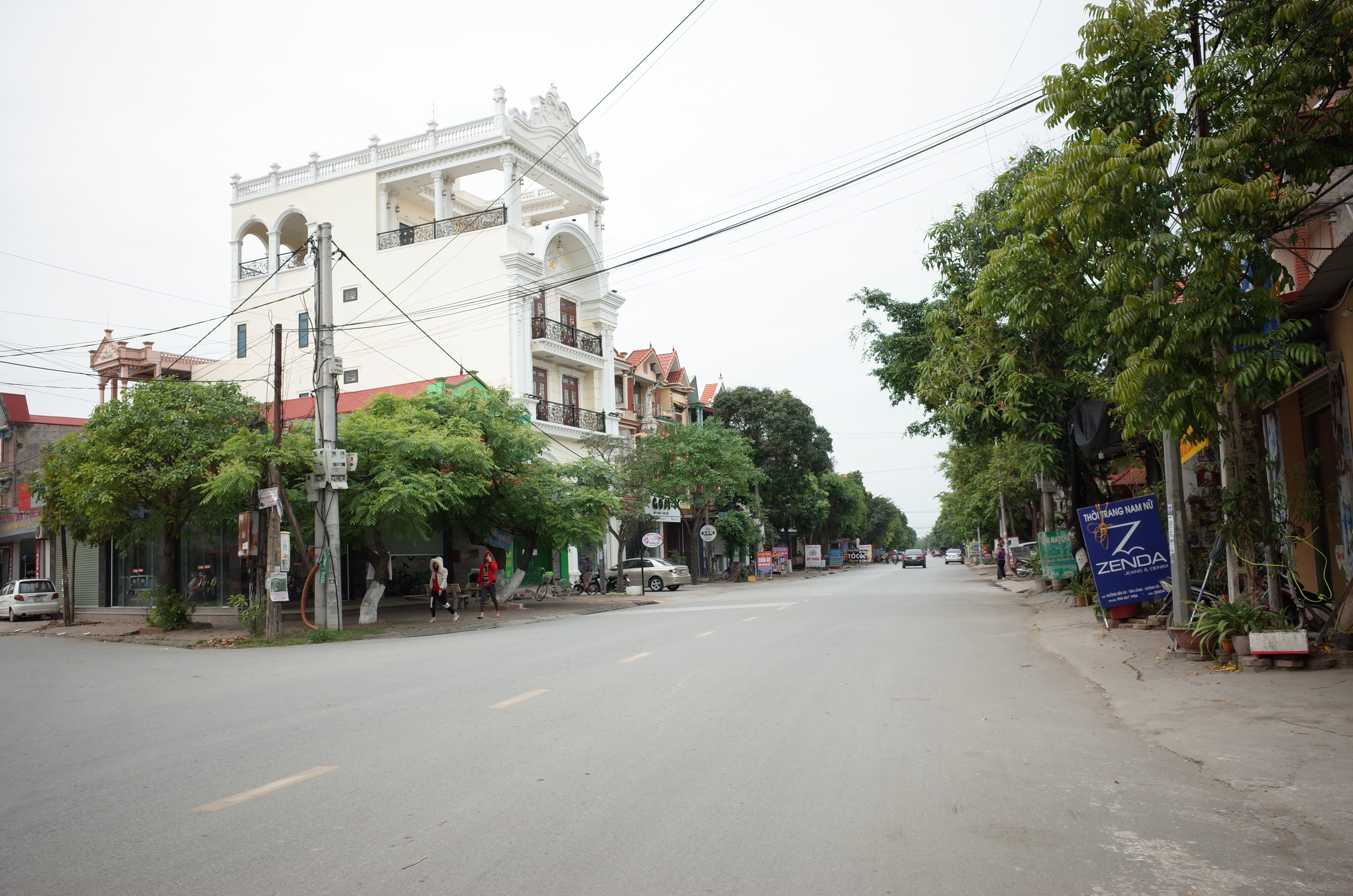
Một phần đường Bến Xe, xã Tân Lãng
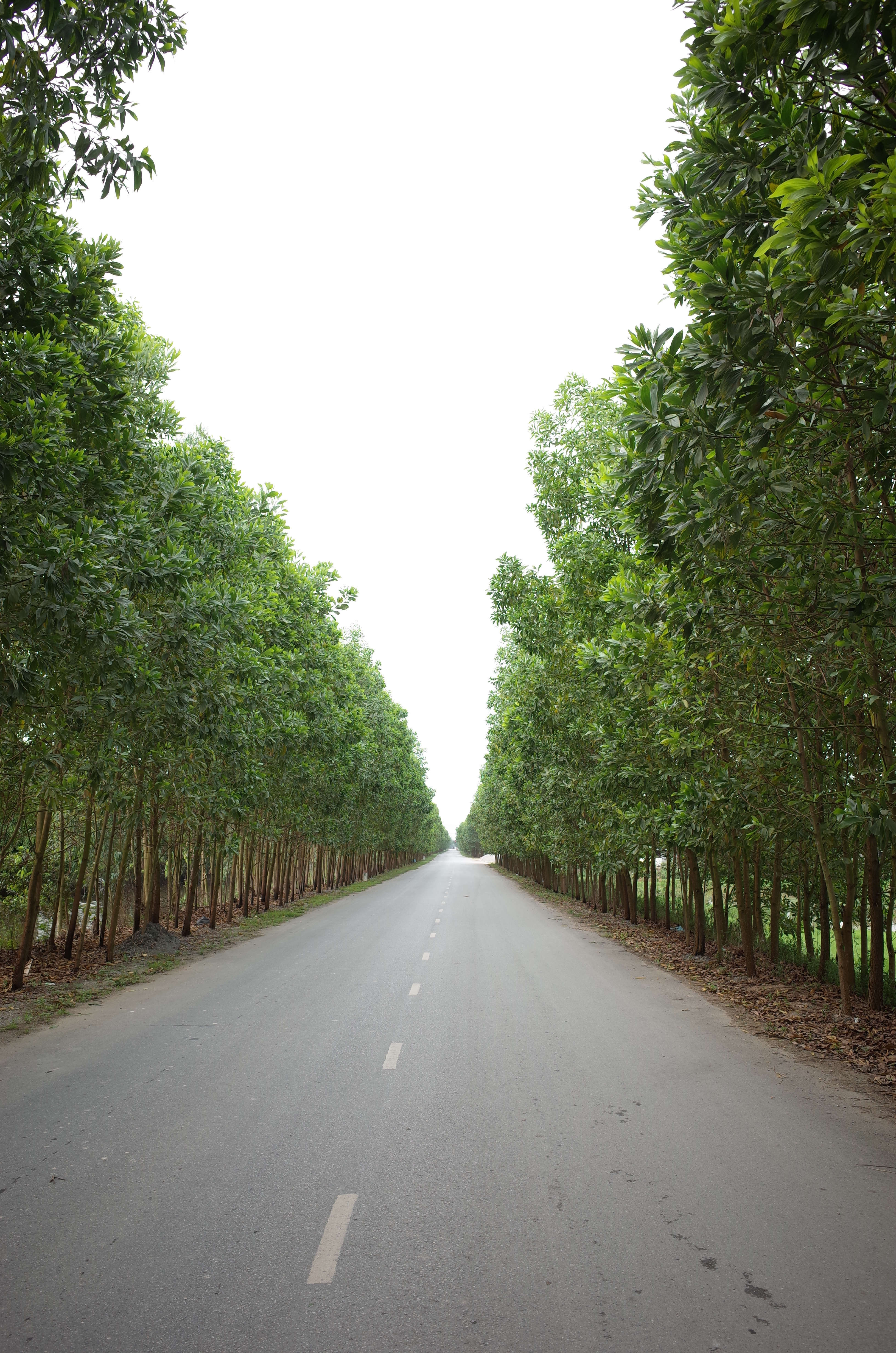
Một phần đường 285, đoạn qua xã Phú Hòa
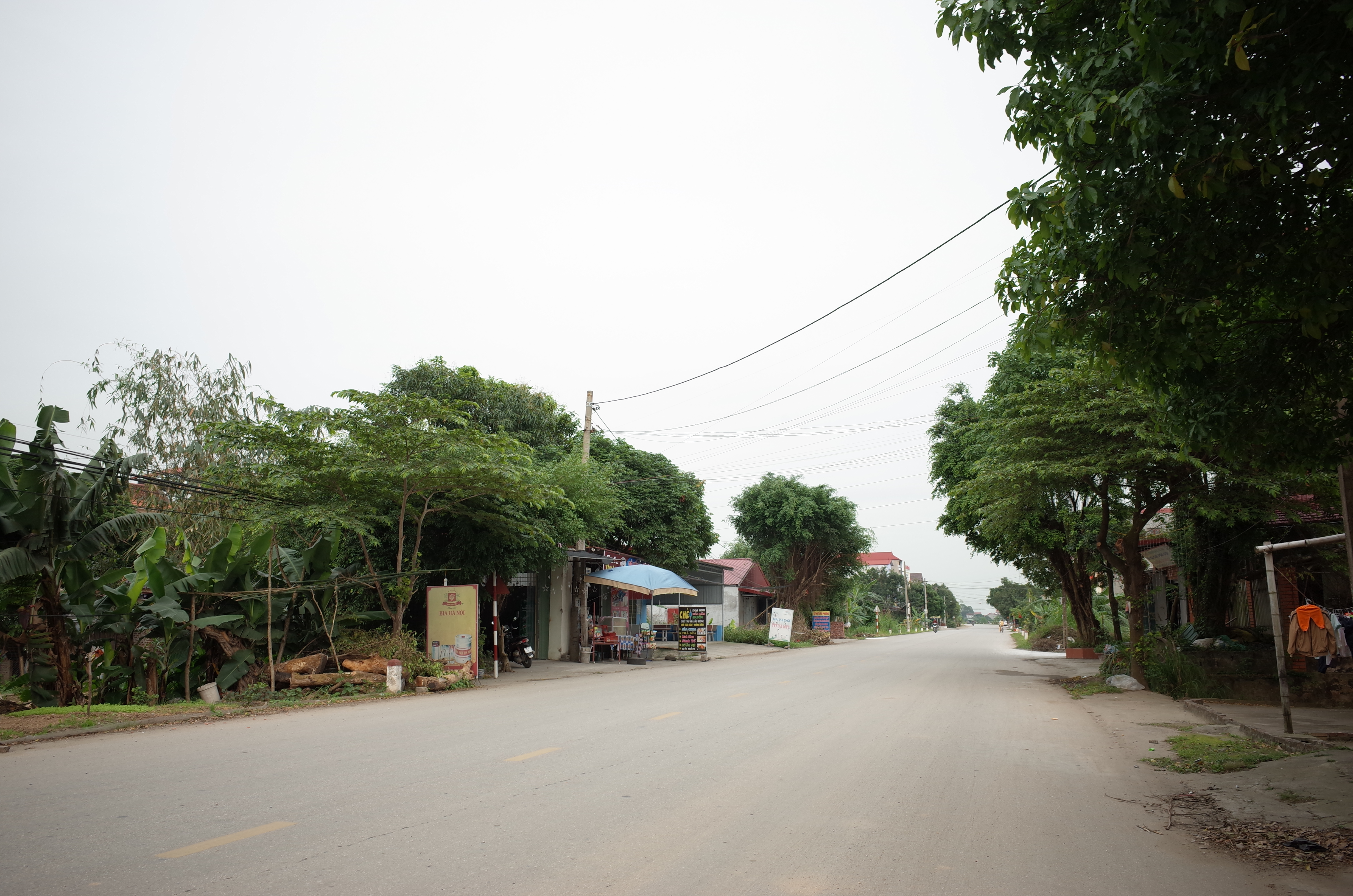
Một phần đường 281, đoạn qua Phố Phương, xã Phú Hòa
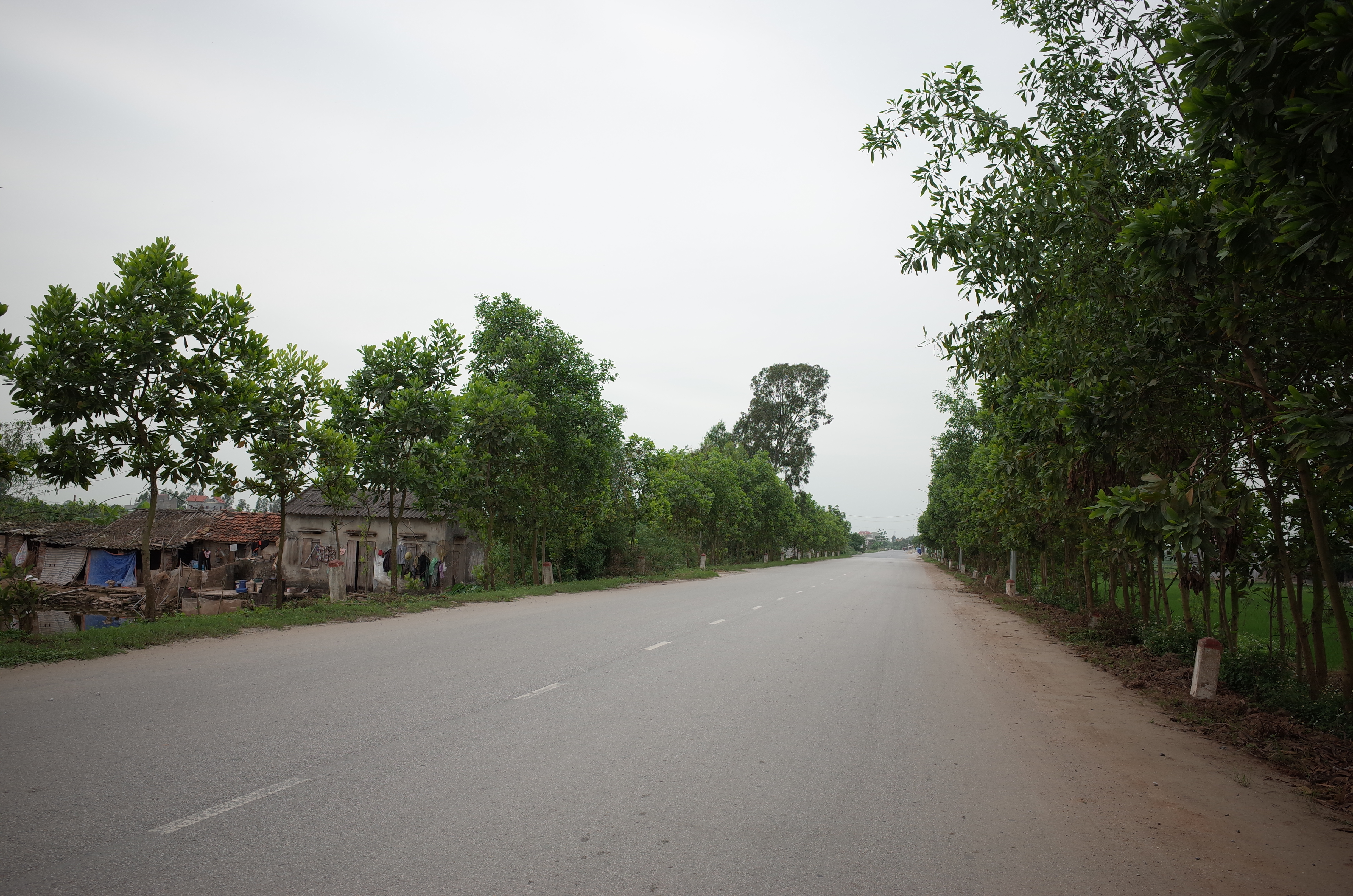
Một phần đường 285, đoạn gần xã Mỹ Hương
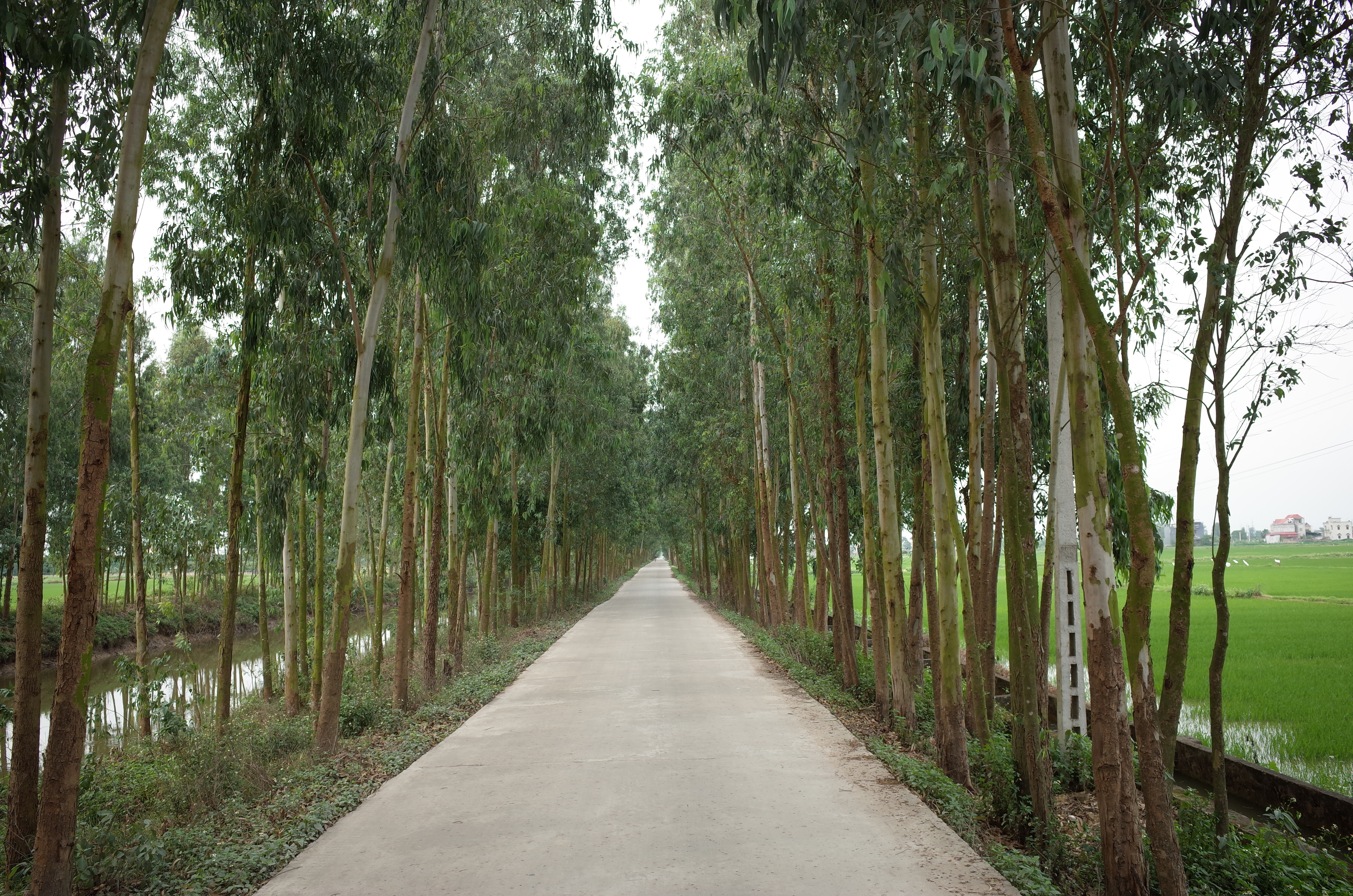
Một đoạn đường 285, qua xã Trung Chính
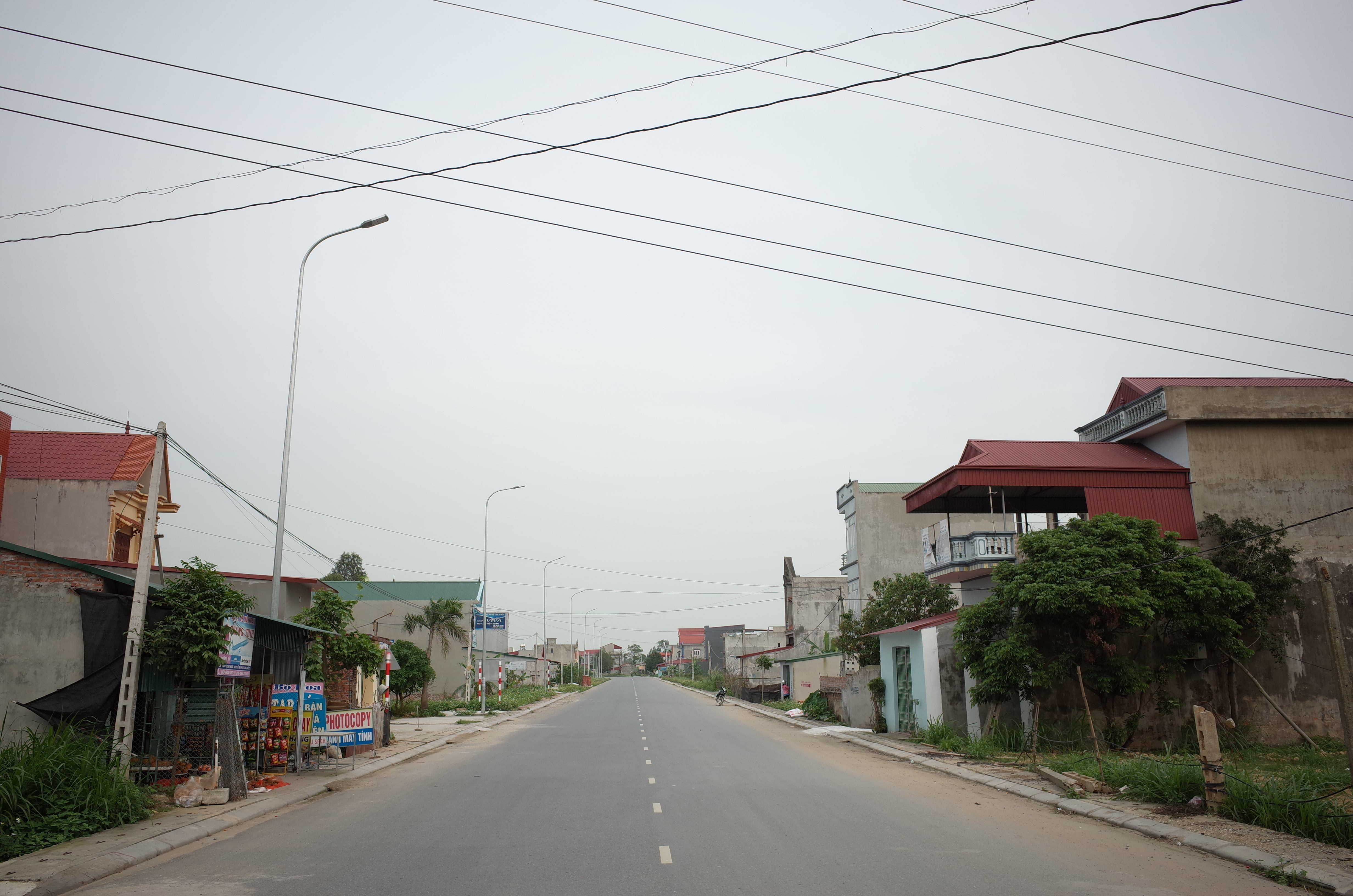
Một đoạn đường 285 chạy qua xã Trung Chính
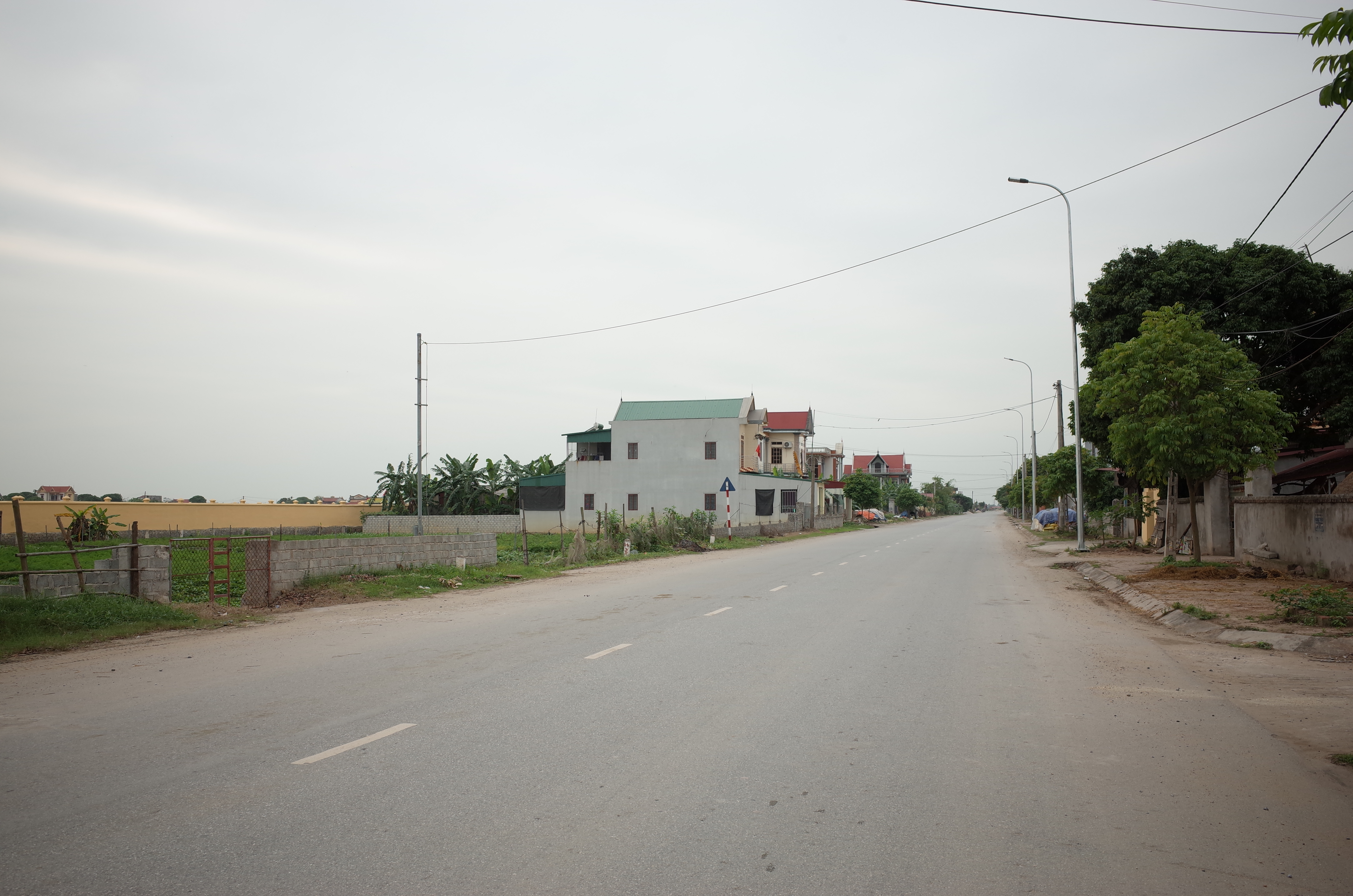
Một phần đường 285, đoạn qua xã Lai Hạ
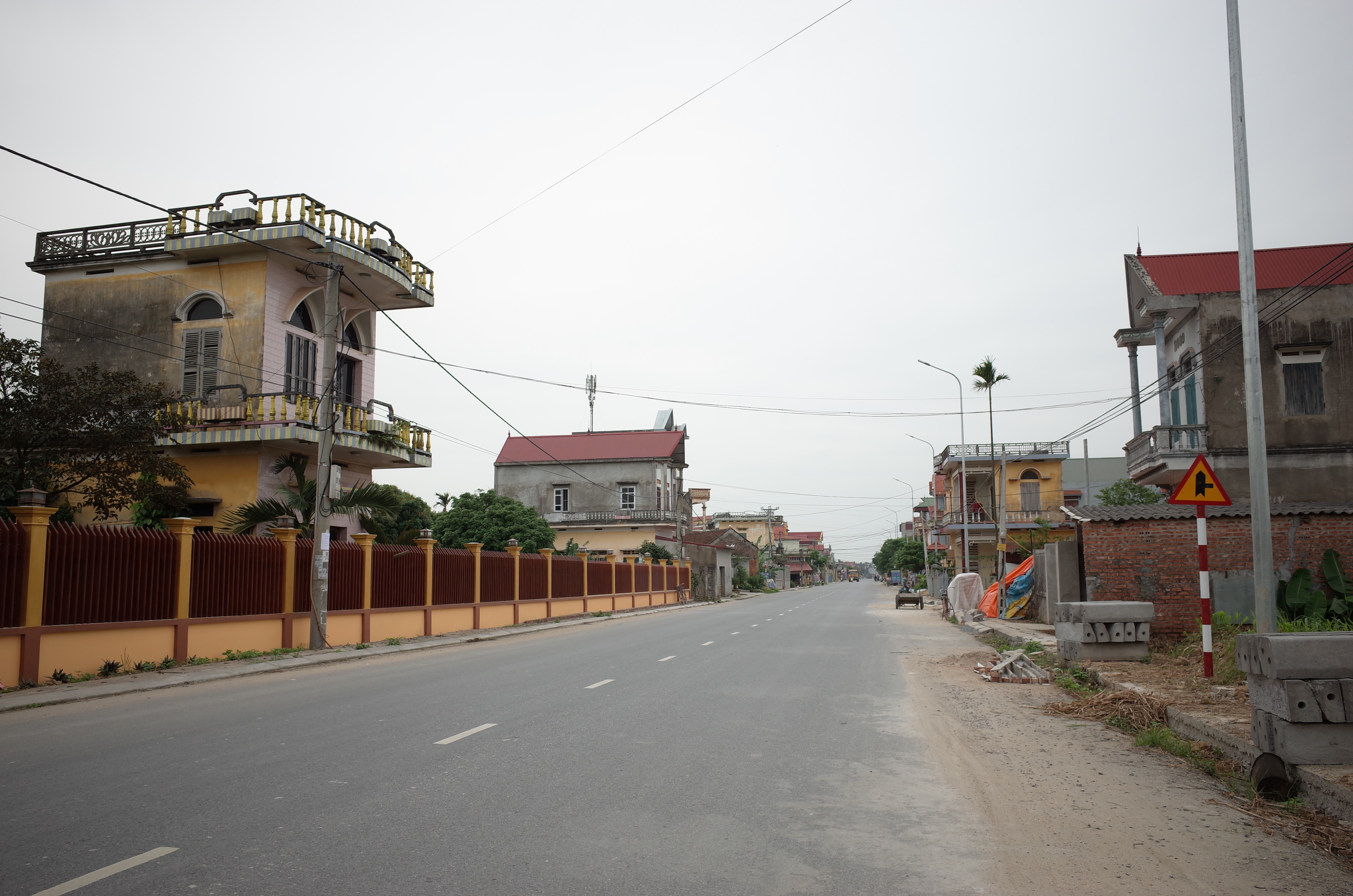
Một phần đường 285, đoạn qua xã Trừng Xá
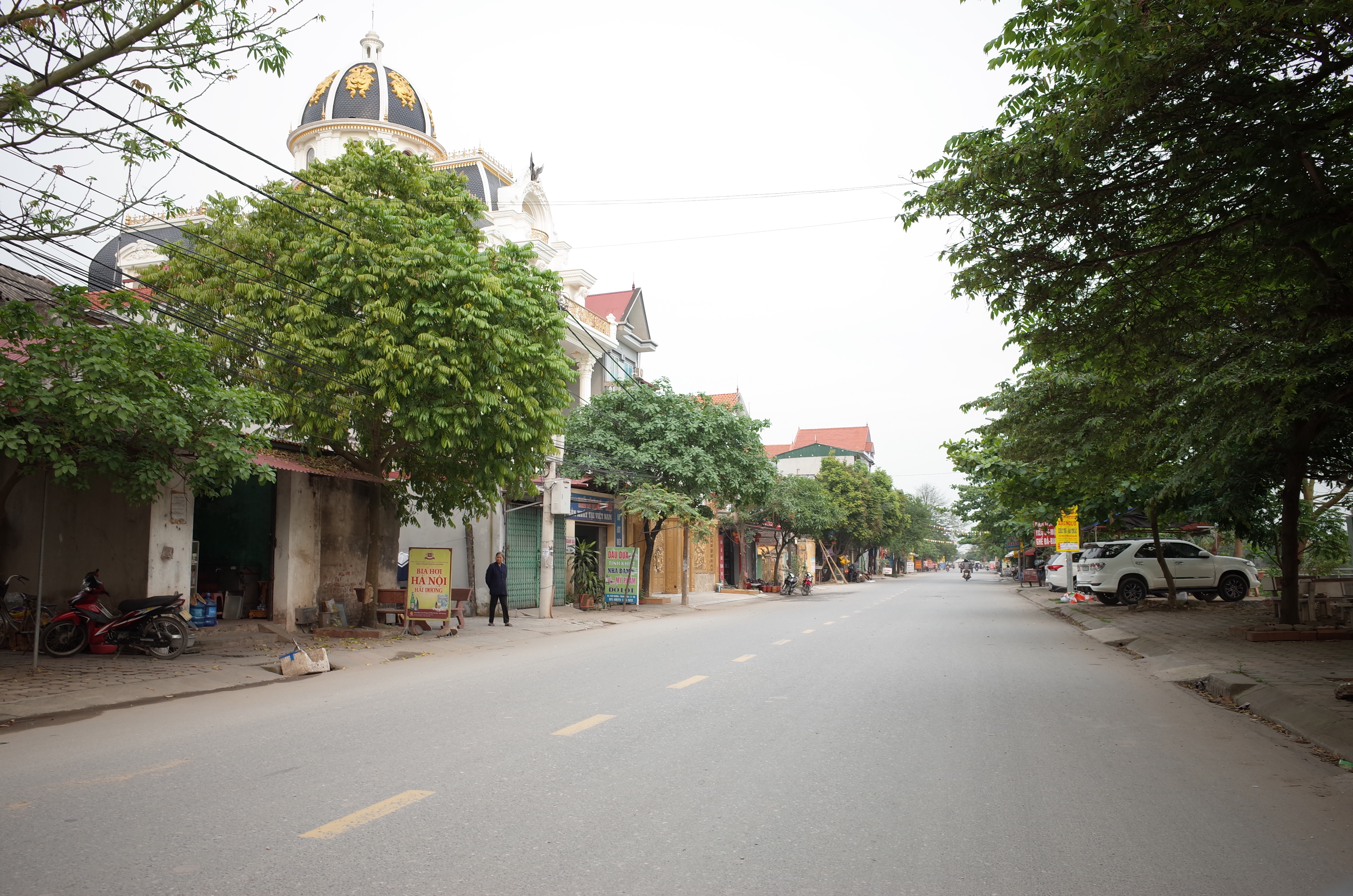
Một góc phố Kênh Vàng, xã Trung Kênh
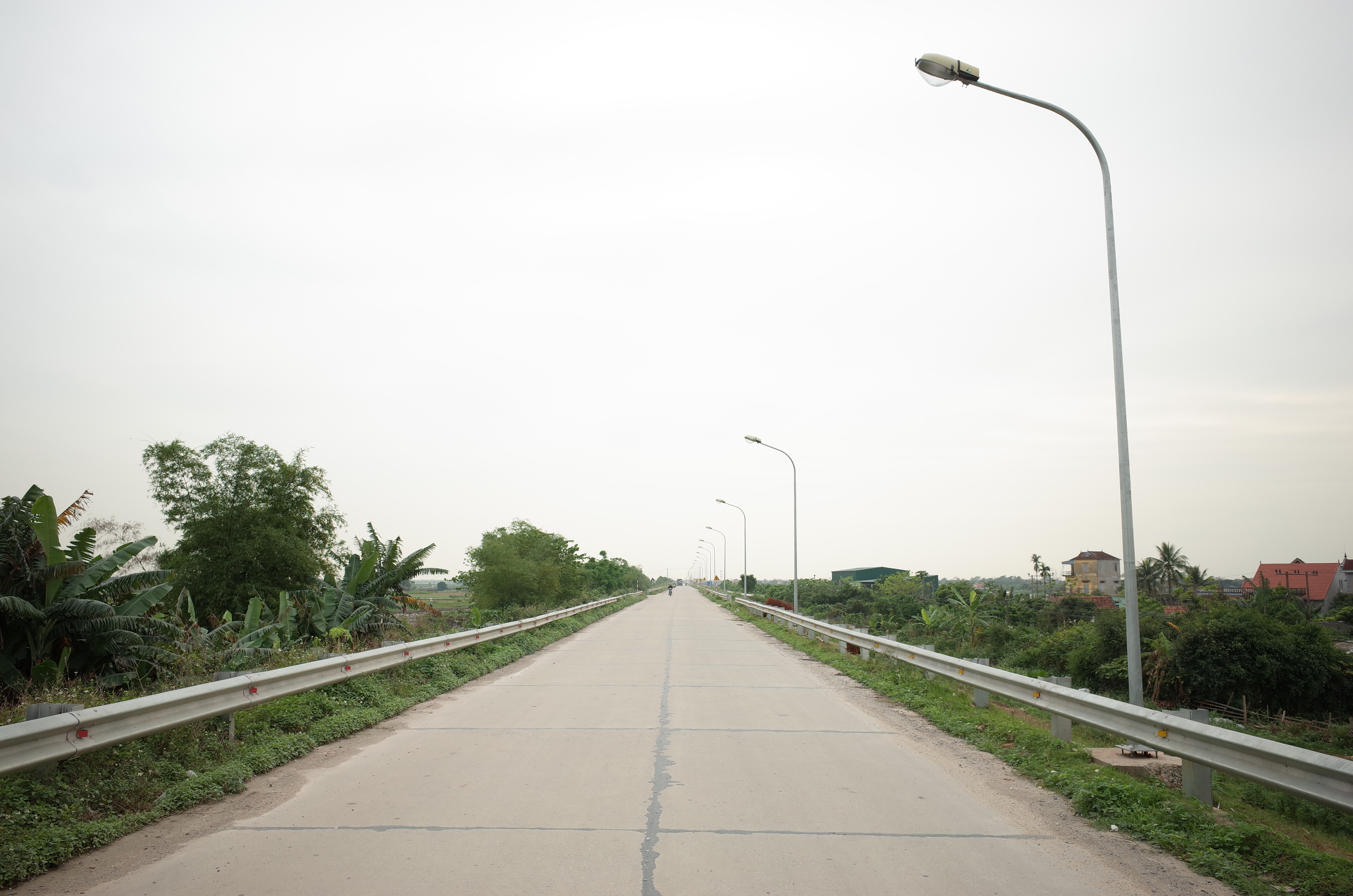
Đường đê sông Thái Bình, đoạn thuộc thôn Quan Kênh, xã Trung Kênh
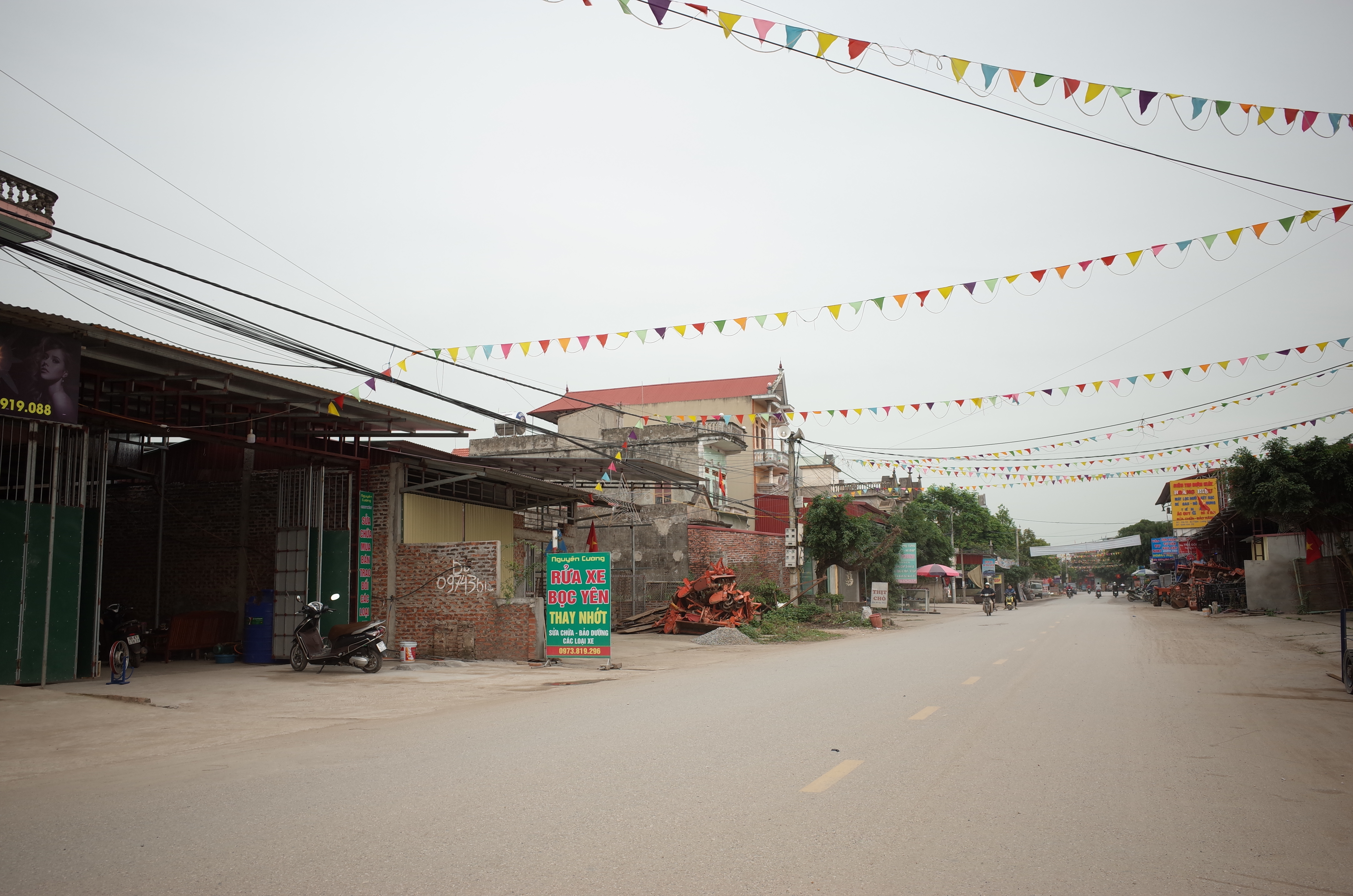
Một phần đường 281 đoạn qua Cầu Đò, thôn Cường Tráng, xã An Thịnh
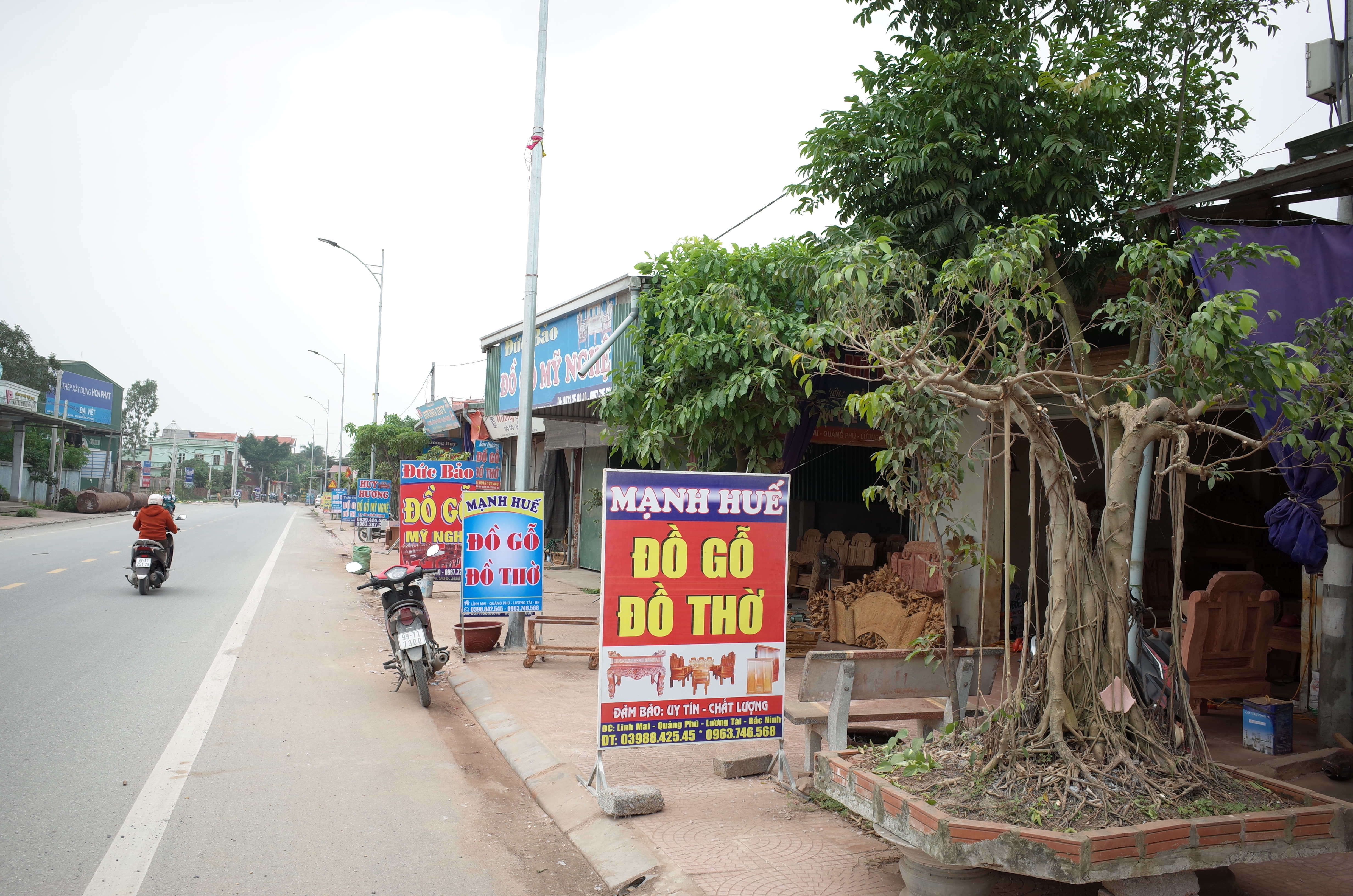
Một phần đường qua làng nghề đồ gỗ truyền thống thôn Lĩnh Mai, xã Quảng Phú
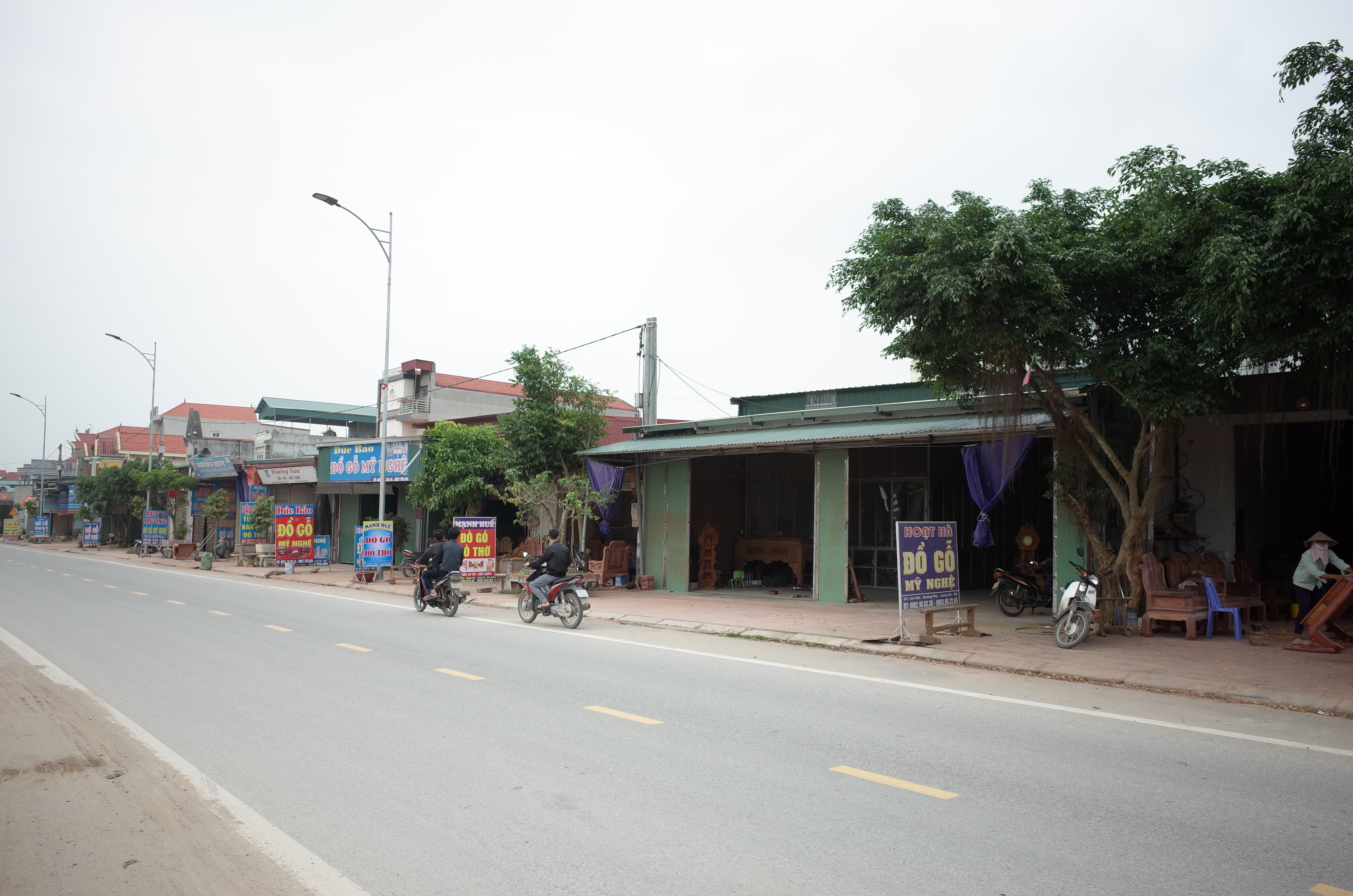
Một phần đường qua làng nghề đồ gỗ truyền thống thôn Lĩnh Mai, xã Quảng Phú
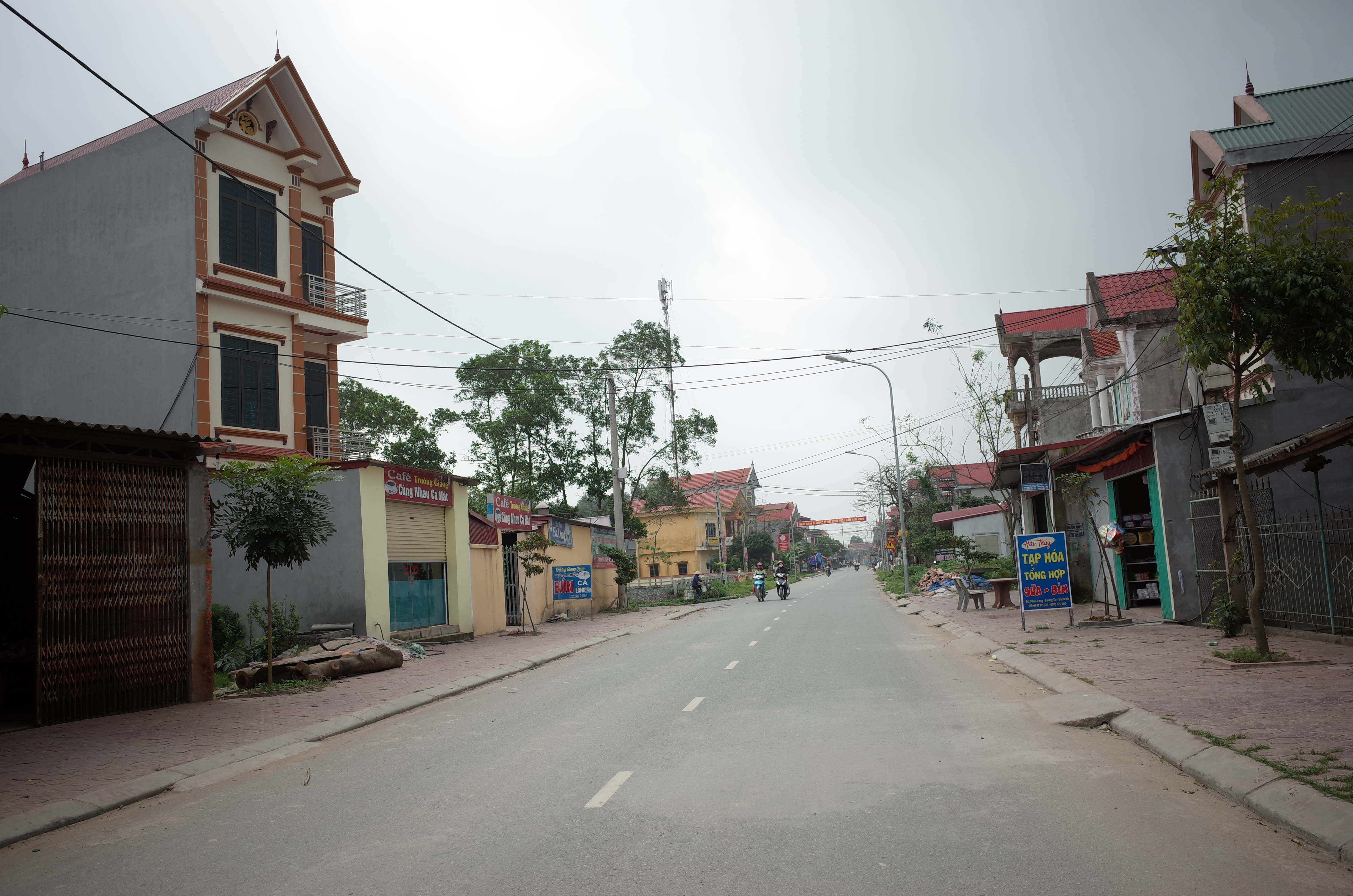
Một đoạn đường qua thôn Lạng Dương, xã Phú Lương
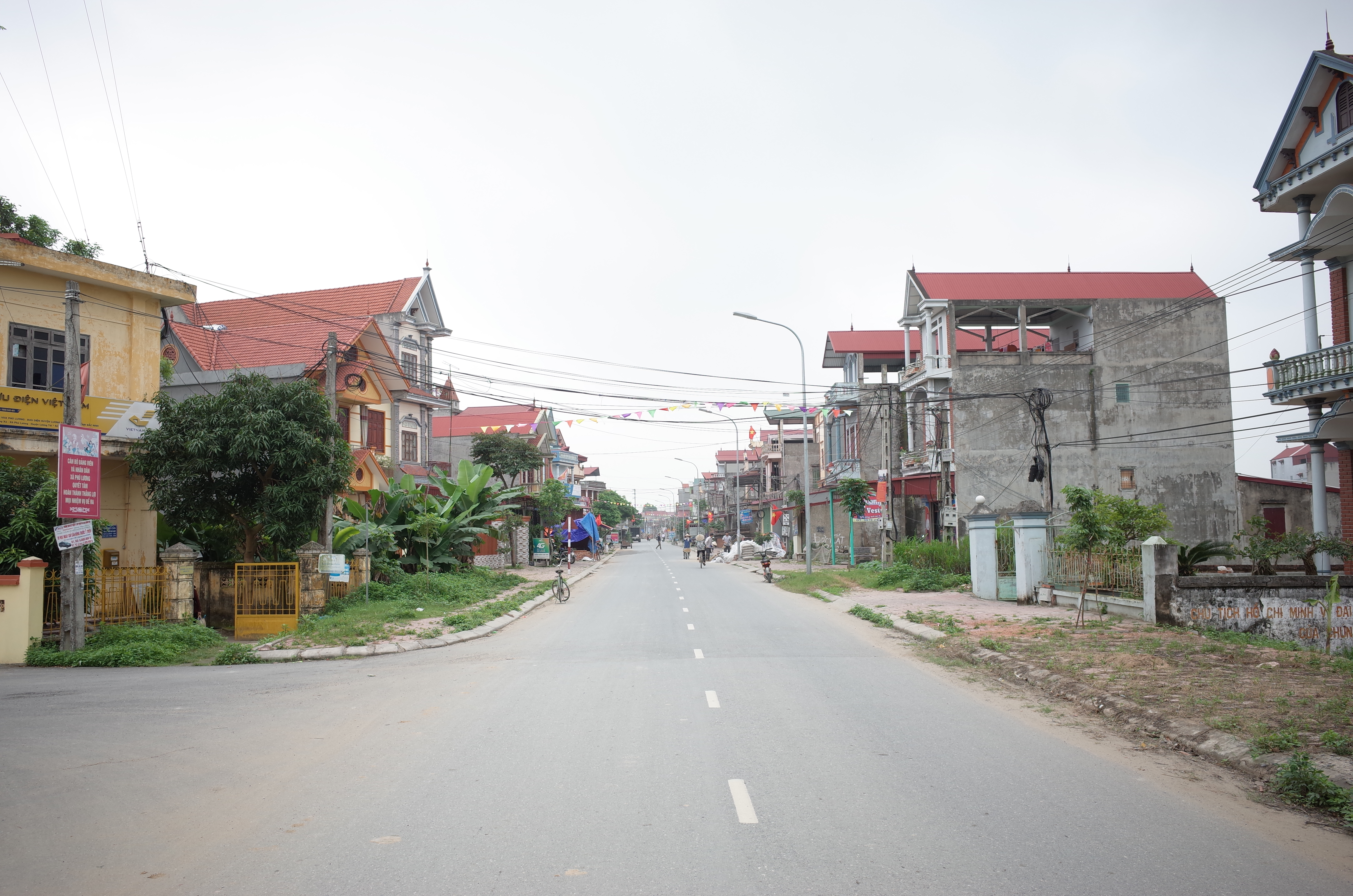
Một đoạn đường qua thôn Lương Xá, xã Phú Lương
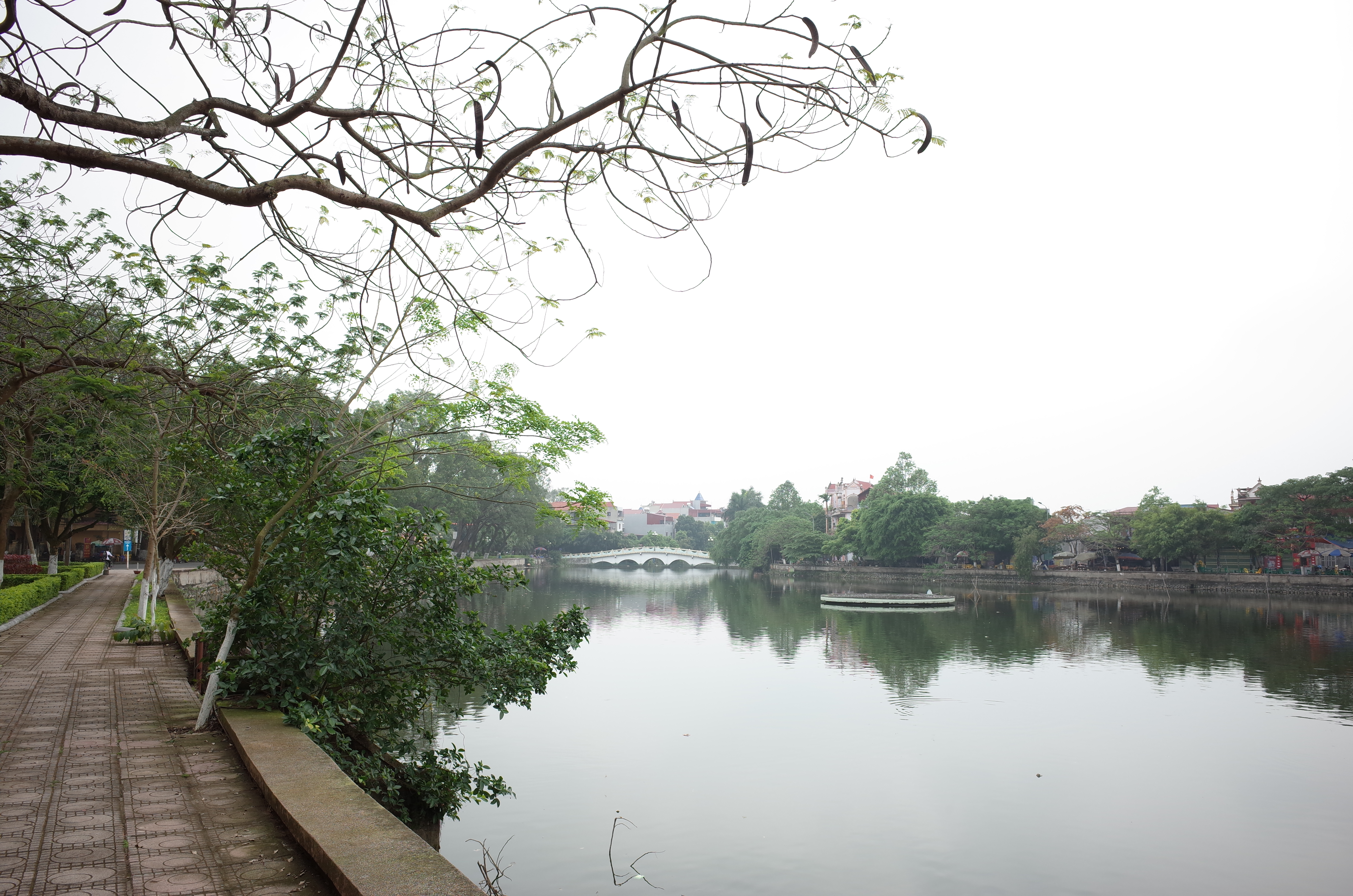
Hồ Thứa, thị trấn Thứa, huyện Lương Tài
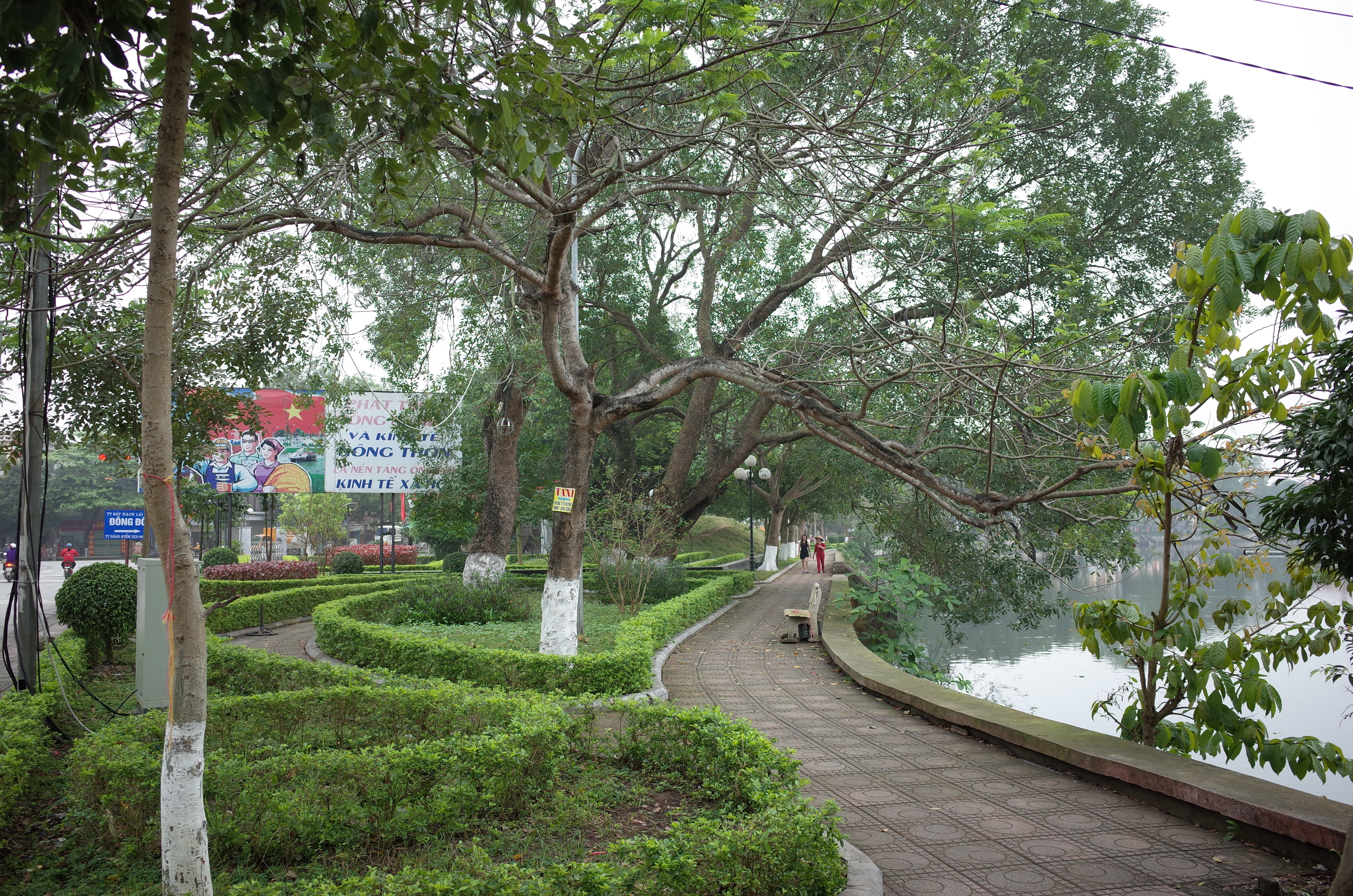
Công viên bên hồ Thứa, thị trấn Thứa, huyện Lương Tài
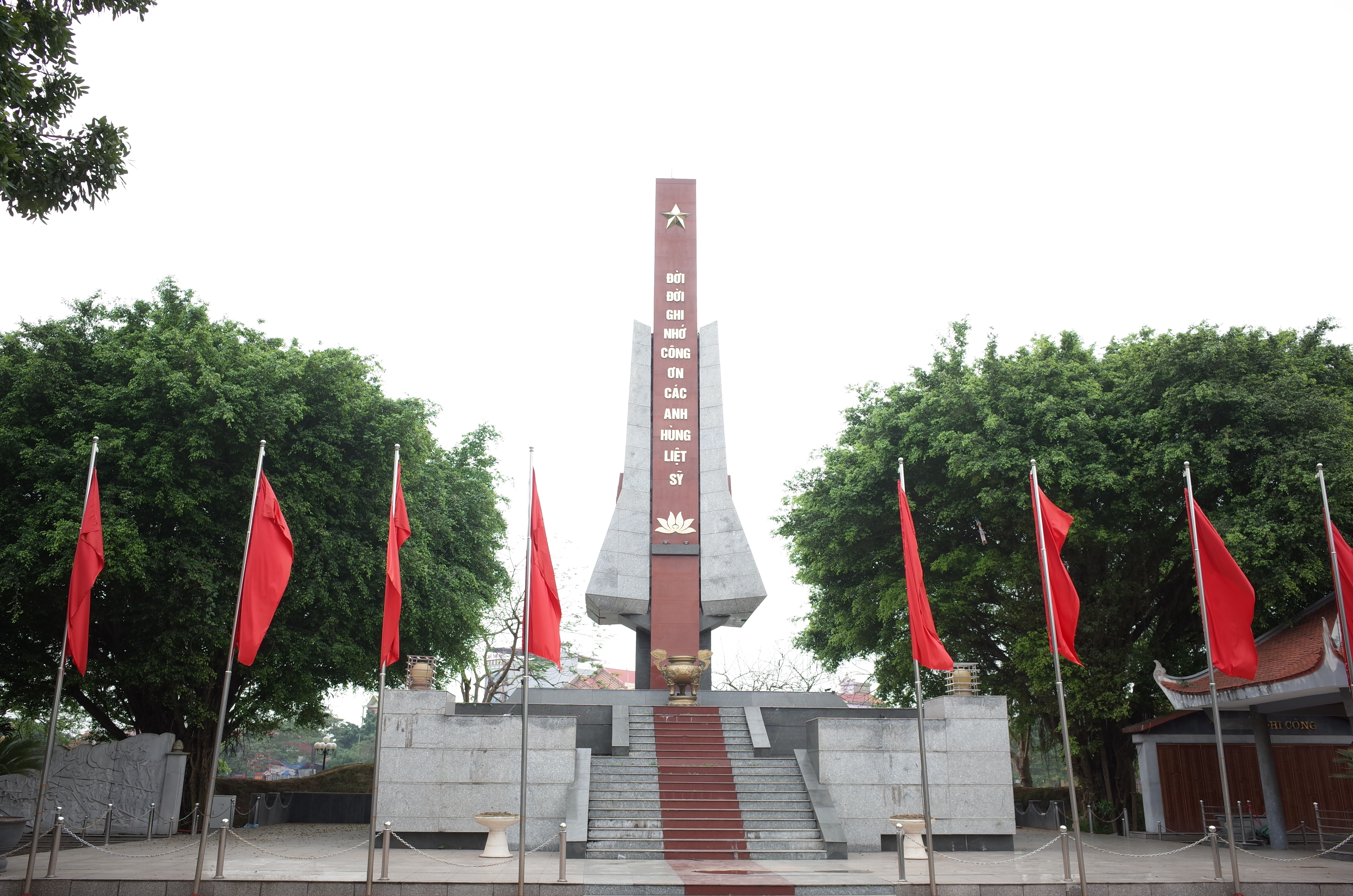
Đài tưởng niệm các anh hùng liệt sỹ huyện Lương Tài

### Văn hóa, nghệ thuật, tôn giáo

Một số di tích lịch sử, văn hóa, tôn giáo trên địa bàn huyện Lương Tài
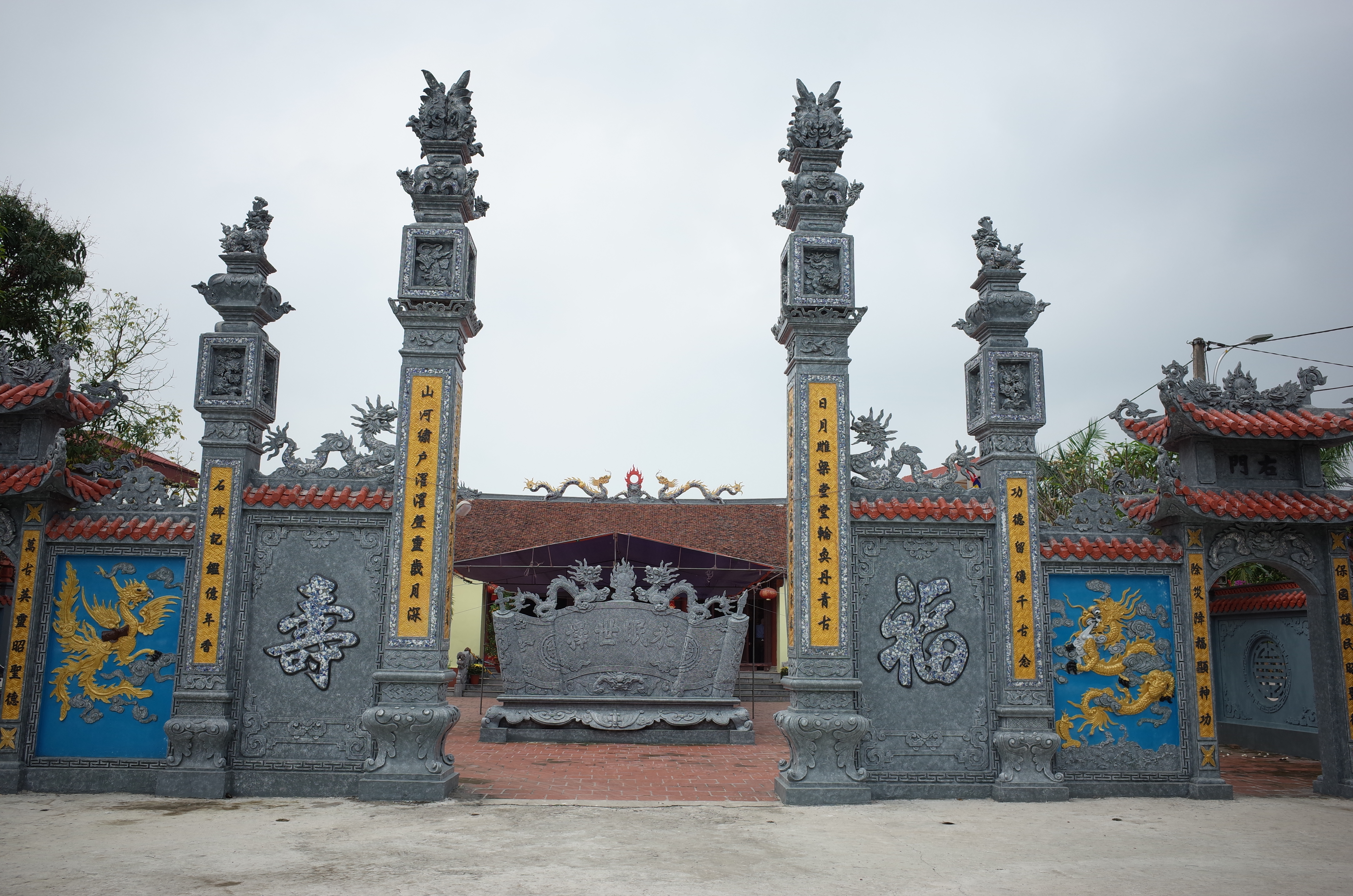
Đình Đạo Sử, thị trấn Thứa
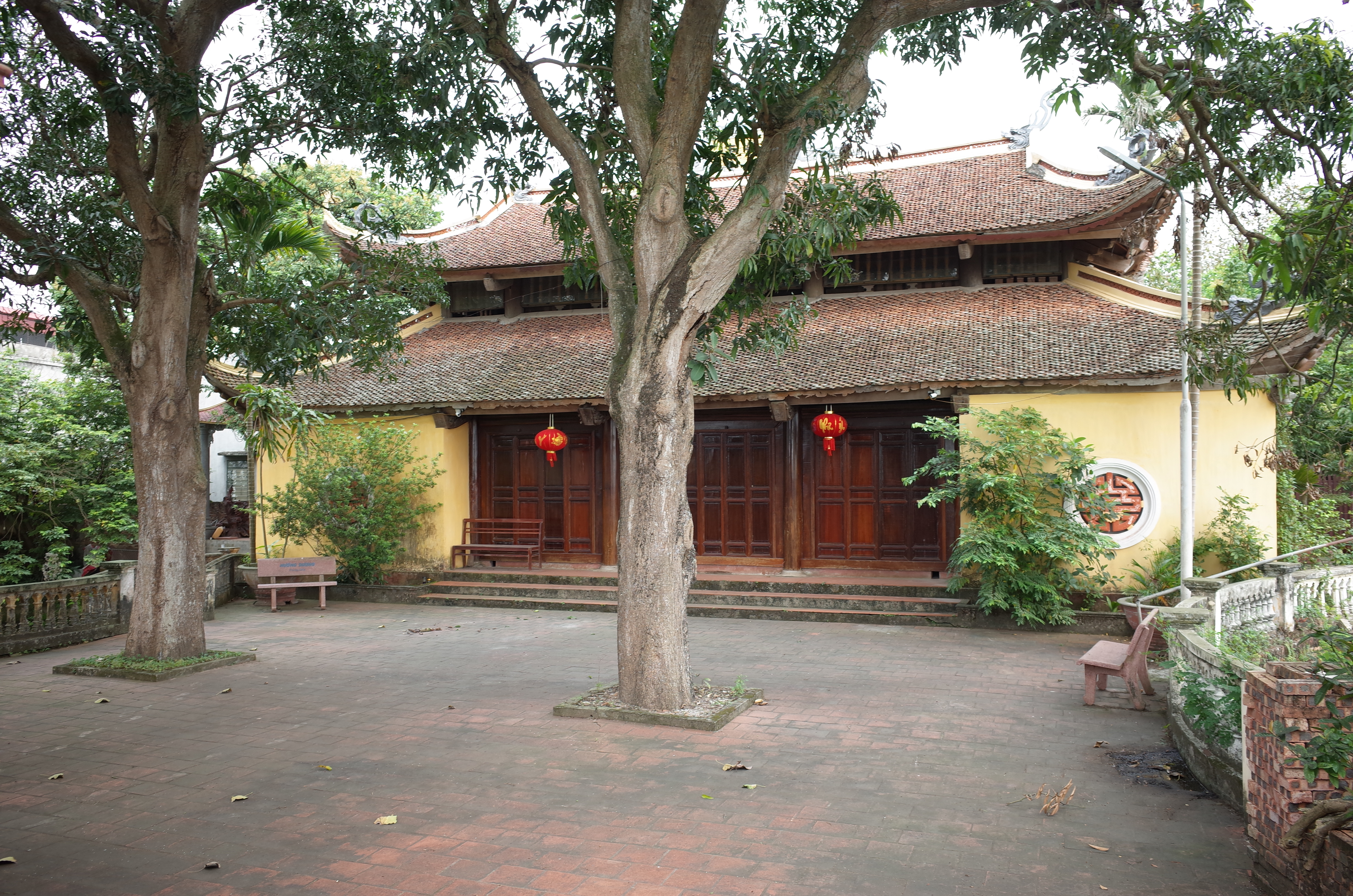
Chùa Đạo Sử, thị trấn Thứa
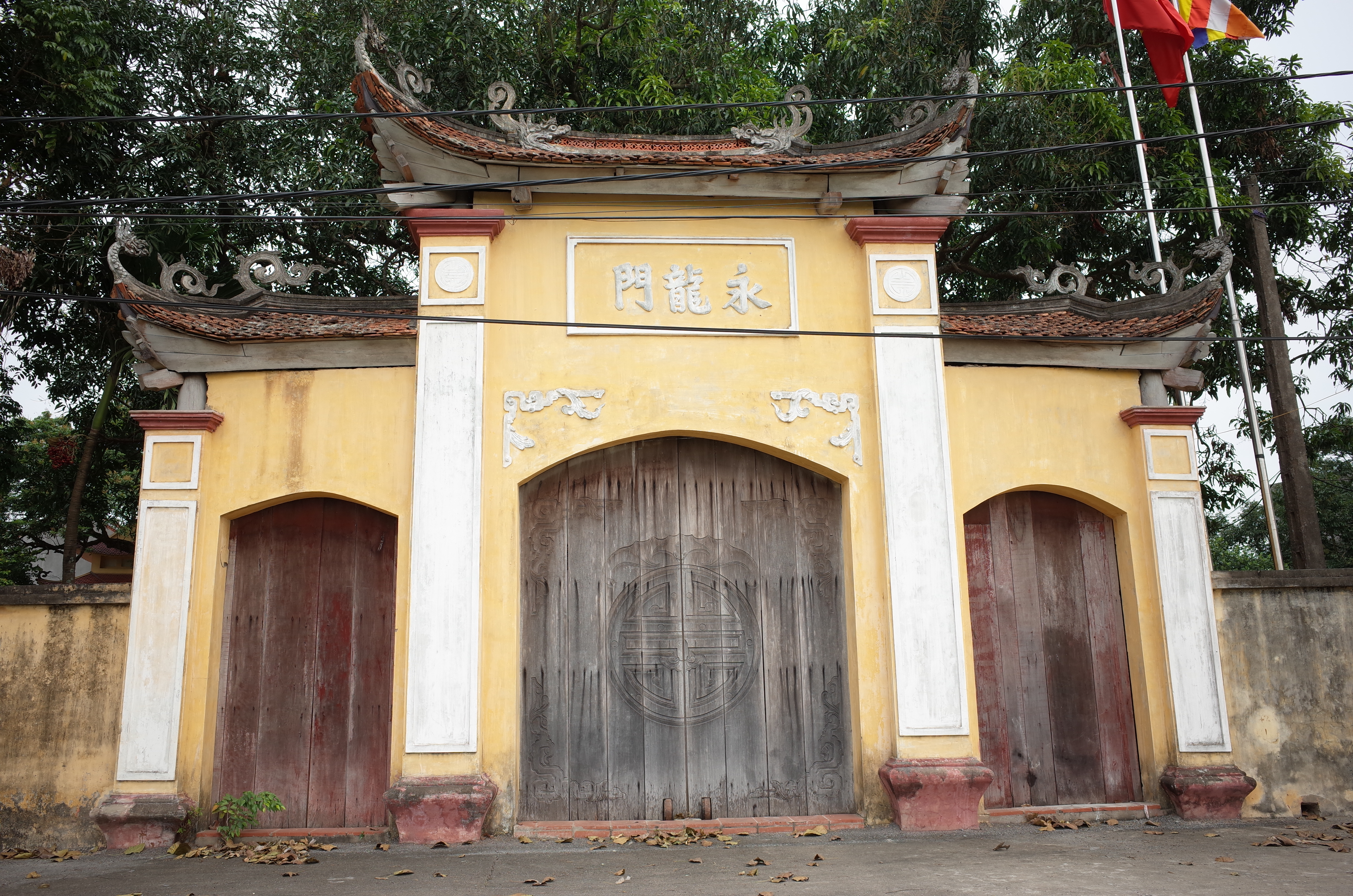
Cổng tam quan chùa Đạo Sử, thị trấn Thứa
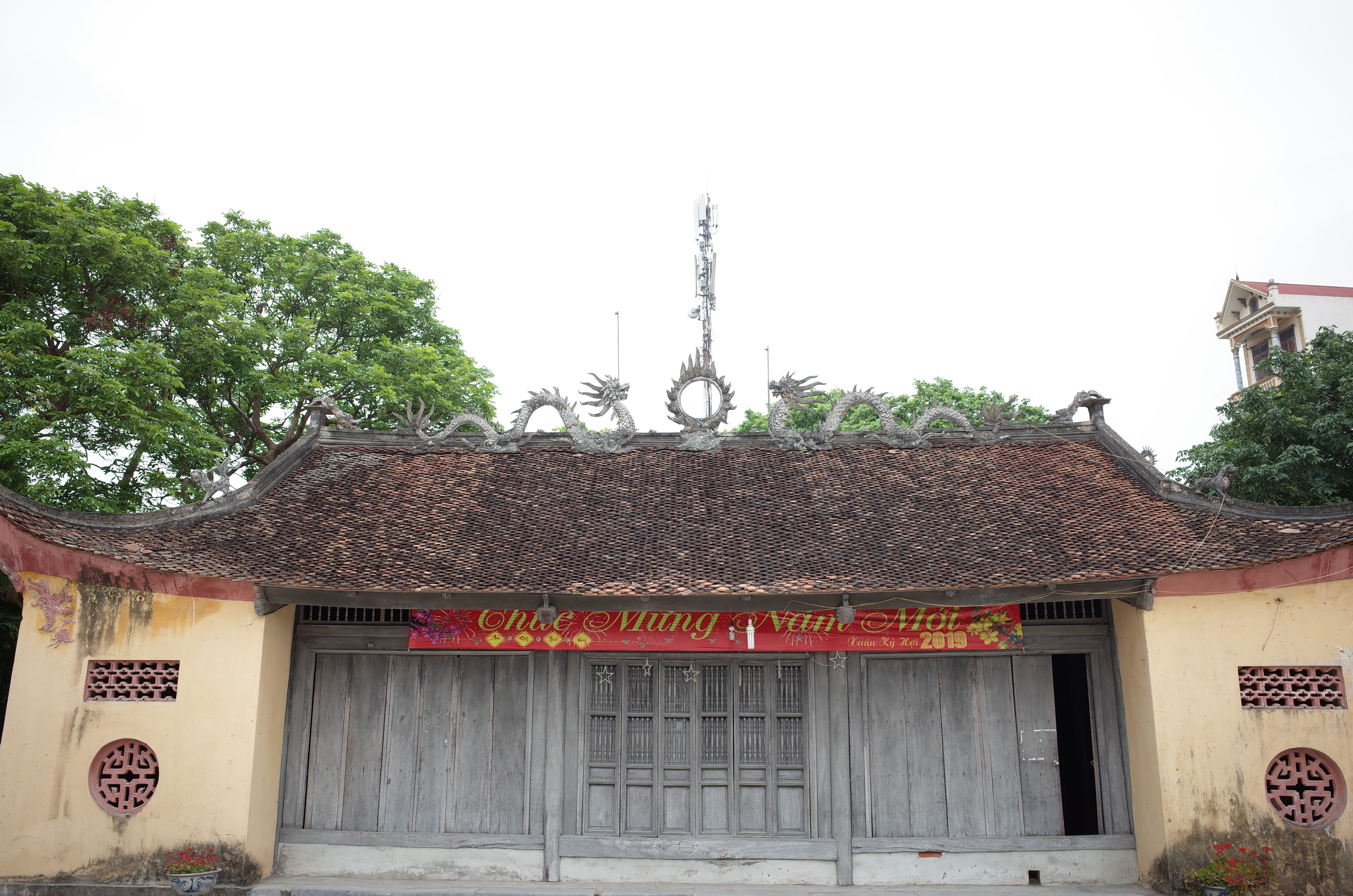
Đình thôn Ngọc Trì, tại xã Bình Định
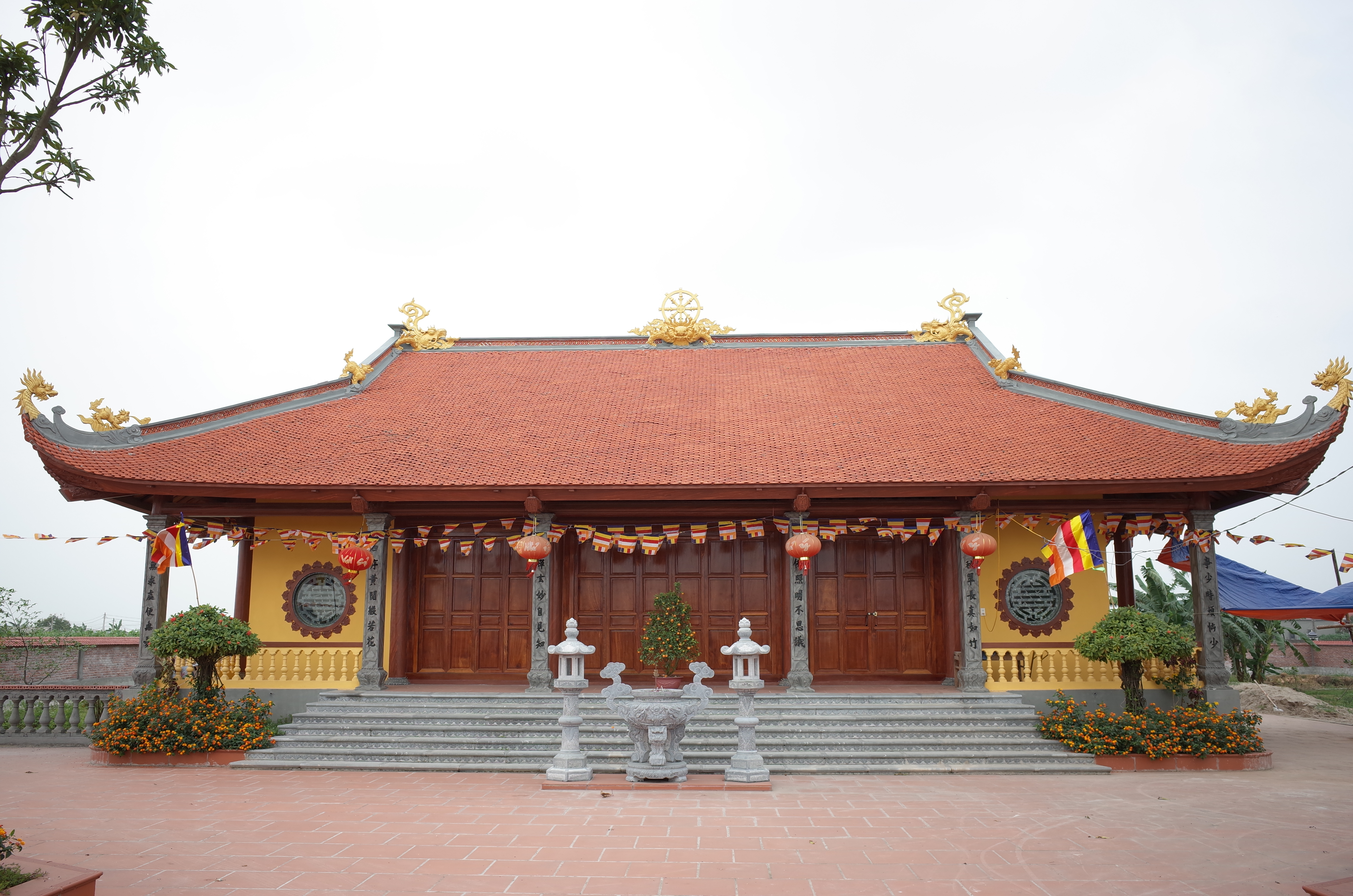
Chùa thôn Hương, xã Minh Tân
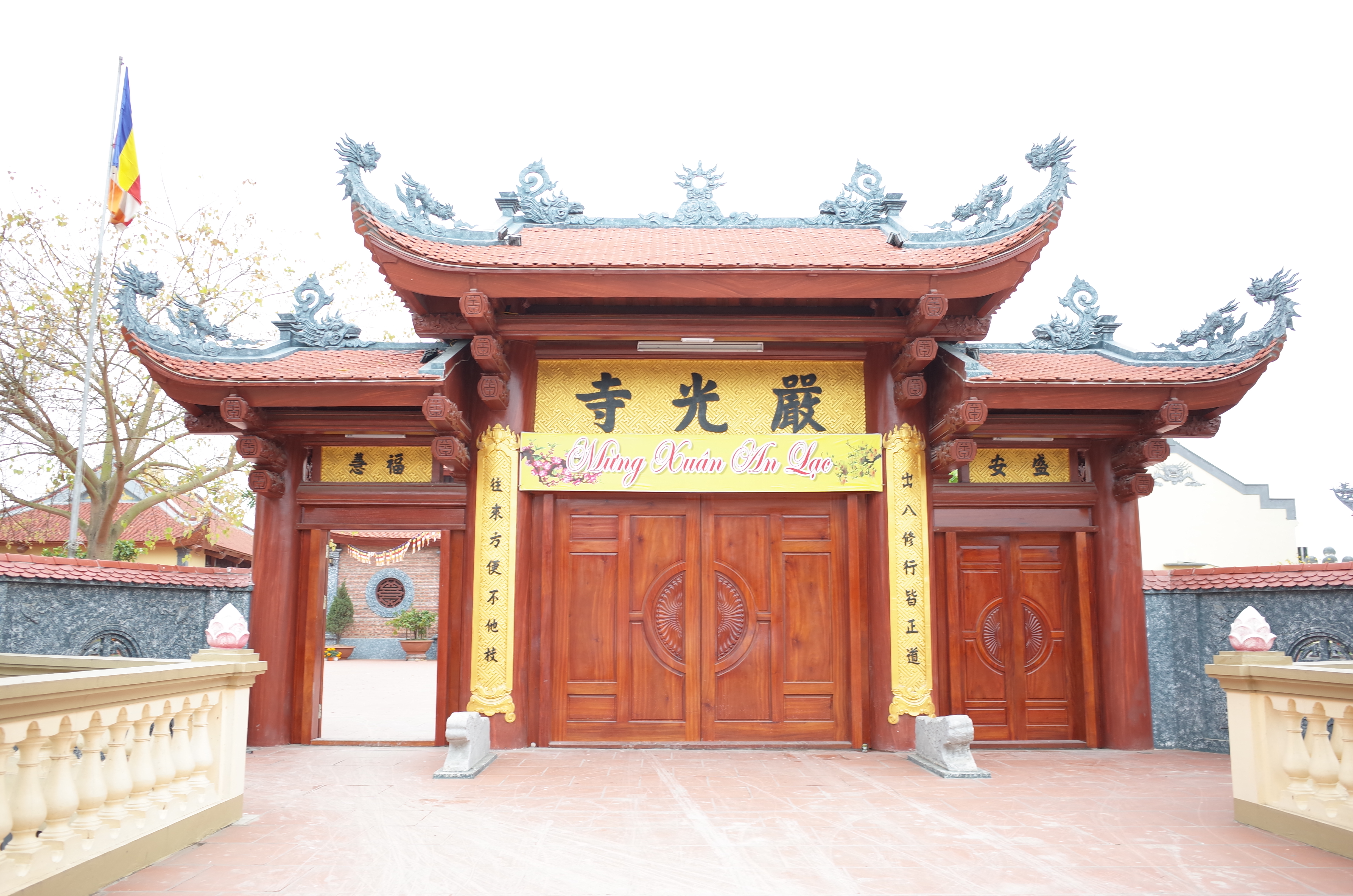
Cổng tam quan chùa Nghiêm Quang, thôn Thận Trai, xã Minh Tân
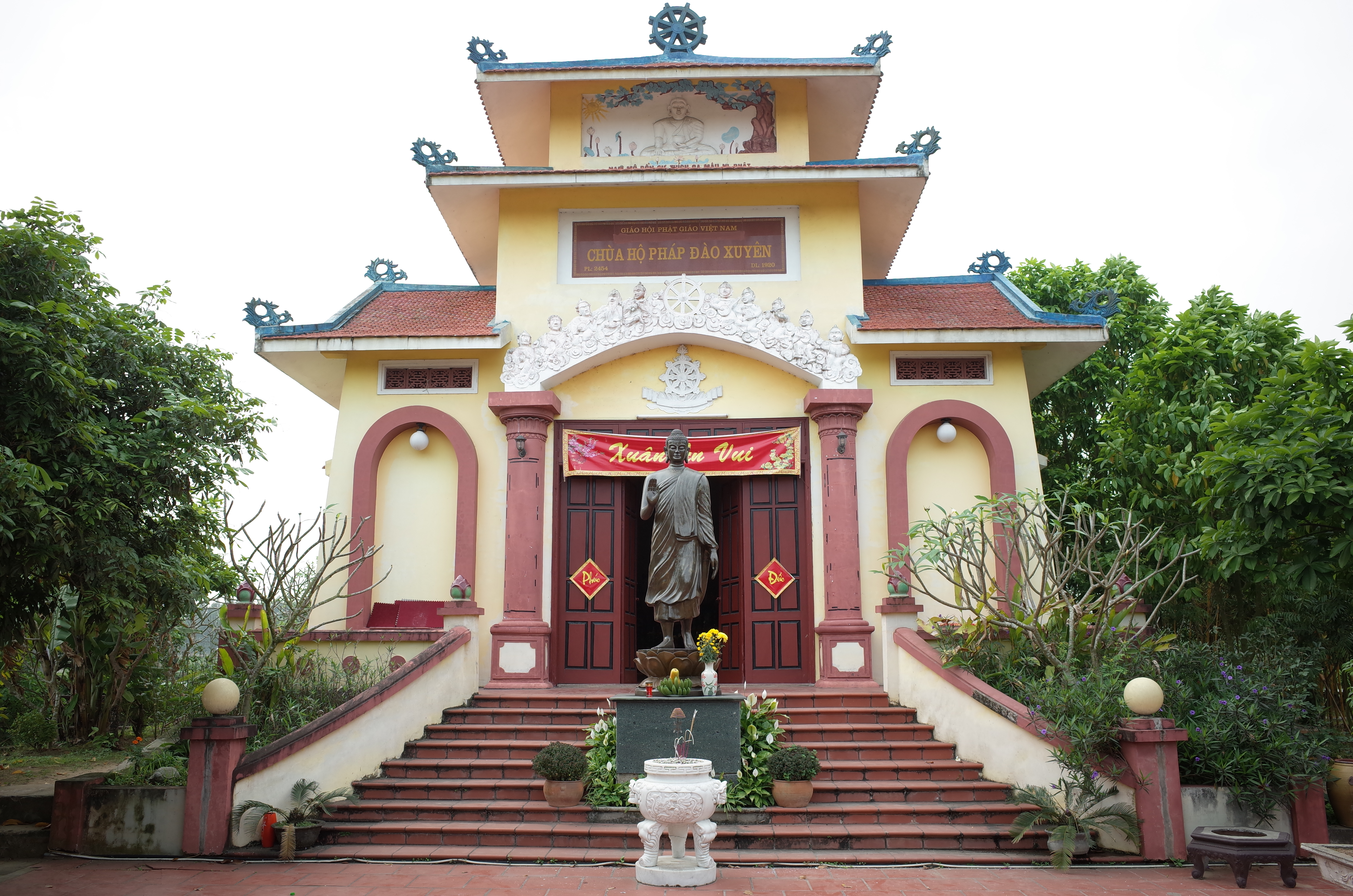
Chùa Hộ pháp, thôn Đào Xuyên, xã Trung Chính
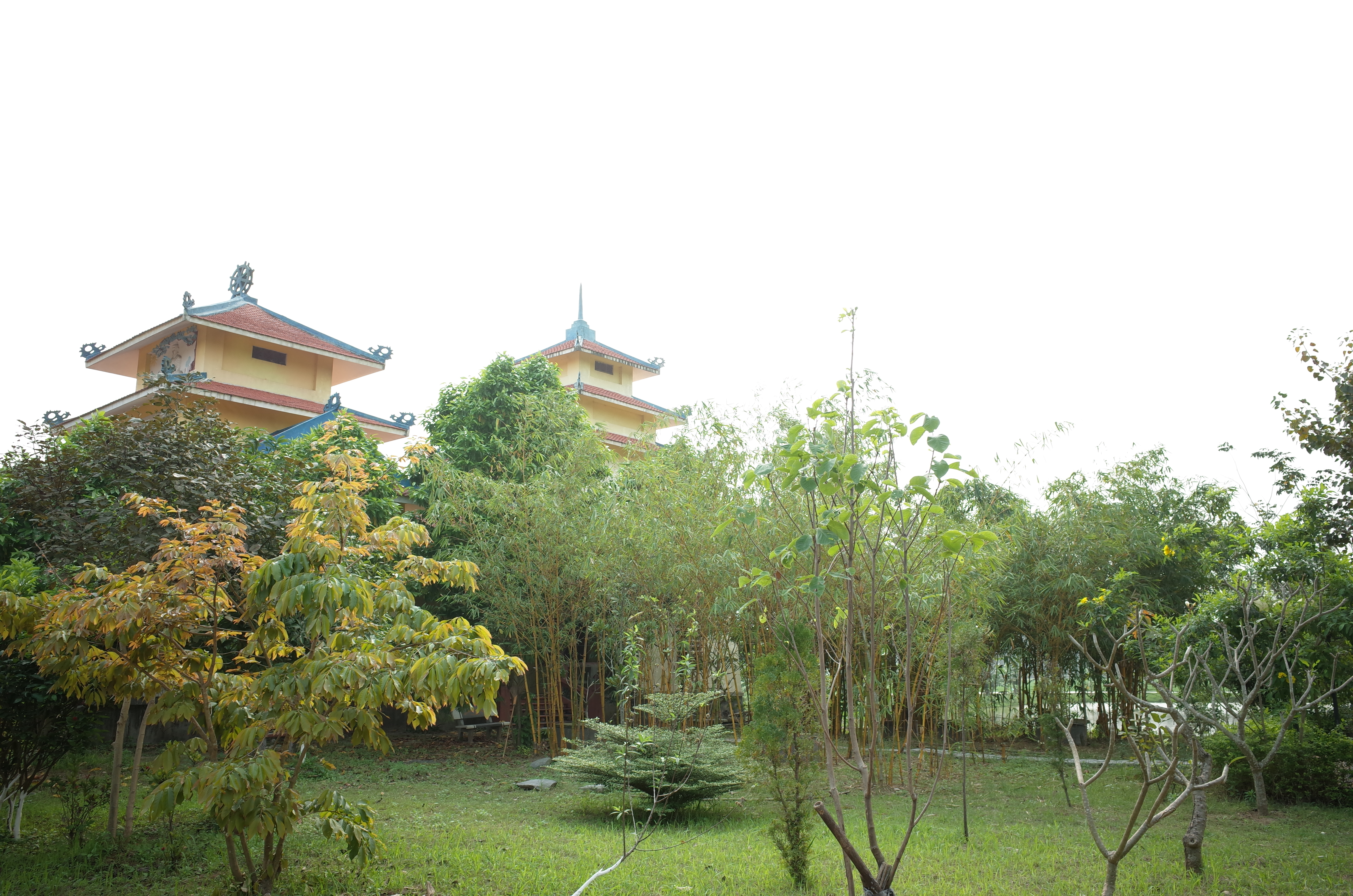
Chùa Hộ pháp, nhìn từ xa qua vườn chùa
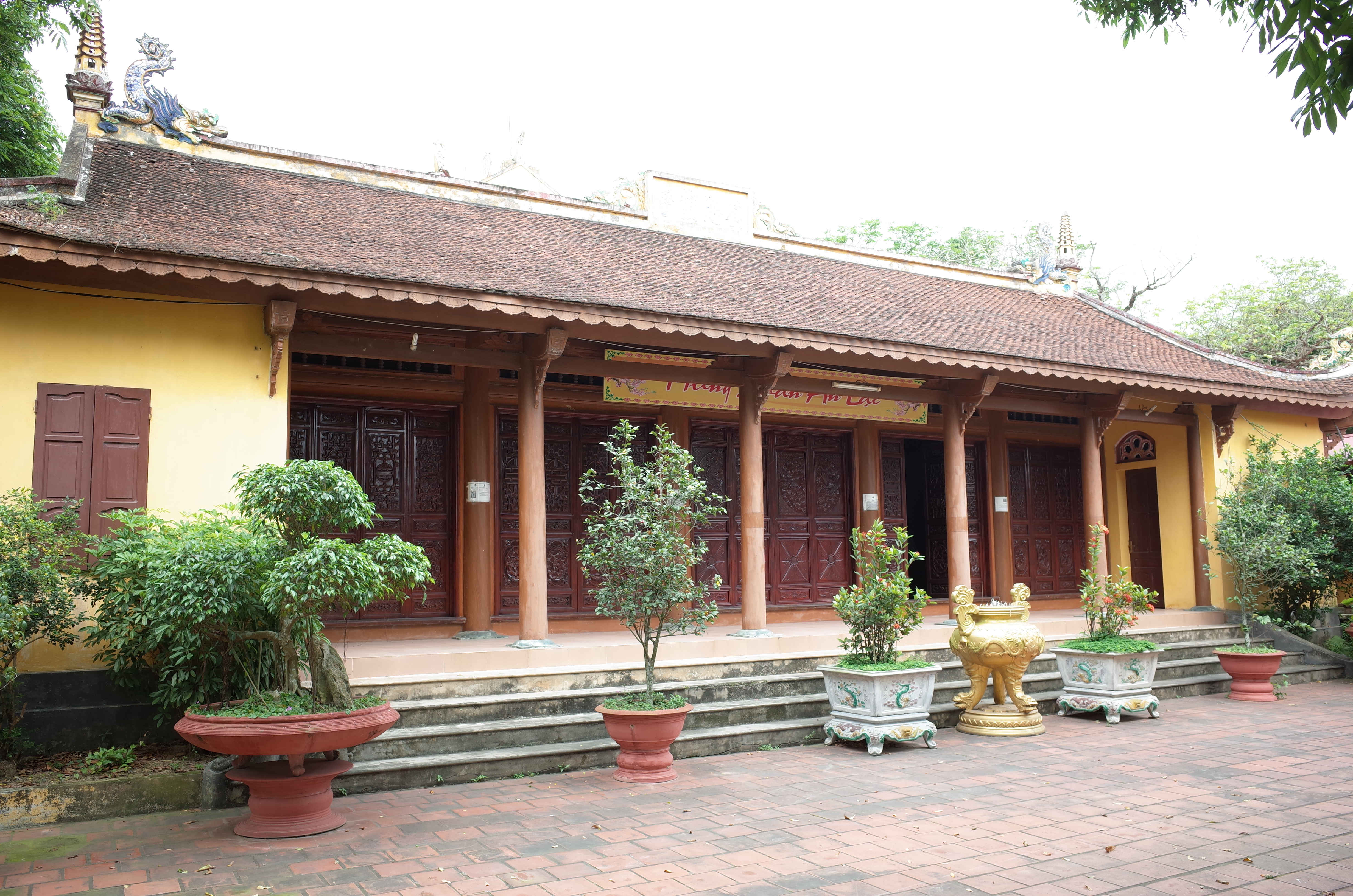
Chùa Ngòi (Quảng Ân Linh Tự), thôn Quảng Nạp, xã Quảng Phú
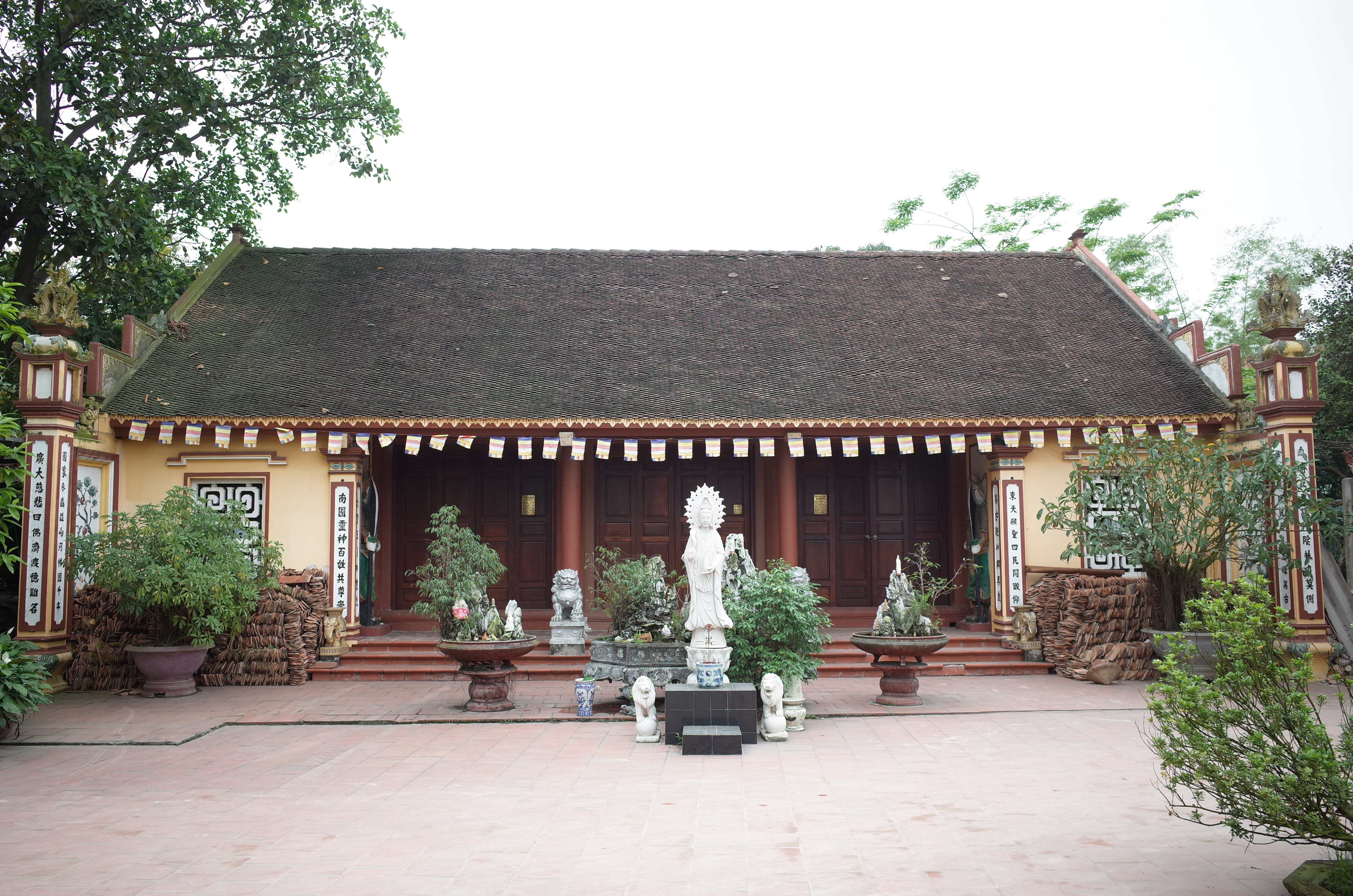
Nhà thờ Mẫu trong chùa Bảo Khánh, thôn Quảng Bố, xã Quảng Phú
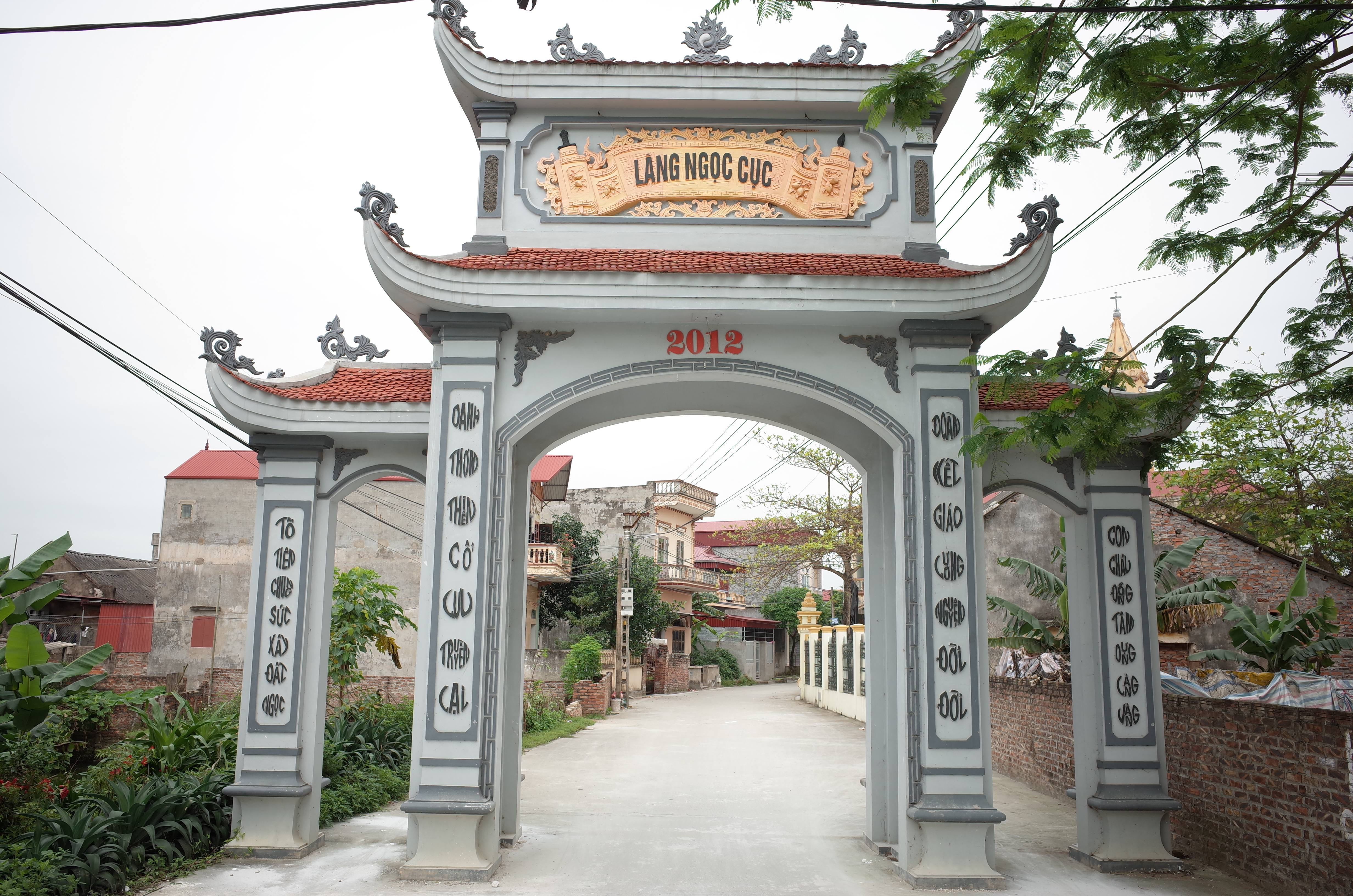
Cổng thôn Ngọc Cục, chiều đi vào, xã Tân Lãng
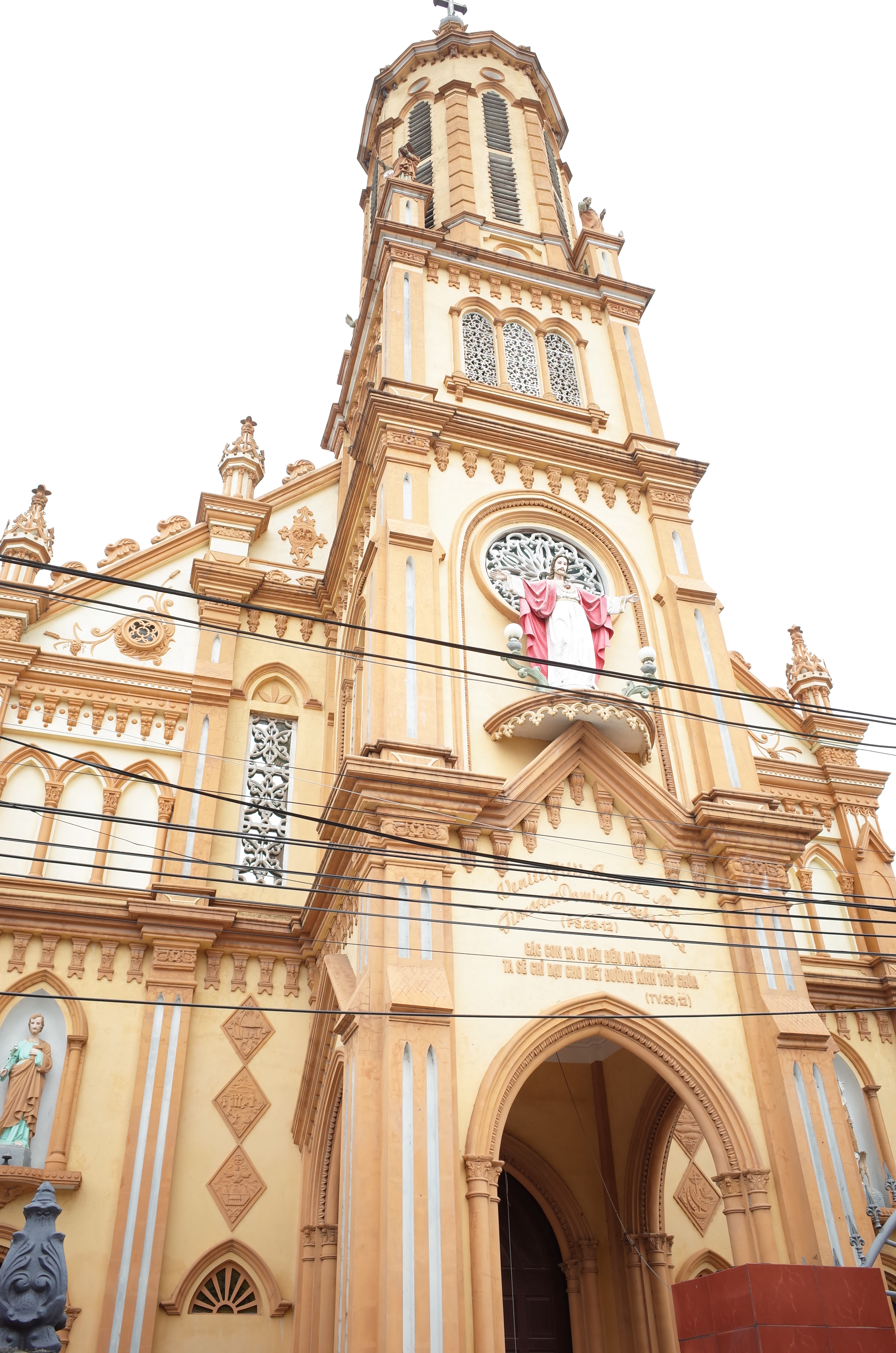
Nhà thờ Giáo họ Ngọc Cục, giáo xứ Phượng Giáo, thôn Ngọc Cục, xã Tân Lãng
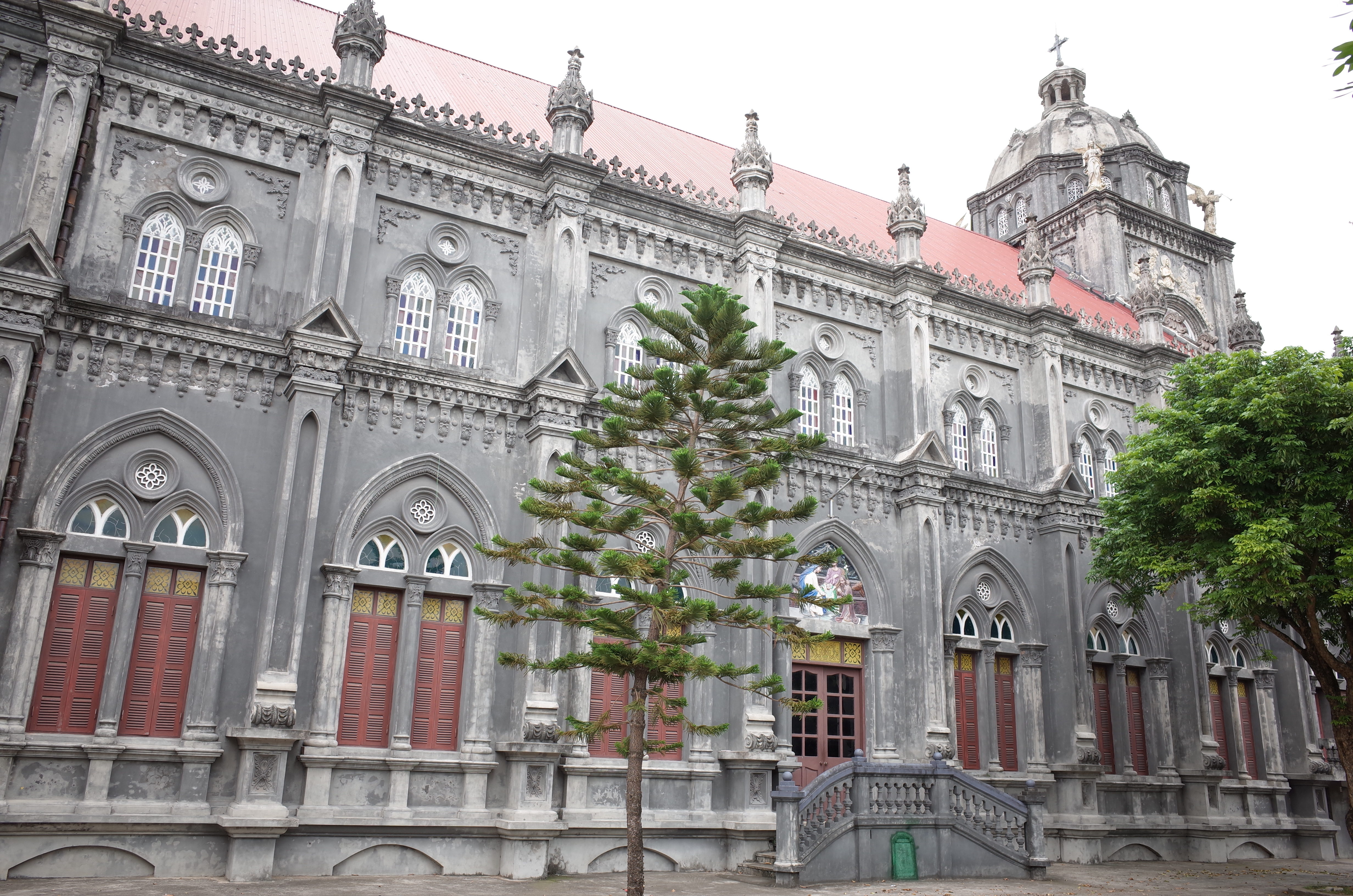
Nét kiến trúc Nhà thờ Giáo họ Ngọc Cục, giáo xứ Phượng Giáo, thôn Ngọc Cục, xã Tân Lãng
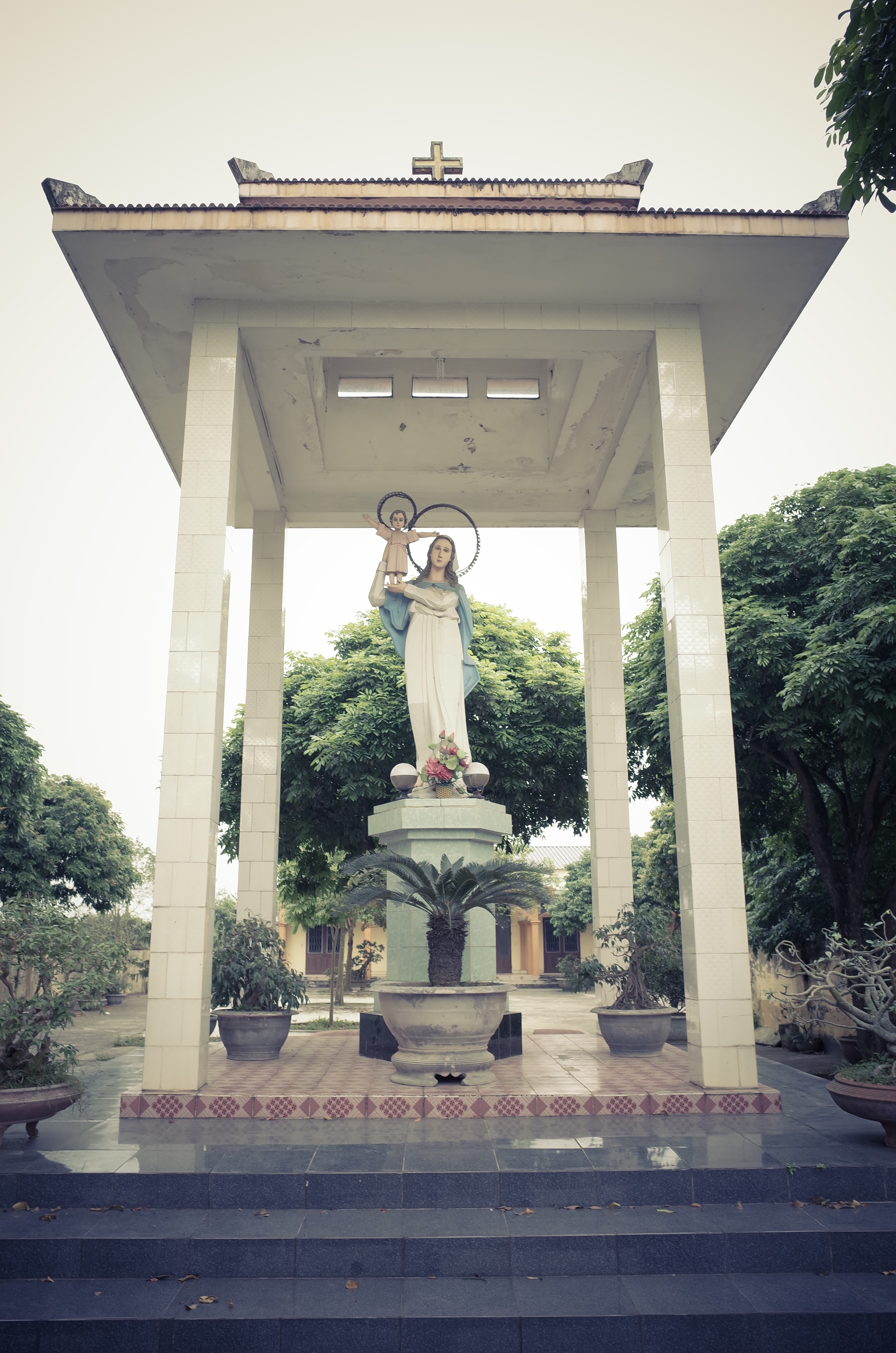
Tượng Đức mẹ Maria bồng Chúa trong Nhà thờ Giáo họ Ngọc Cục, giáo xứ Phượng Giáo, thôn Ngọc Cục, xã Tân Lãng
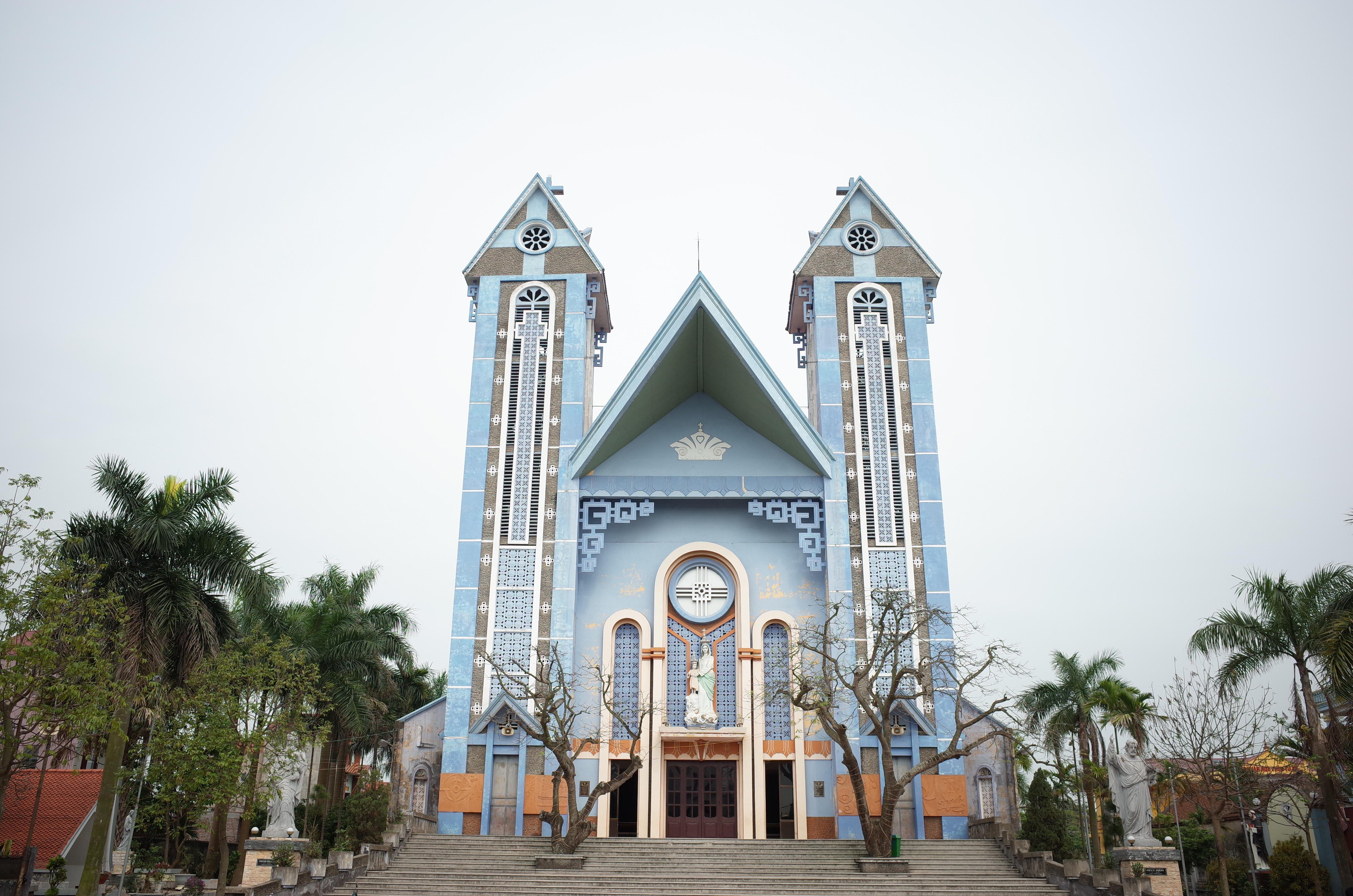
Nhà thờ Giáo xứ Tử Nê, thôn Tử Nê, xã Tân Lãng

### Làng nghề truyền thống

Làng nghề đồ gỗ mỹ nghệ truyền thống thôn Lĩnh Mai, xã Quảng Phú
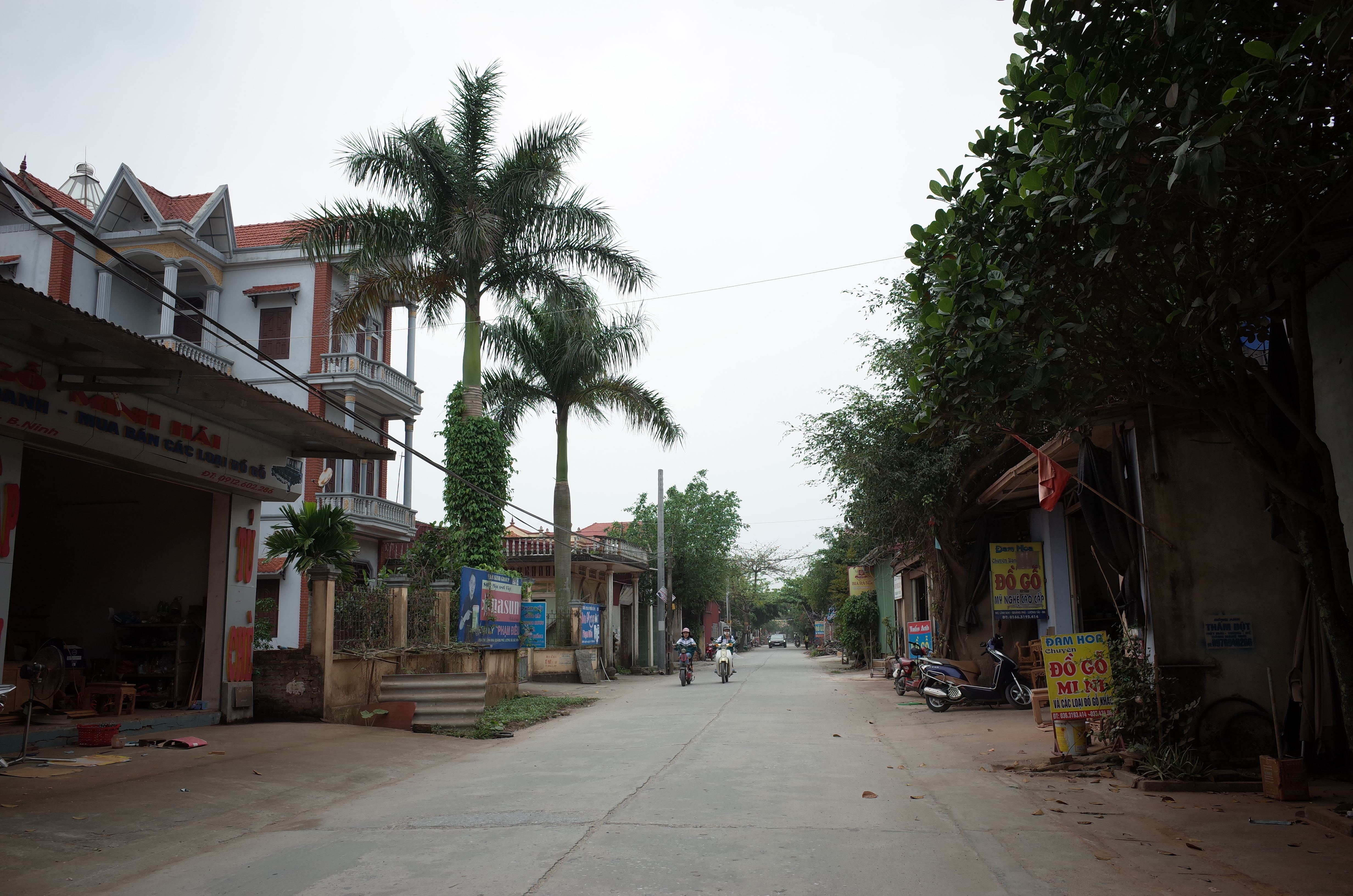
Một góc làng nghề đồ gỗ mỹ nghệ thôn Lĩnh Mai, xã Quảng Phú
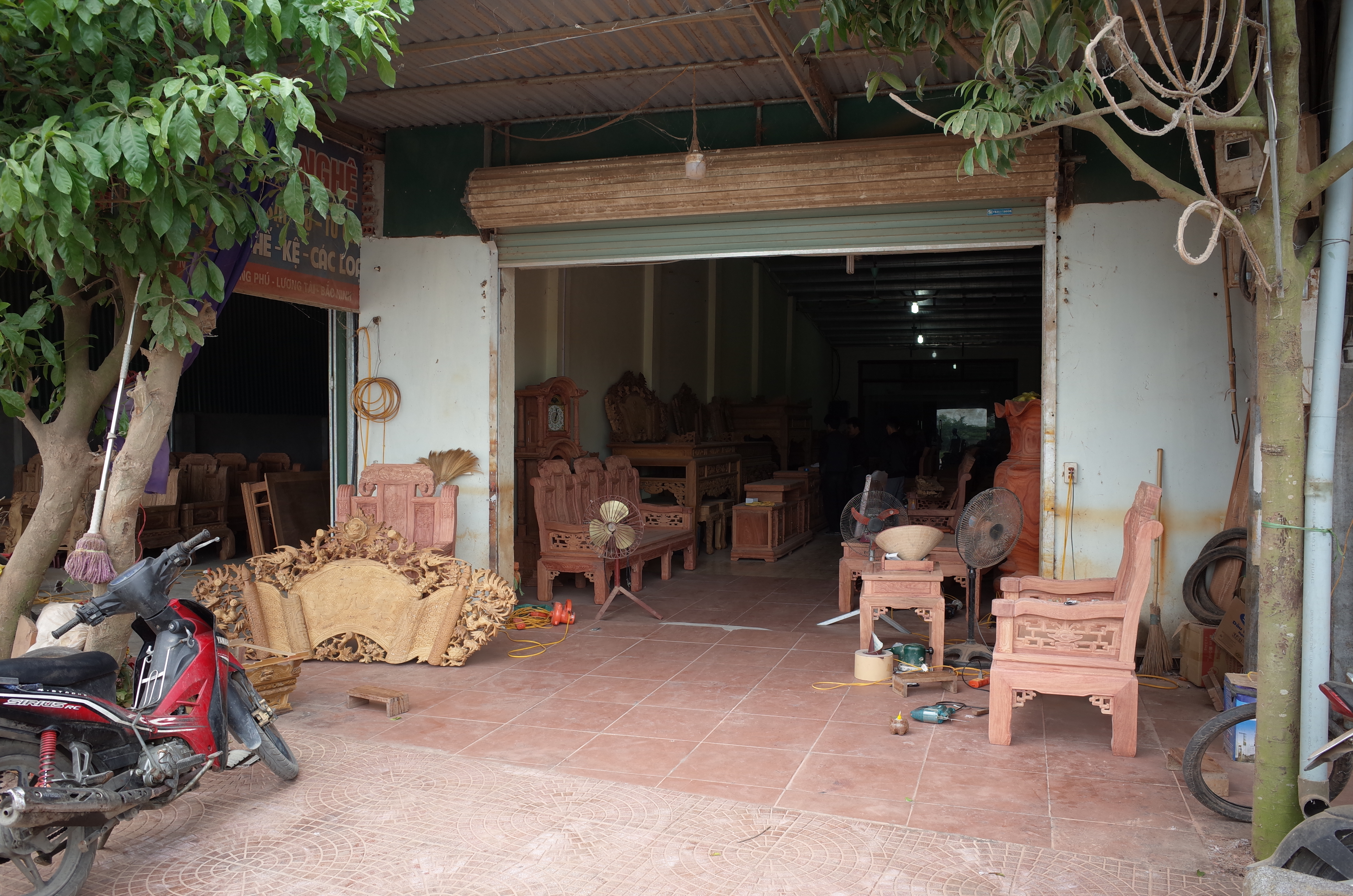
Một cửa hàng trong làng nghề đồ gỗ mỹ nghệ truyền thống thôn Lĩnh Mai, xã Quảng Phú
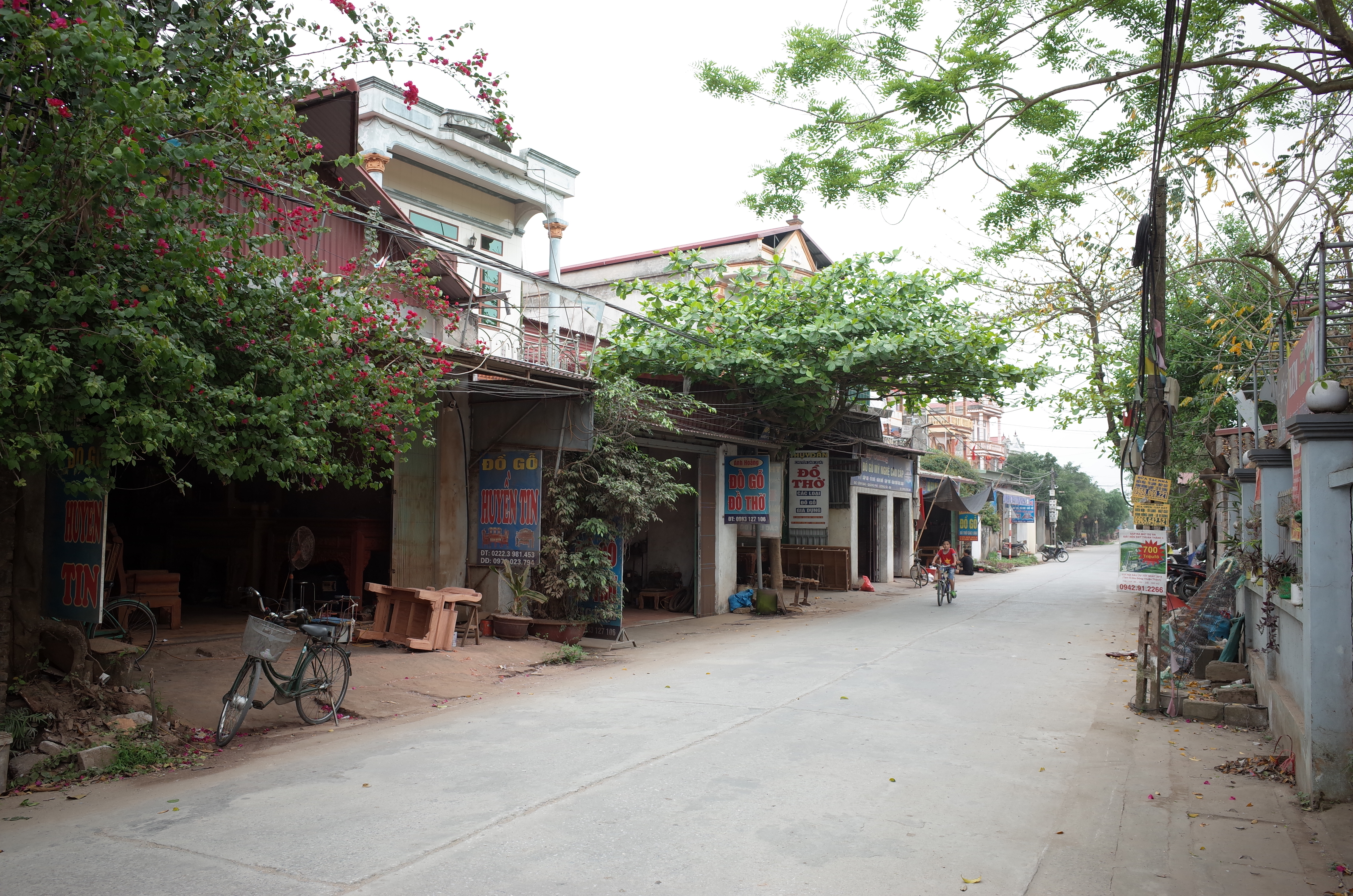
Dãy cửa hàng tại làng nghề đồ gỗ mỹ nghệ thôn Lĩnh Mai, xã Quảng Phú
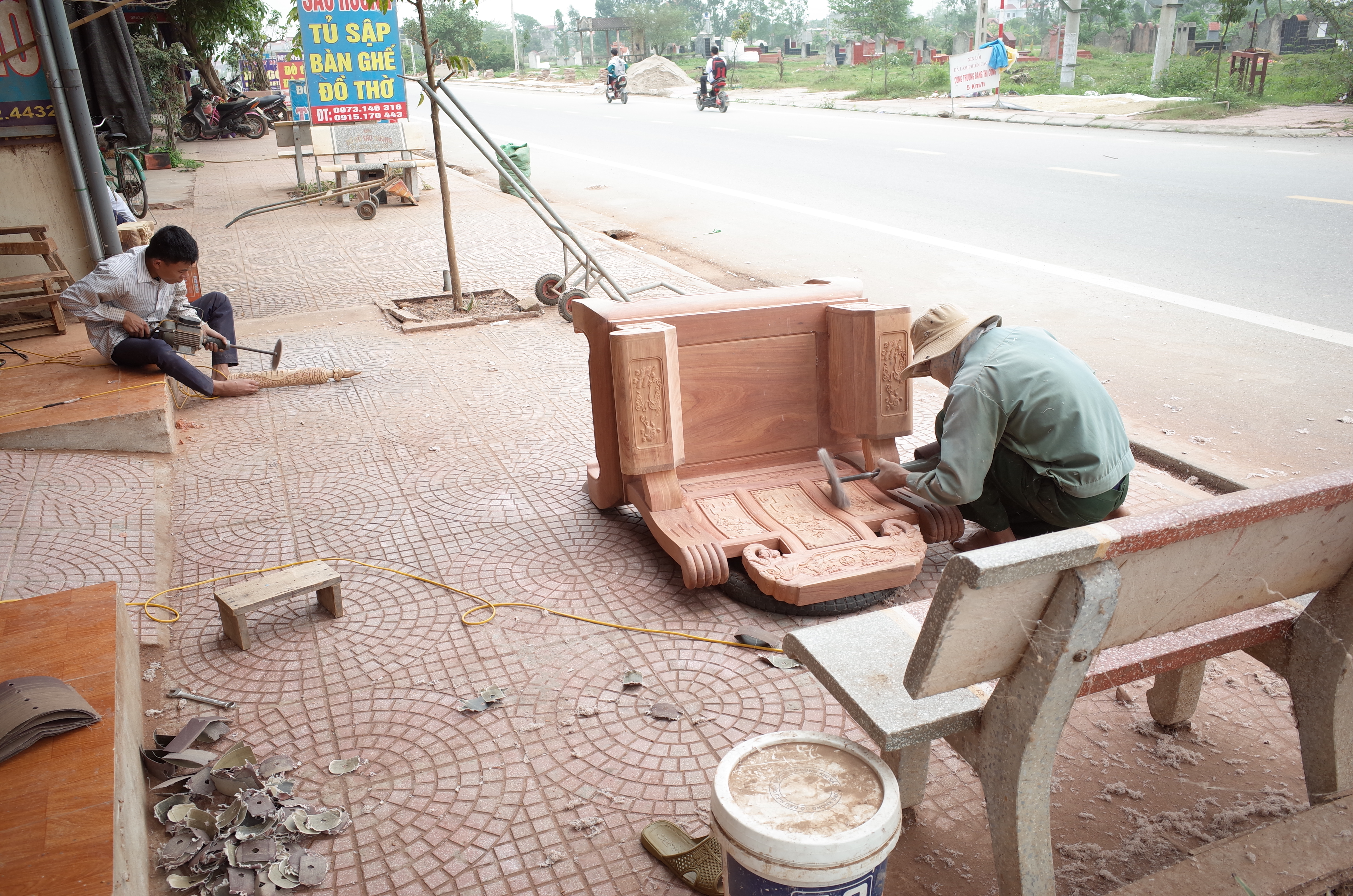
Người dân đánh bóng gỗ tại một cửa hàng ở làng nghề đồ gỗ mỹ nghệ thôn Lĩnh Mai, xã Quảng Phú
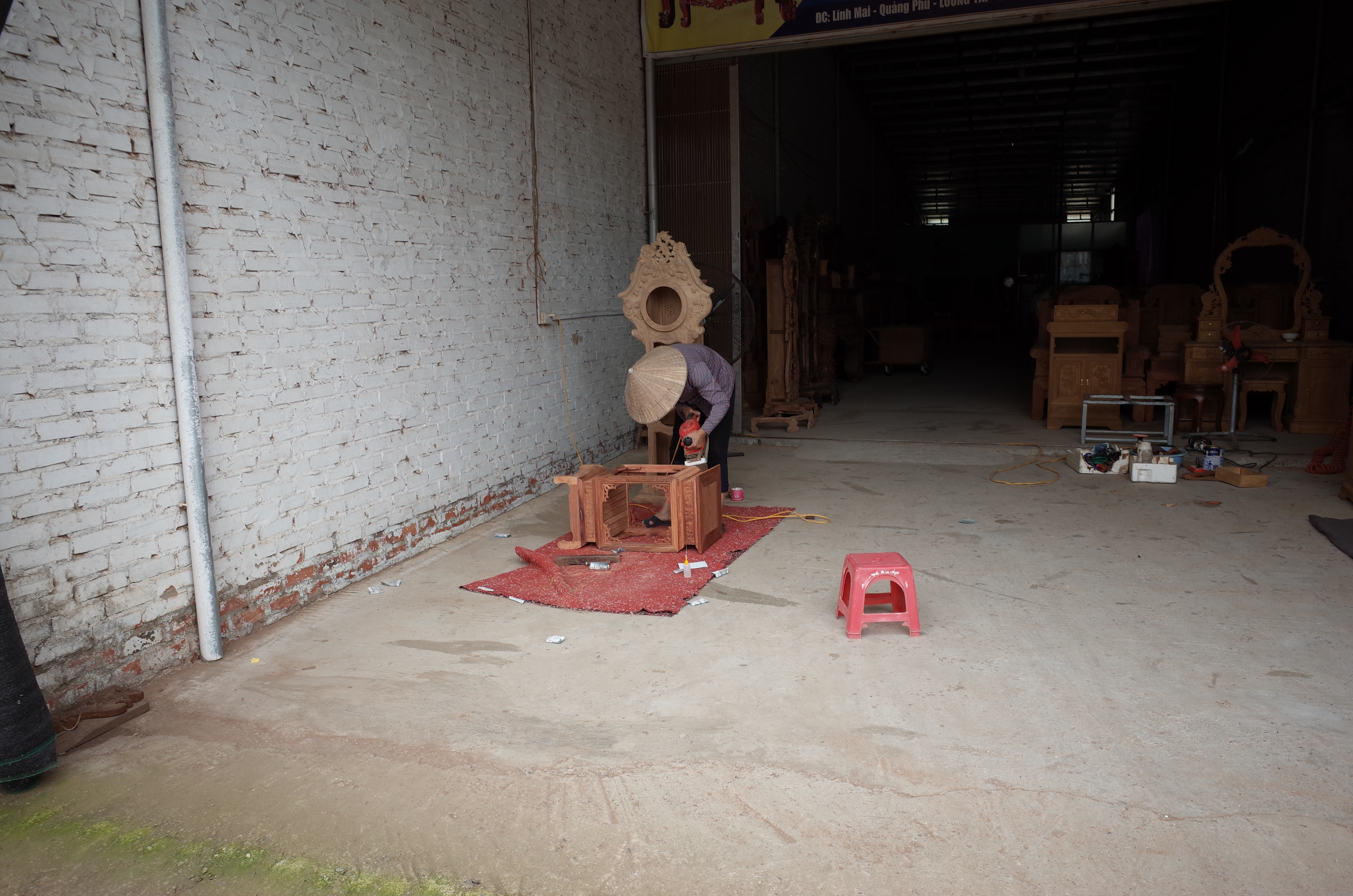
Một người dân đang chà nhám gỗ tại làng nghề đồ gỗ mỹ nghệ truyền thống thôn Lĩnh Mai, xã Quảng Phú

### Tri ân, tưởng niệm

Một số đài tưởng niệm, nghĩa trang liệt sỹ trên địa bàn huyện Lương Tài
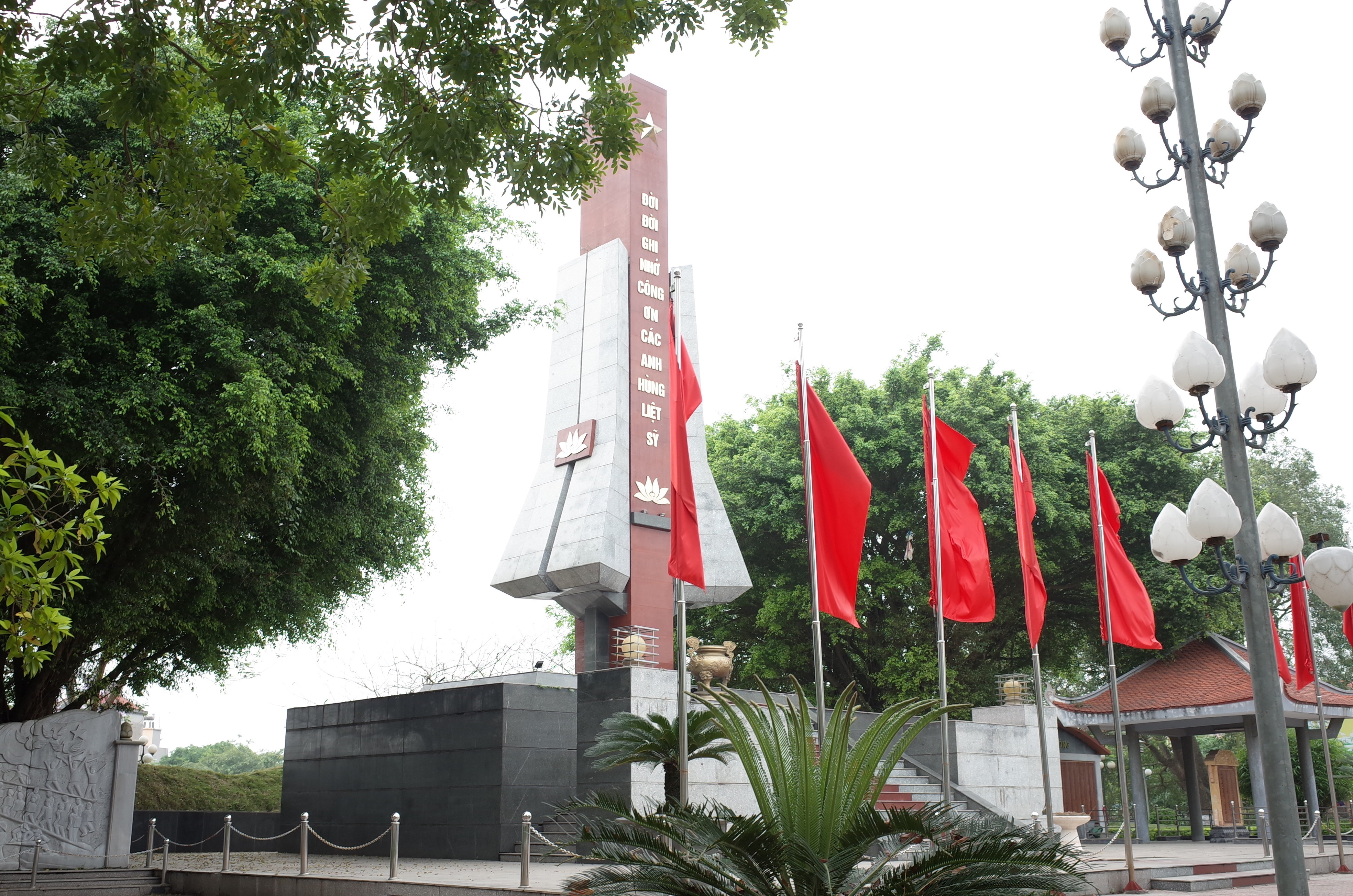
Đài tưởng niệm các anh hùng liệt sỹ huyện Lương Tài
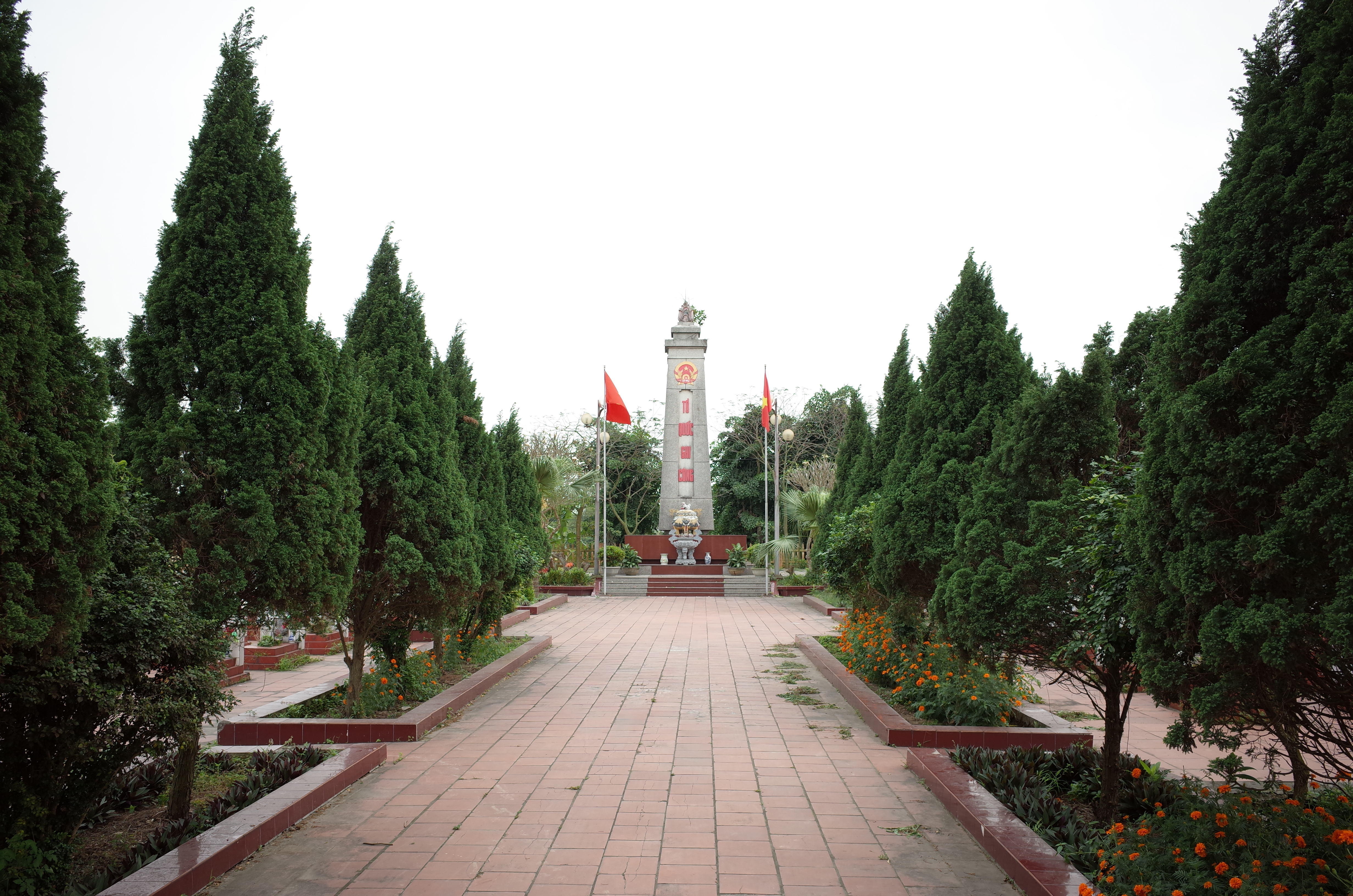
Nghĩa trang liệt sỹ thị trấn Thứa
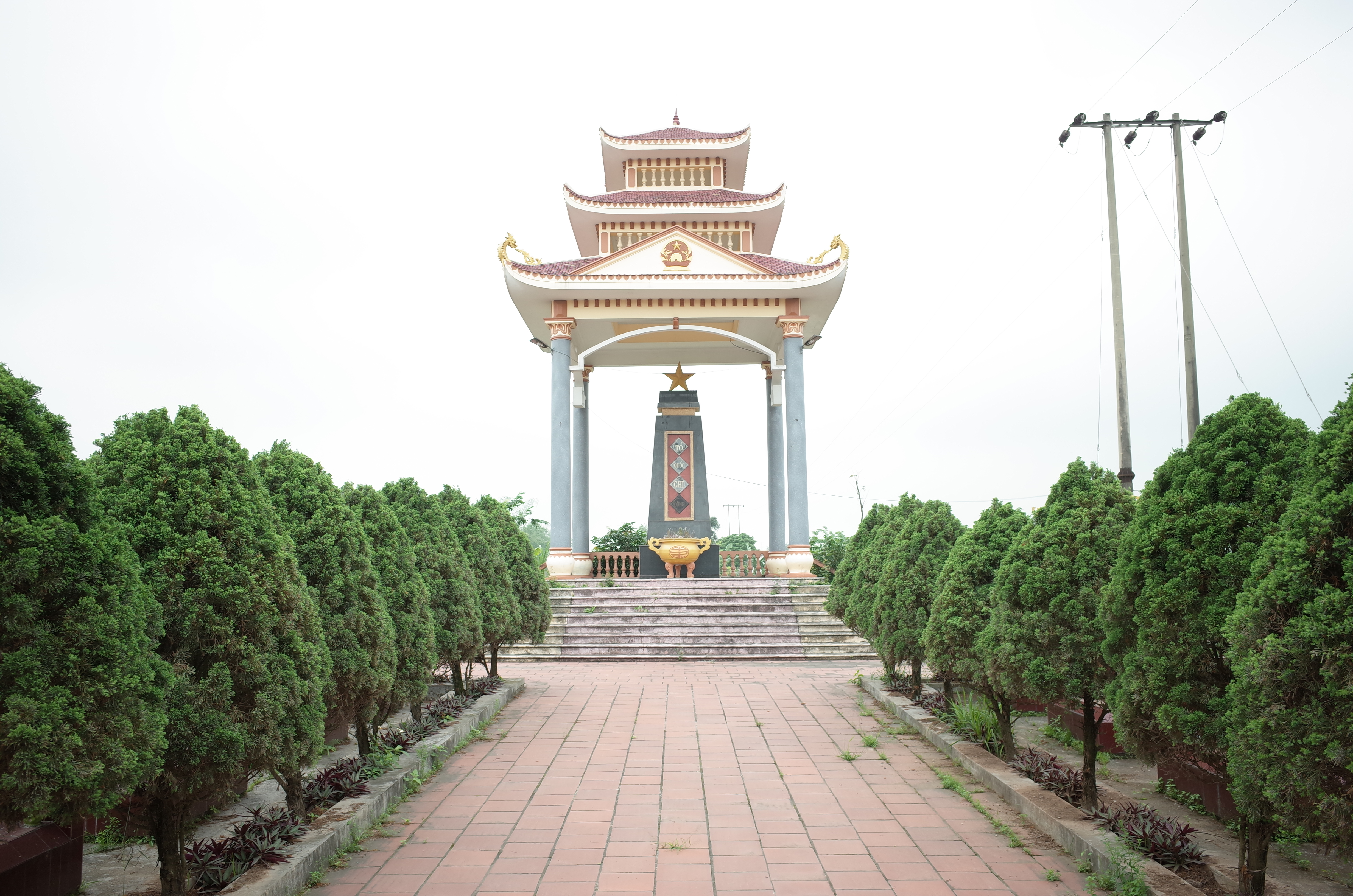
Nghĩa trang liệt sỹ xã Phú Lương
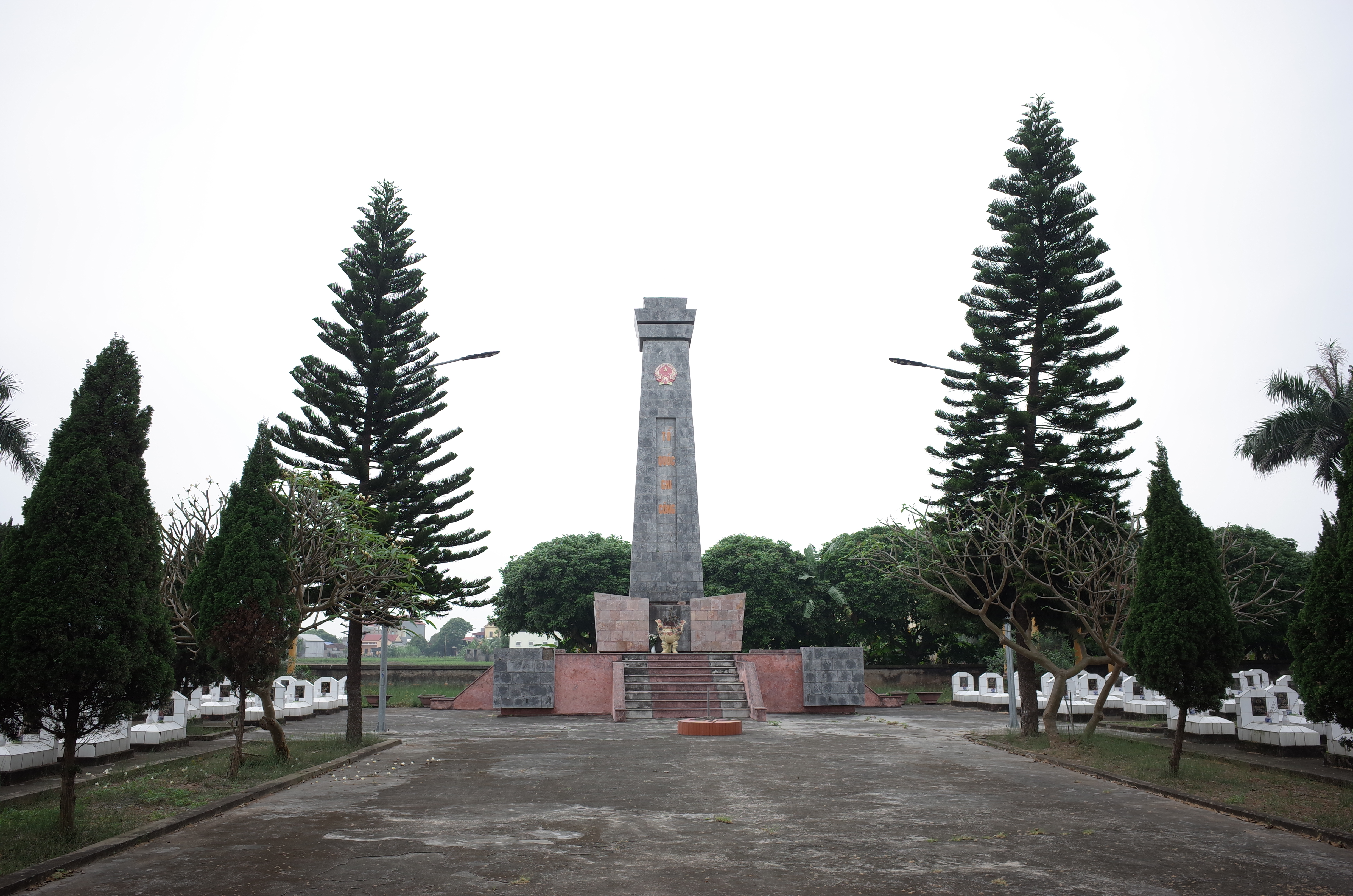
Nghĩa trang liệt sỹ xã Minh Tân
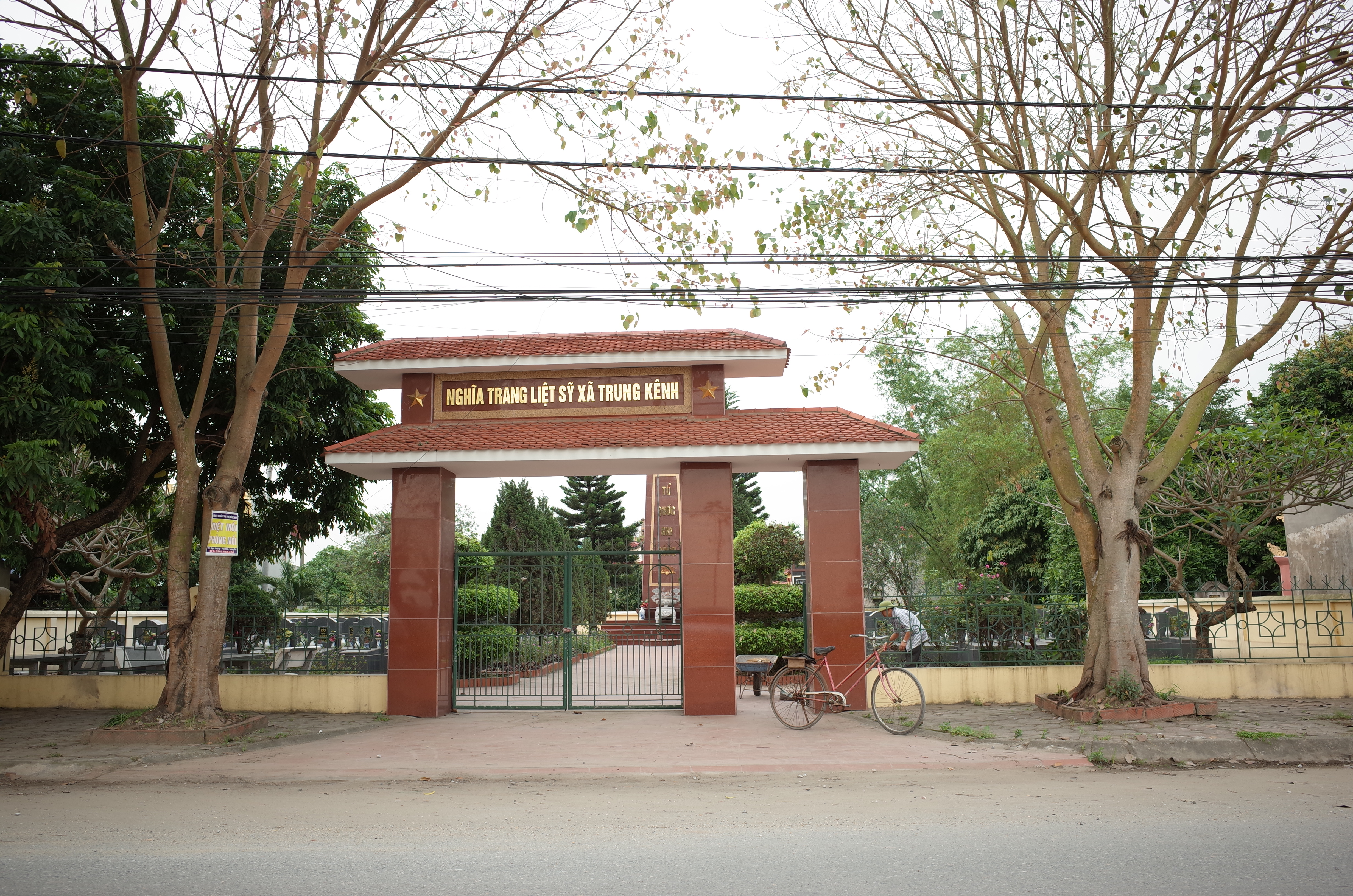
Nghĩa trang liệt sỹ xã Trung Kênh